# Grand béguinage de Louvain
Le grand béguinage de Louvain (Groot Begijnhof van Leuven en néerlandais) est le plus vieux et le plus grand des deux béguinages que compte la ville belge de Louvain, dans la province du Brabant flamand.
Très bien conservé, ce béguinage, dont l'origine remonte au XIIIe siècle, est situé à l'extrémité sud de la ville et ne doit pas être confondu avec le Petit béguinage de Louvain, qui est situé au nord de la ville.
Outre l'église Saint-Jean-Baptiste-du-Béguinage, le béguinage comprend plus de 80 maisons ainsi qu'une dizaine de « couvents », des maisons où cohabitaient plusieurs béguines sous la direction d'une supérieure.

## Historique

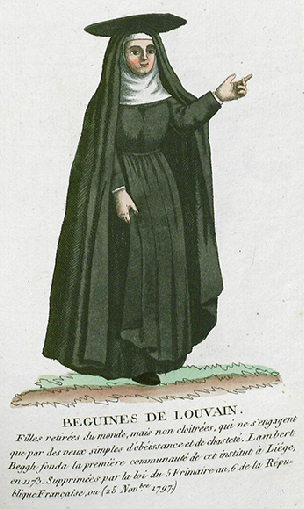
Costume des béguines de Louvain.

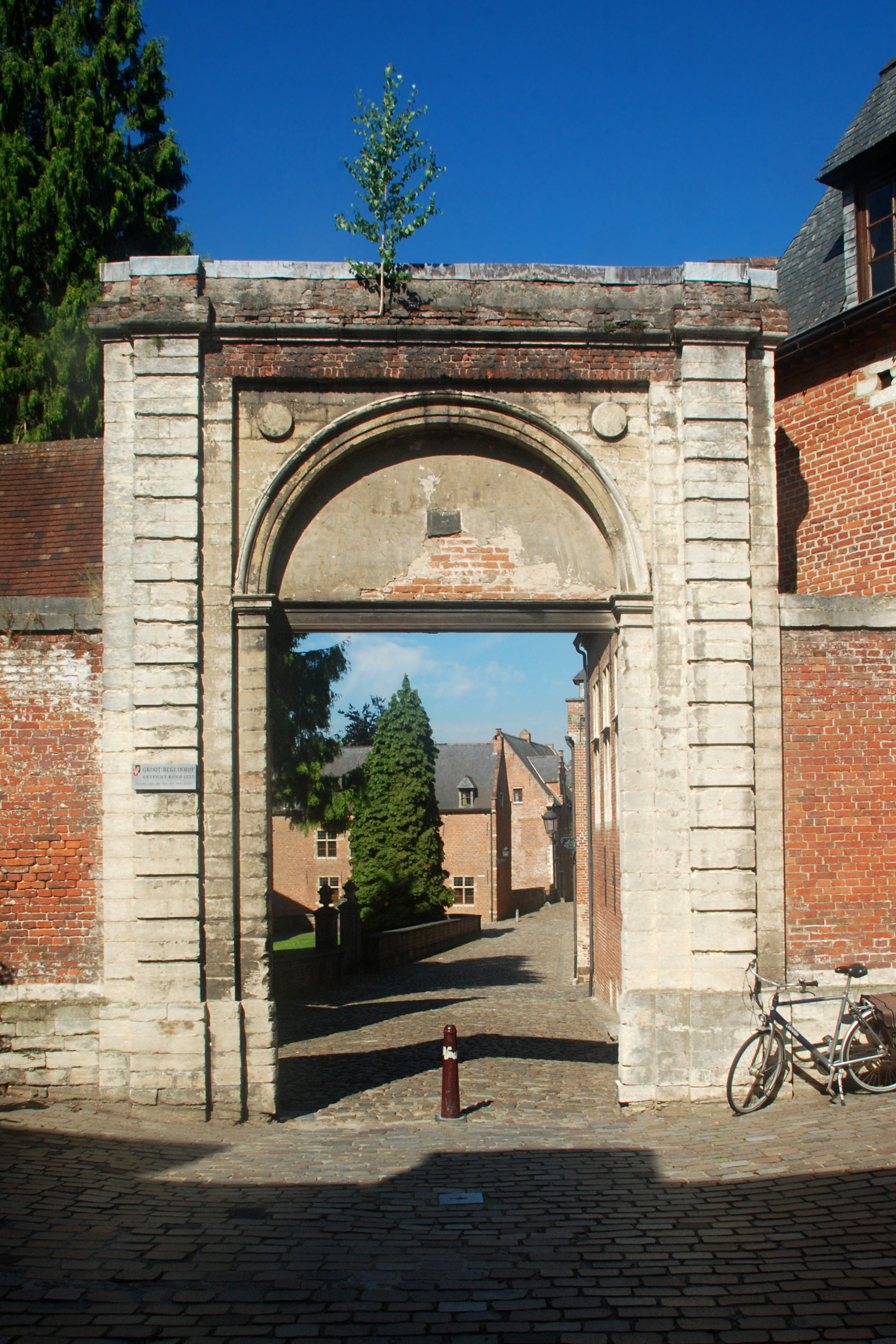
La porte du béguinage
(« Grote Poort »).

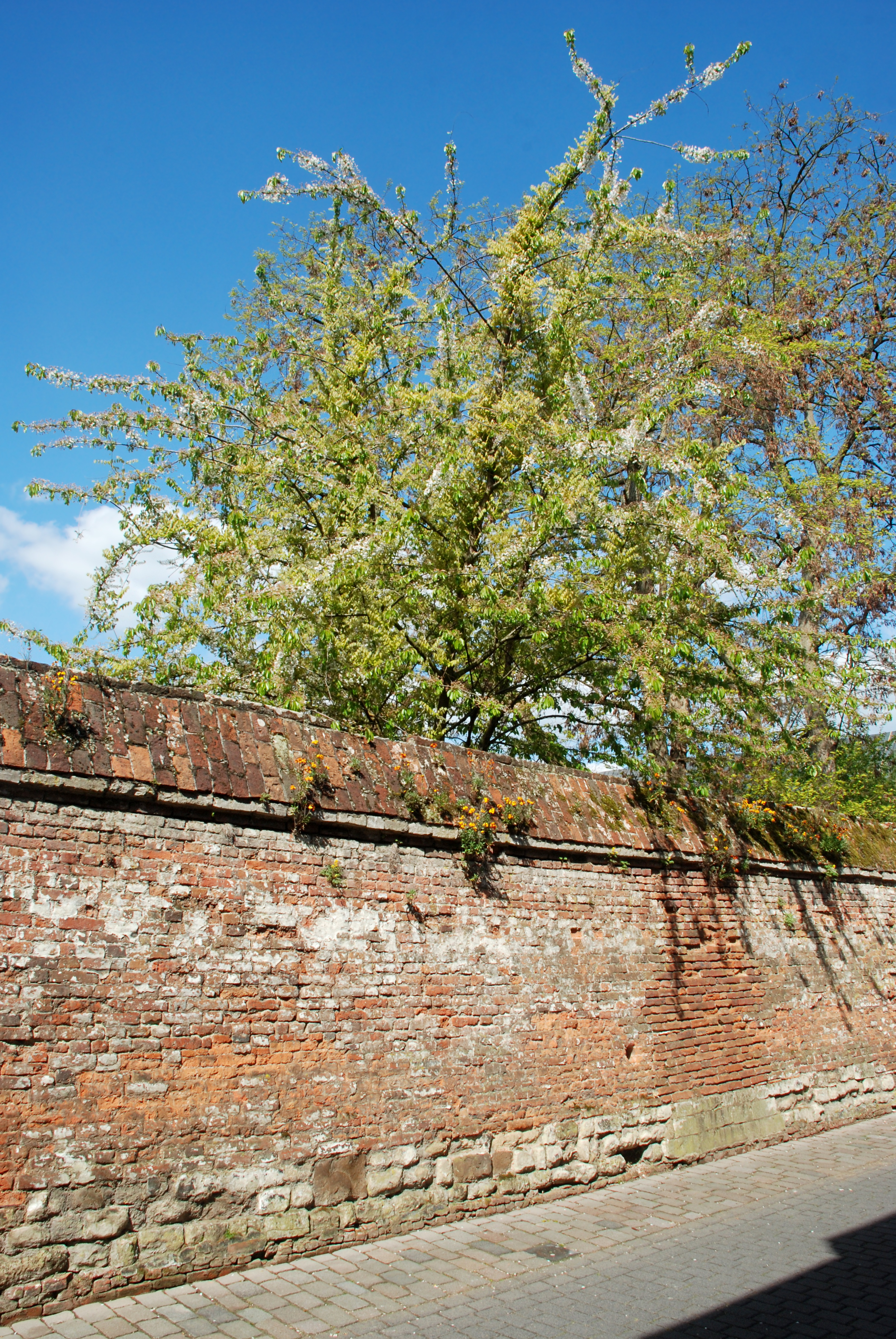
Le mur d'enceinte.

Les béguines étaient des veuves ou des femmes célibataires qui, bien que n'ayant pas fait de vœux monastiques, choisissaient de mener une vie religieuse solidaire au sein de petites cités appelées béguinages.
Le Grand béguinage de Louvain est fondé au XIIIe siècle sur un terrain situé le long de la Dyle (de Dijle) en dehors de la première enceinte de Louvain.
L'autorisation de construire une chapelle est accordée dès 1232, mais la fondation officielle du béguinage a lieu en 1234 comme l'atteste une mention sur le contrefort situé à gauche du portail latéral de l'église.
Cette fondation s'inscrit dans le mouvement mystique qui se développe vers l'an 1200 dans l'ancien diocèse de Liège pour ensuite se répandre sur les régions qui correspondent à l'actuelle Belgique.
Le béguinage fait d'abord partie de la paroisse Saint-Quentin, avant de devenir une paroisse autonome en 1250.
Une infirmerie est créée, puis l'église Saint-Jean-Baptiste-du-Béguinage en 1305,.
Le Grand béguinage compte environ 200 béguines aux XVe et XVIe siècles. Quelques maisons remontent au XVIe siècle mais la plus grande partie des constructions datent du XVIIe siècle qui est une période de grande prospérité pour le béguinage, qui comprend alors environ 80 maisons ainsi qu'une dizaine de « convents » (couvents).
Un déclin s'amorce au XVIIIe siècle, jusqu'à l'époque de la Révolution française où l'institution religieuse que constitue le béguinage est supprimée en 1798, deux ans après le petit béguinage de Louvain.
En 1803, une communauté de 124 béguines réinvestit le Grand béguinage mais le déclin amorcé au XVIIIe siècle se poursuit au XIXe siècle : le béguinage ne compte plus que vingt béguines en 1895 et deux en 1962.
Le Grand béguinage passe en 1925 à la Commission d'Assistance Publique de Louvain (CAP, aujourd'hui Centre public d'action sociale ou CPAS) puis est racheté par l'Université catholique de Louvain en 1962.
Après ce rachat, le Grand béguinage est restauré en plusieurs phases : une première phase en 1963-1972, puis l'église en 1978-1985, et une troisième phase en 1987-1990.
Les maisons de béguines servent maintenant de logements pour des professeurs et étudiants de l'université,, qui s'appelle KU Leuven (Katholieke Universiteit Leuven) depuis la scission en 1968 de l'Université catholique de Louvain en une université néerlandophone et une université francophone.

## Classement
Le béguinage est classé monument historique depuis le 23 mars 1987 et figure à l'Inventaire du patrimoine immobilier de la Région flamande sous la référence 125415.
Il est par ailleurs classé patrimoine mondial par l'Unesco depuis le 2 décembre 1998, sa reconnaissance faisant partie du dossier des béguinages de Flandre.

## Plan
L'entrée principale du Grand béguinage se trouve sur la Schapenstraat : la « Grote Poort » ou « Rechte Poort » est une porte de style néo-classique construite en pierre calcaire en 1805, qui donne sur la Rechtestraat, la rue qui longe la façade nord de l'église du béguinage.
Le béguinage est traversé par deux bras de la Dyle et se divise donc en trois zones : une première zone située à l'est de la Dyle, une deuxième située entre les deux bras de la rivière, et le « Spaans Kwartier » (Quartier espagnol) situé à l'ouest de la rivière.
La première zone compte cinq rues :
- deux rues orientées nord-sud : la Bovenstraat (rue Haute) et la Middenstraat (rue du Milieu) ;
- trois rues orientées d'est en ouest : la Beginhofkerkstraat (rue de l'Église du béguinage), la Rechtestraat (dans l'axe de la « Rechte Poort ») et la Klein Straatken (Petite Rue).

La zone située entre les bras de la Dyle ne compte que deux rues :
- la prolongation de la Rechtestraat ;
- le Benedenstraat (rue Basse).

Quant au Spaans Kwartier, il en compte trois : la fin de la Rechtestraat, la rue dite « Spaans Kwartier » et la rue du Nouveau Couvent (straat van het Nieuw Convent).
La numérotation des maisons est continue et va du no 1 au no 95 : dans cet article, nous avons accolé le nom de la rue et le numéro de la maison pour la commodité du lecteur mais qu'il soit clair que l'adresse officielle de la maison que nous désignons, par exemple, par « Bovenstraat n° 76 » est en fait « Groot Begijnhof n° 76 ». Les maisons no 1 et no 95 se font face et sont toutes deux situées derrière la porte du béguinage.

## Description

### Le quartier à l'est de la Dyle

#### Bovenstraat
La Bovenstraat (rue Haute), parallèle à la Schapenstraat (rue des Moutons) qui borde le Grand béguinage au levant, est la rue située le plus à l'est.
Elle abrite de nombreuses maisons intéressantes :
- no 76 : la maison « Sint Clara » de 1676v, qui fait l'angle avec la Klein Straatken (Petite Ruelle)
- no 77 : l'ancien « Convent van Bethlehem » (couvent de Bethléem), daté de 1628 par ses ancres de façade
- no 85 : la maison « Berg van Calvarie »[5] (Mont Calvaire), qui présente un beau pignon à redents agrémenté d'une fenêtre à meneau encadrée de trous de boulin en croisette très décoratifs
- no 86 : la maison « Inden berch Thabor » (Mont Thabor)
- no 87 : le « Convent van Sint-Jozef » (couvent de Saint-Joseph), dont l'encadrement de porte affiche l'inscription Prince des Vreets Ontfermt U Onser
- no 88 : la maison « Sint Alexius »[5], dont la façade latérale arbore un bas-relief représentant le Portement de croix.

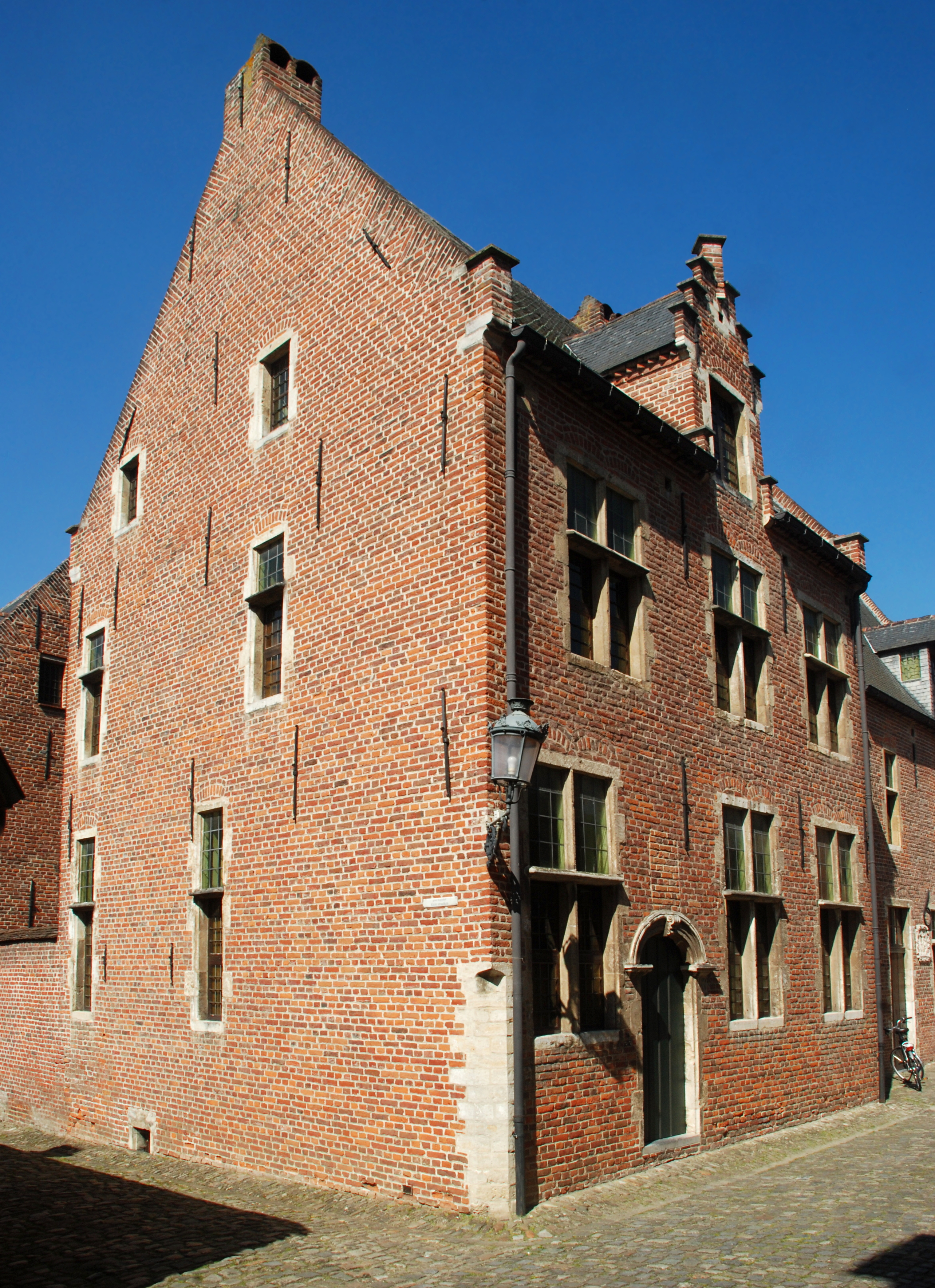
Maison « Sint Clara ».
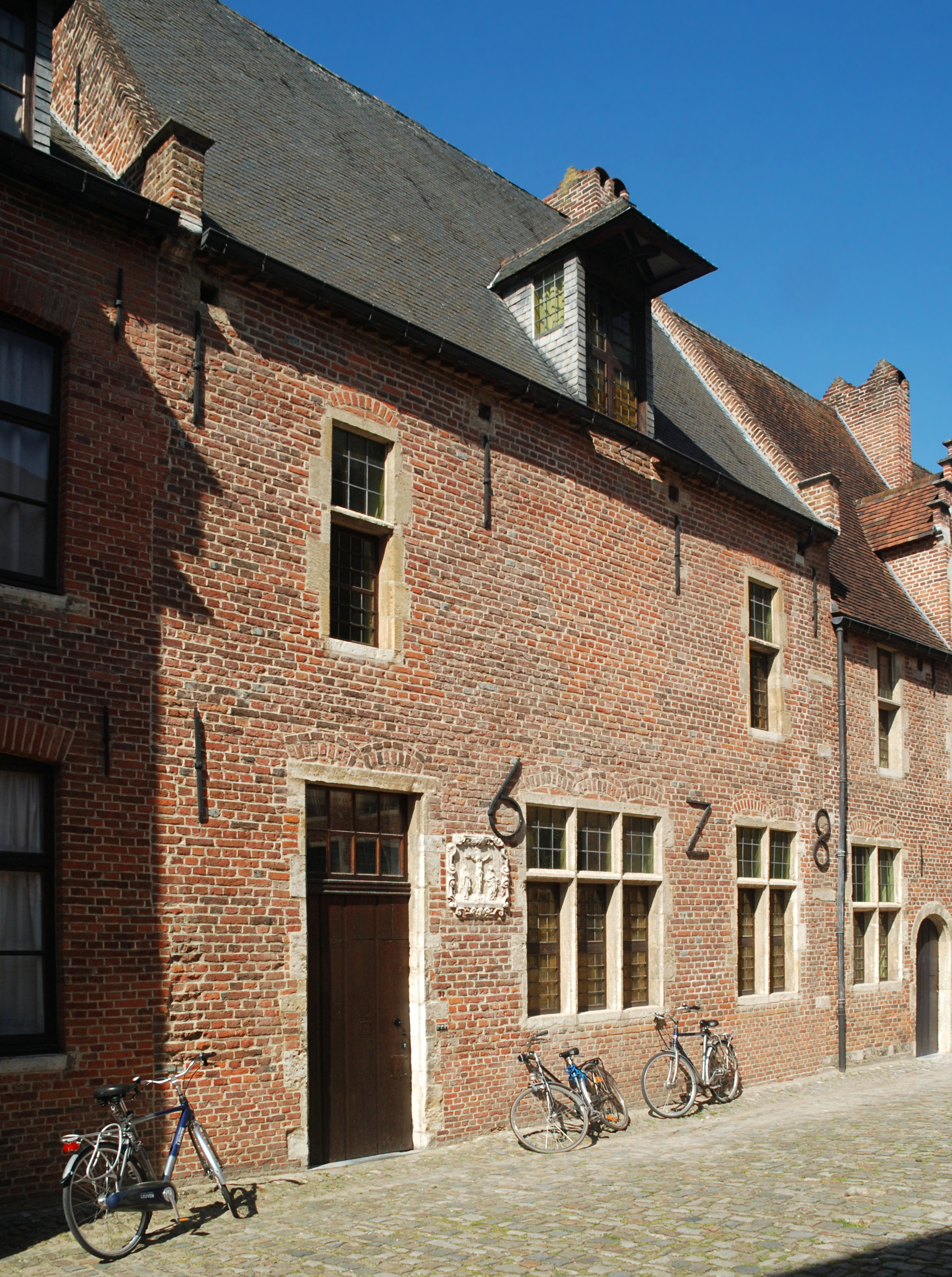
« Convent van Bethlehem ».
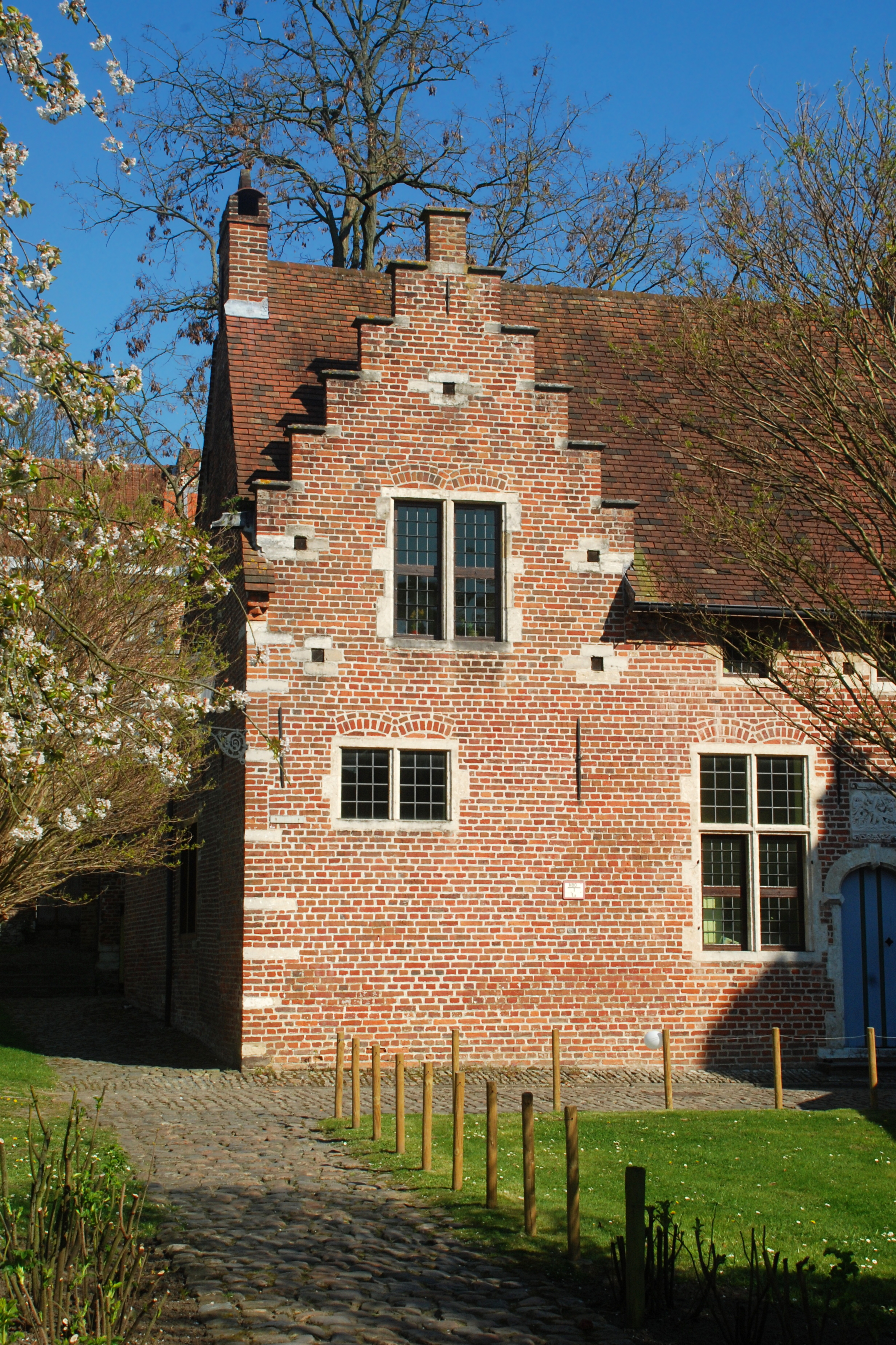
Maison « Berg van Calvarie ».
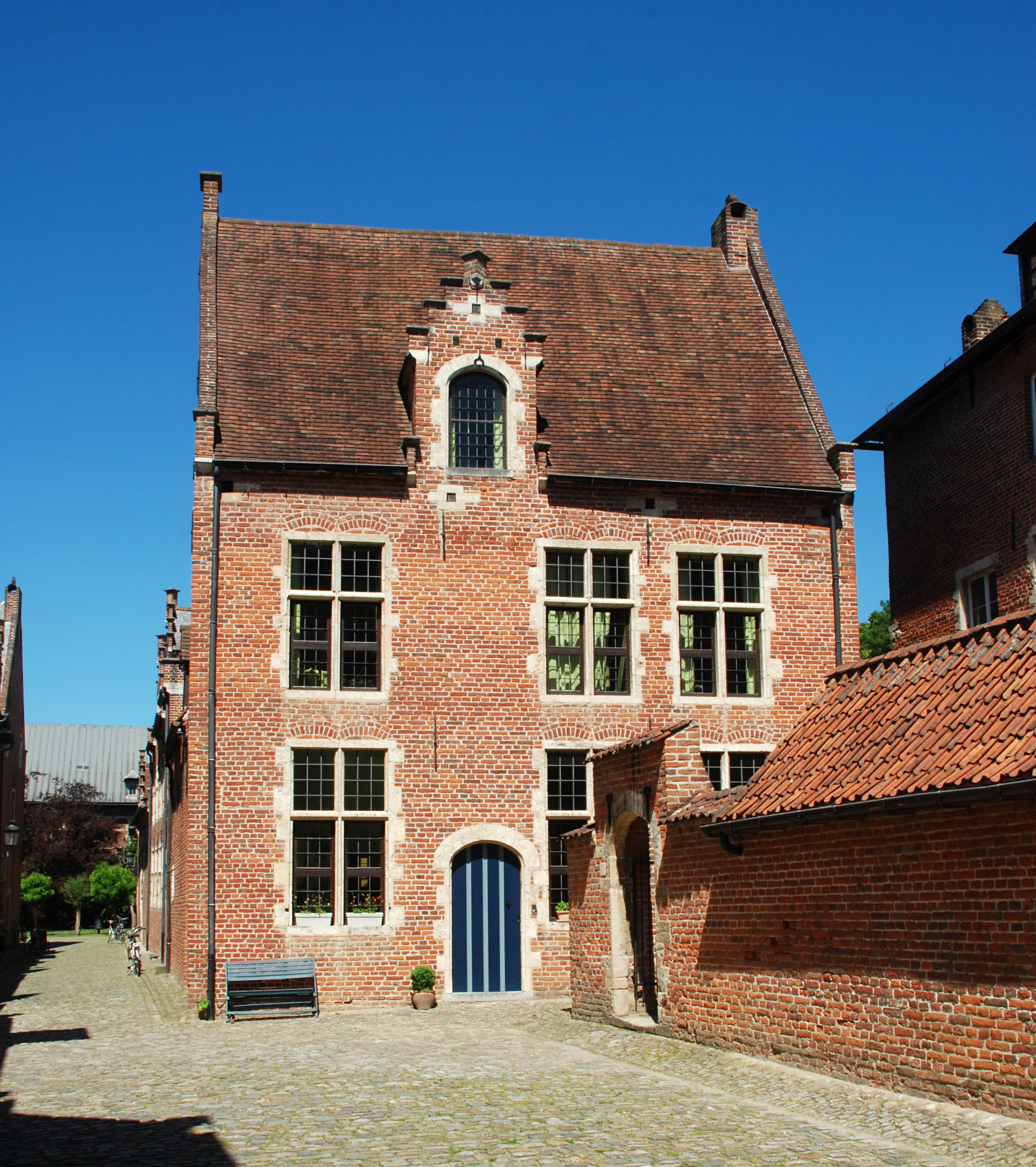
Maison « Sint Alexius ».

Plusieurs de ces maisons présentent un beau bas-relief en pierre blanche représentant des scènes de la vie et de la Passion de Jésus-Christ :
- no 77 : la Crucifixion (à droite de la porte)
- no 85 : la montée au Calvaire (au-dessus de la porte)
- no 86 : la Transfiguration du Christ sur le Mont Thabor (au-dessus de la porte)
- no 88 : le portement de croix (sur la façade latérale)

Les bas-reliefs de la Bovenstraat
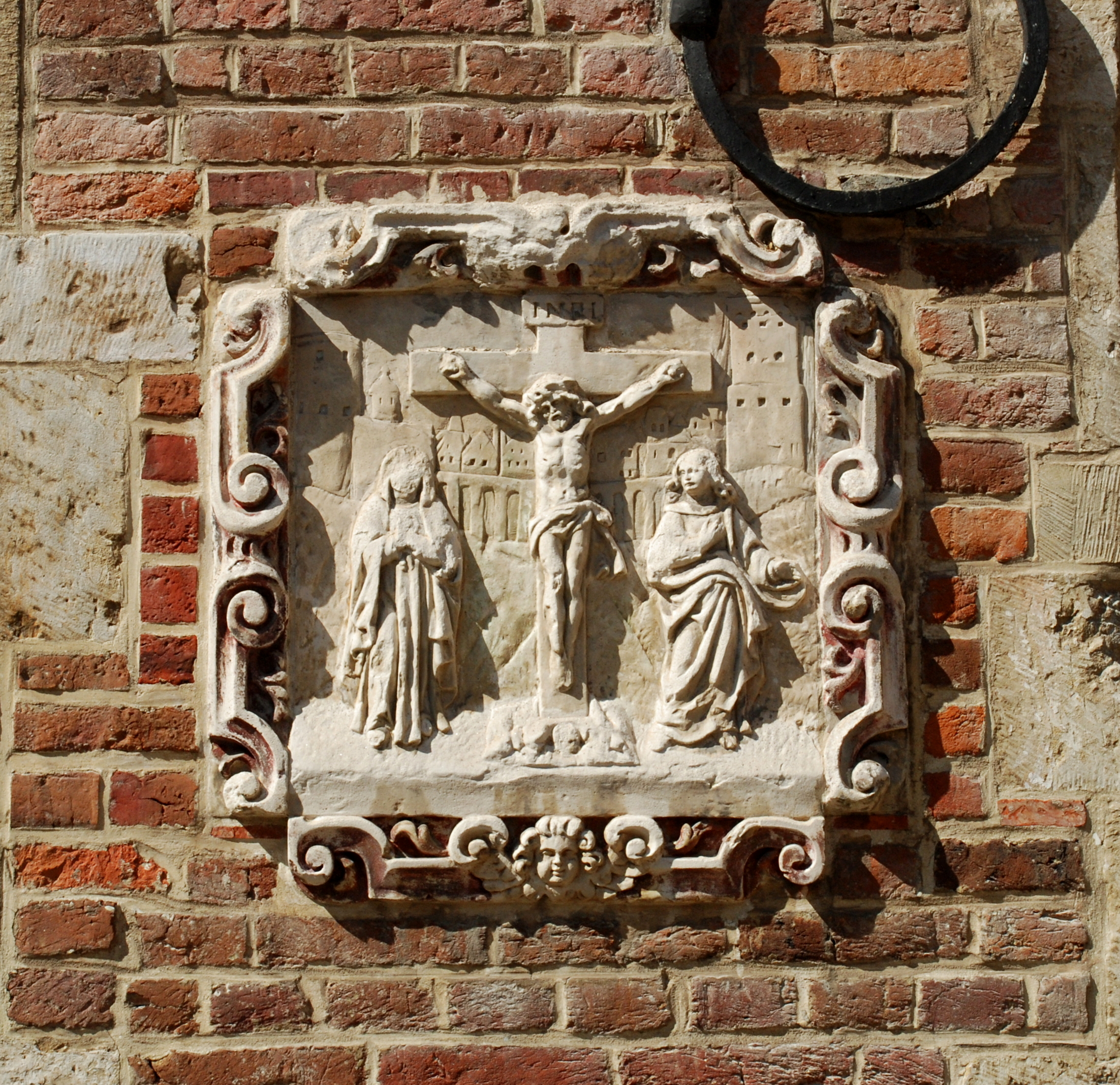
Crucifixion.
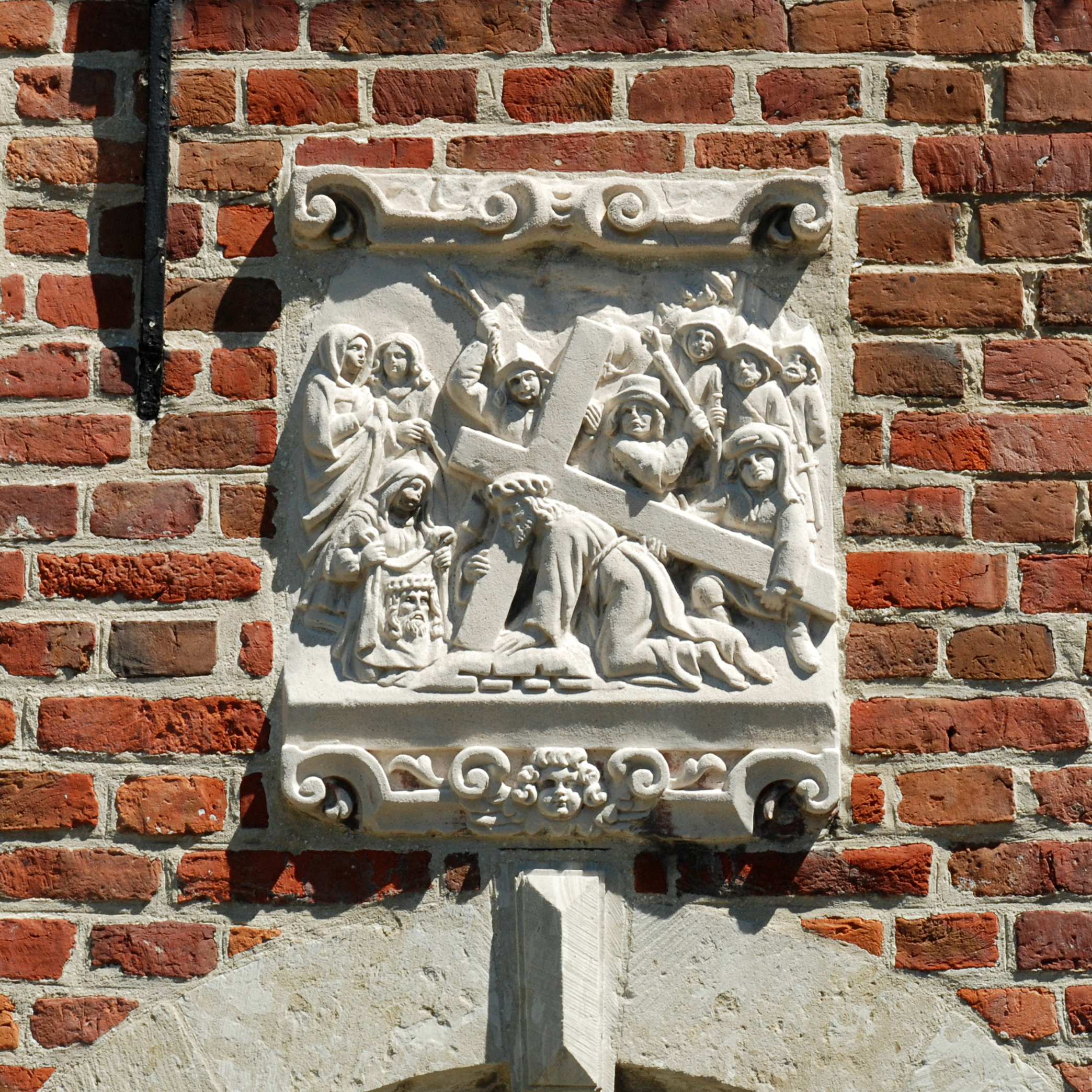
Montée au Calvaire.
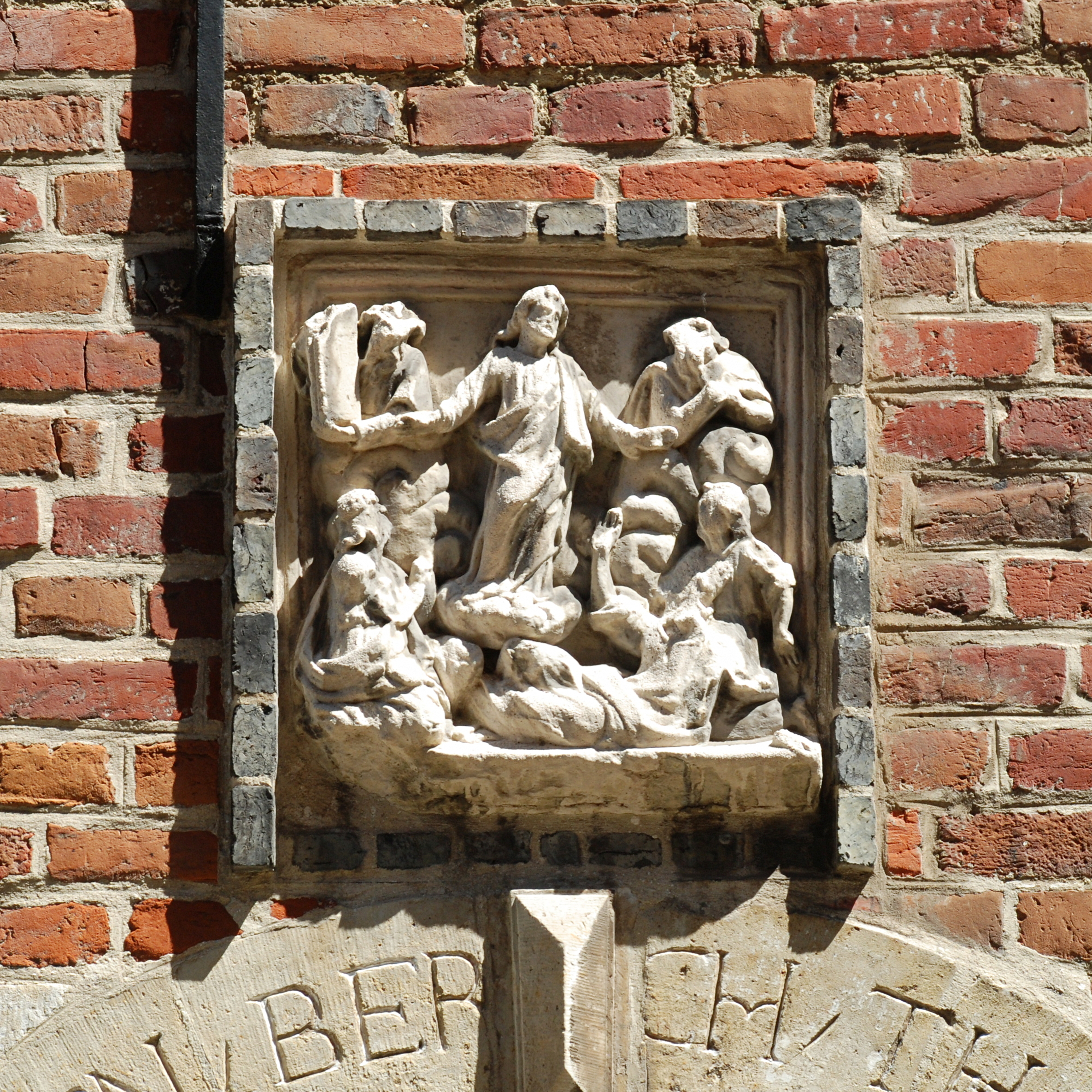
Transfiguration du Christ sur le Mont Thabor.
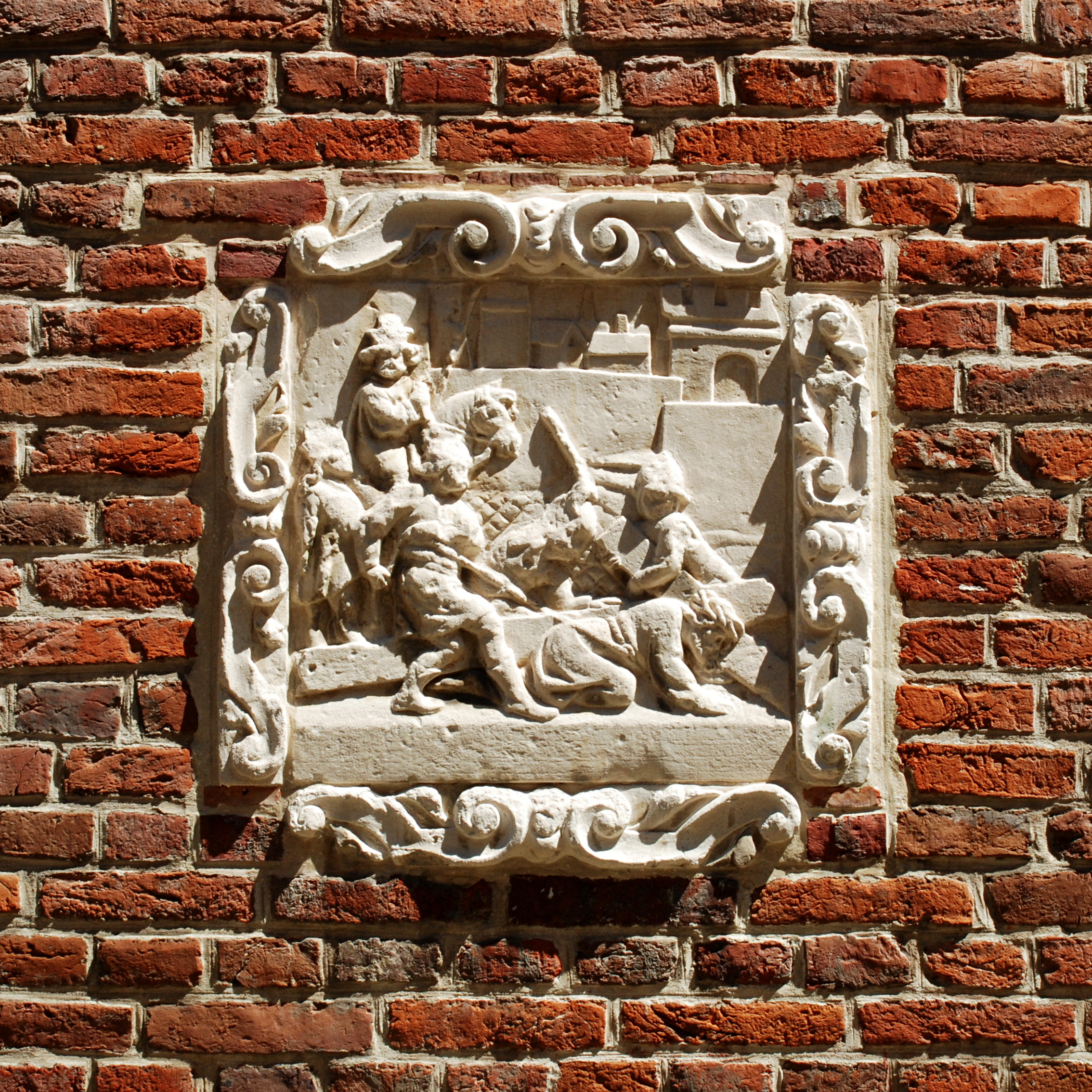
Portement de croix.

#### Klein Straatken

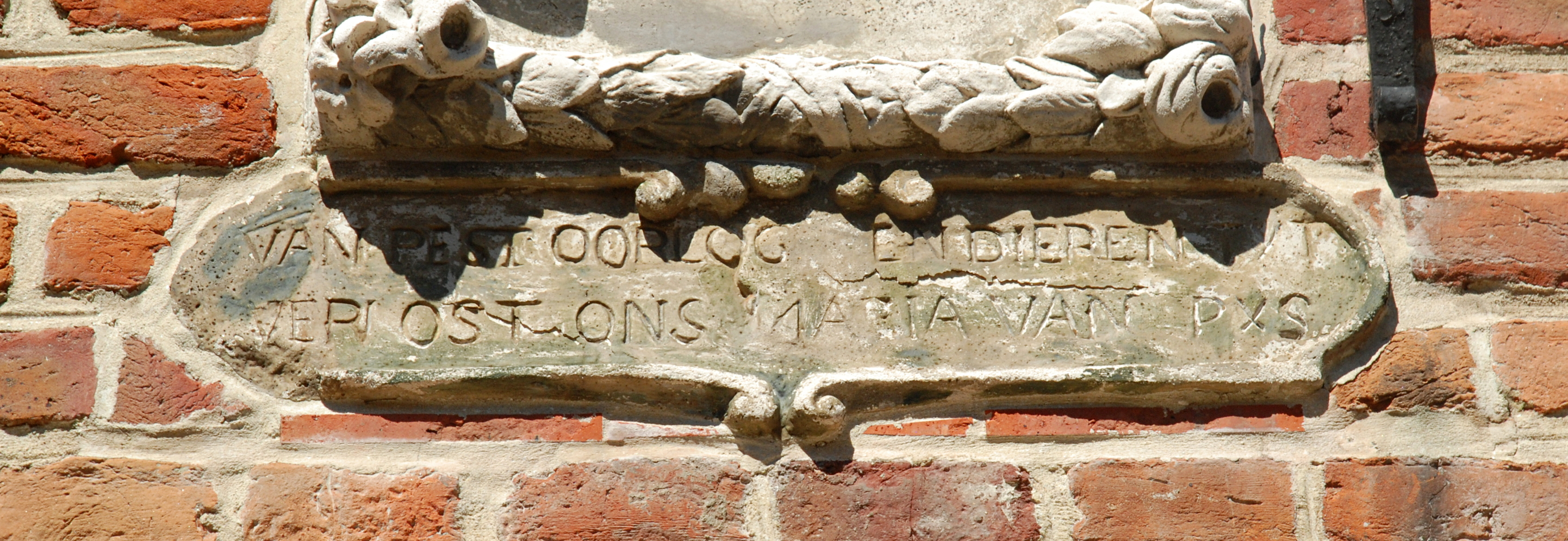
« Van pest oorlog en dieren tyt verlost ons Maria van Pxs ».

La Klein Straatken (Petite Ruelle) relie la Bovenstraat à la Middenstraat.
La maison « Cas van Waver » qui y occupe le no 69 possède une porte dont l'arc porte le millésime 1677.
Sur le bas-relief du XVIIe siècle placé au-dessus de la porte est gravée l'inscription : « Van pest oorlog en dieren tyt verlost ons Maria van Pxs » (Notre-Dame de la Paix, délivre-nous des temps de peste, de guerre et de bêtes sauvages).
Ce relief montre deux anges portant la châsse de Notre-Dame de Basse-Wavre (O.L.Vrouw van Neerwaver).

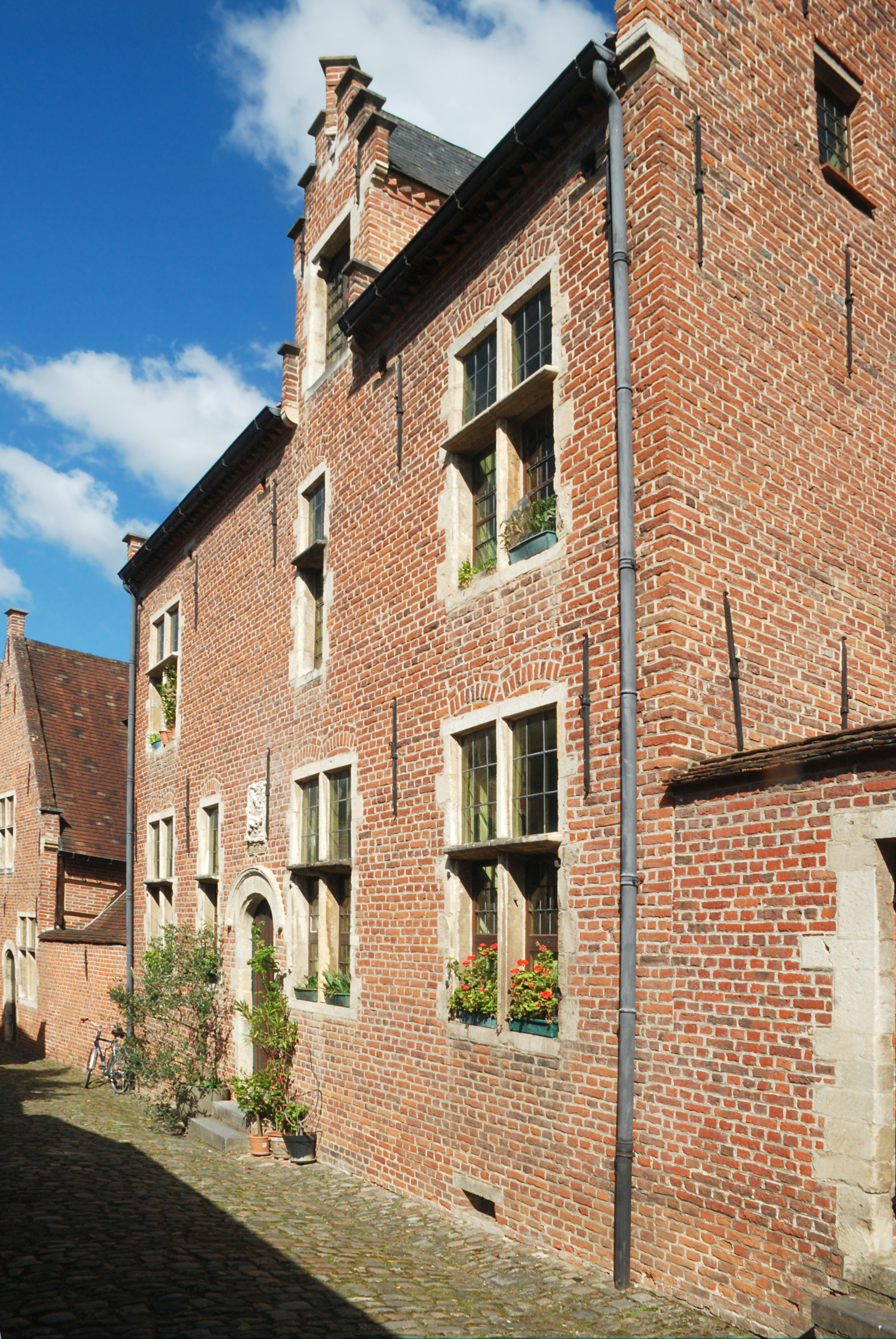
Klein Straatken.
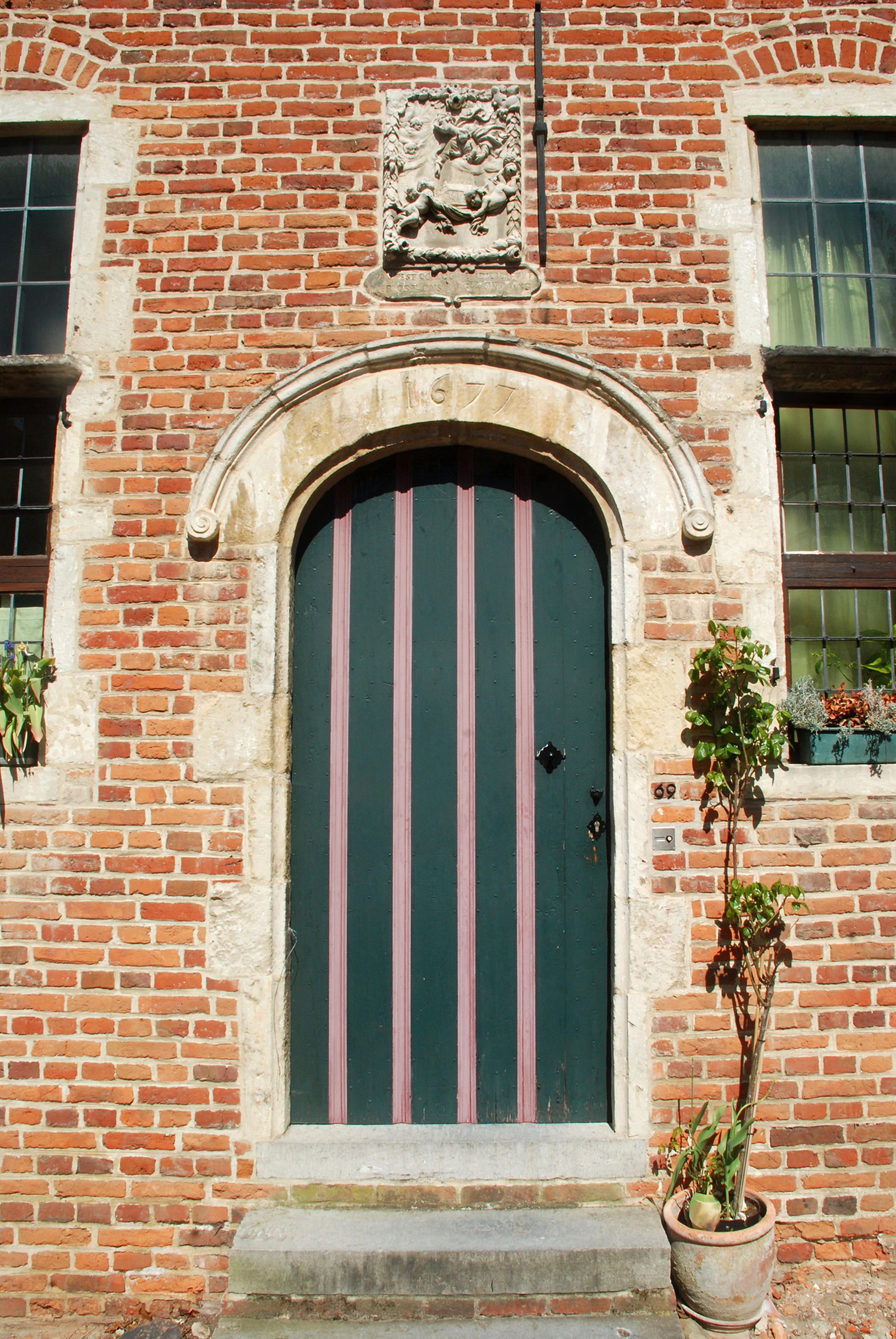
« Cas van Waver ».
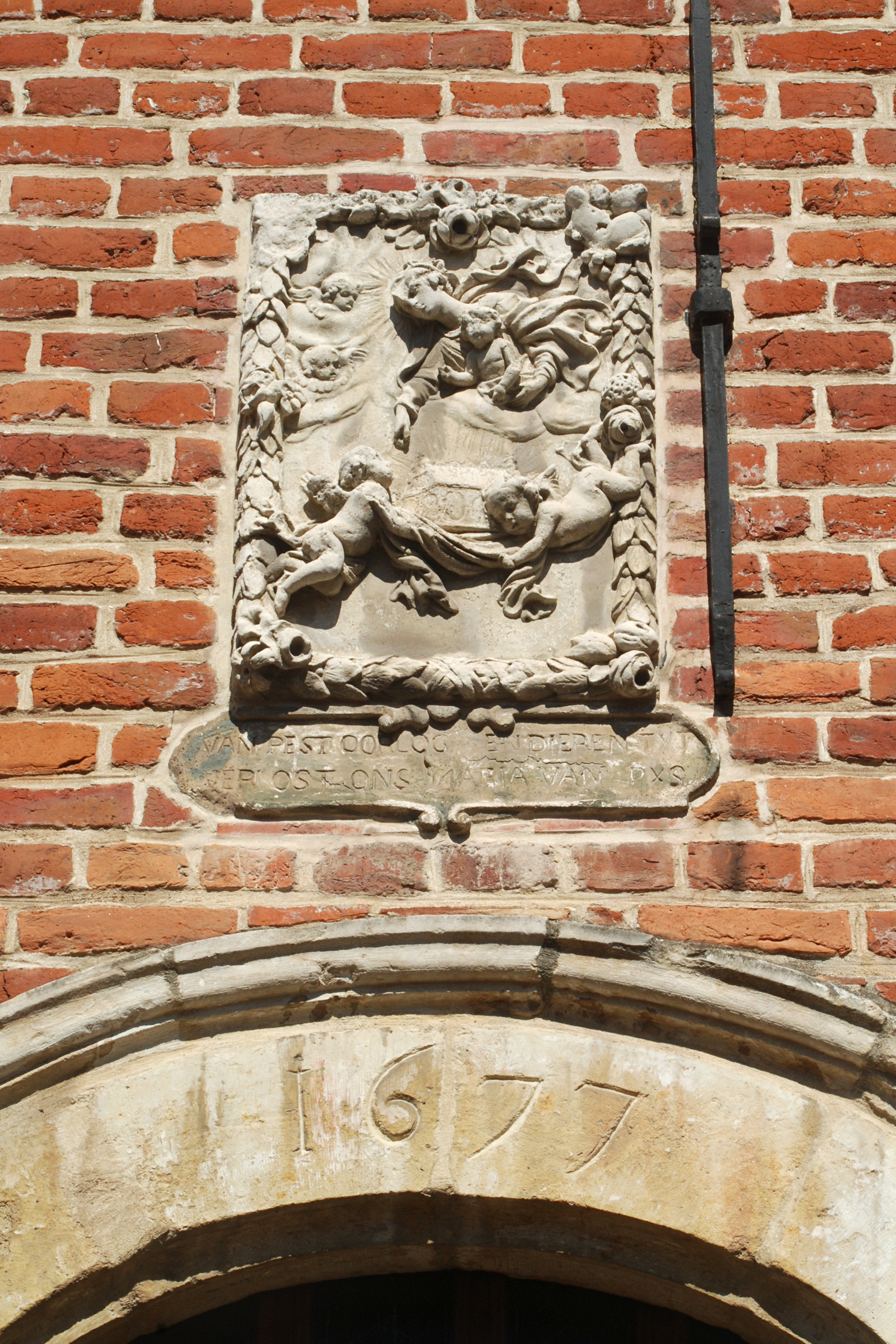
« ND de Basse-Wavre ».
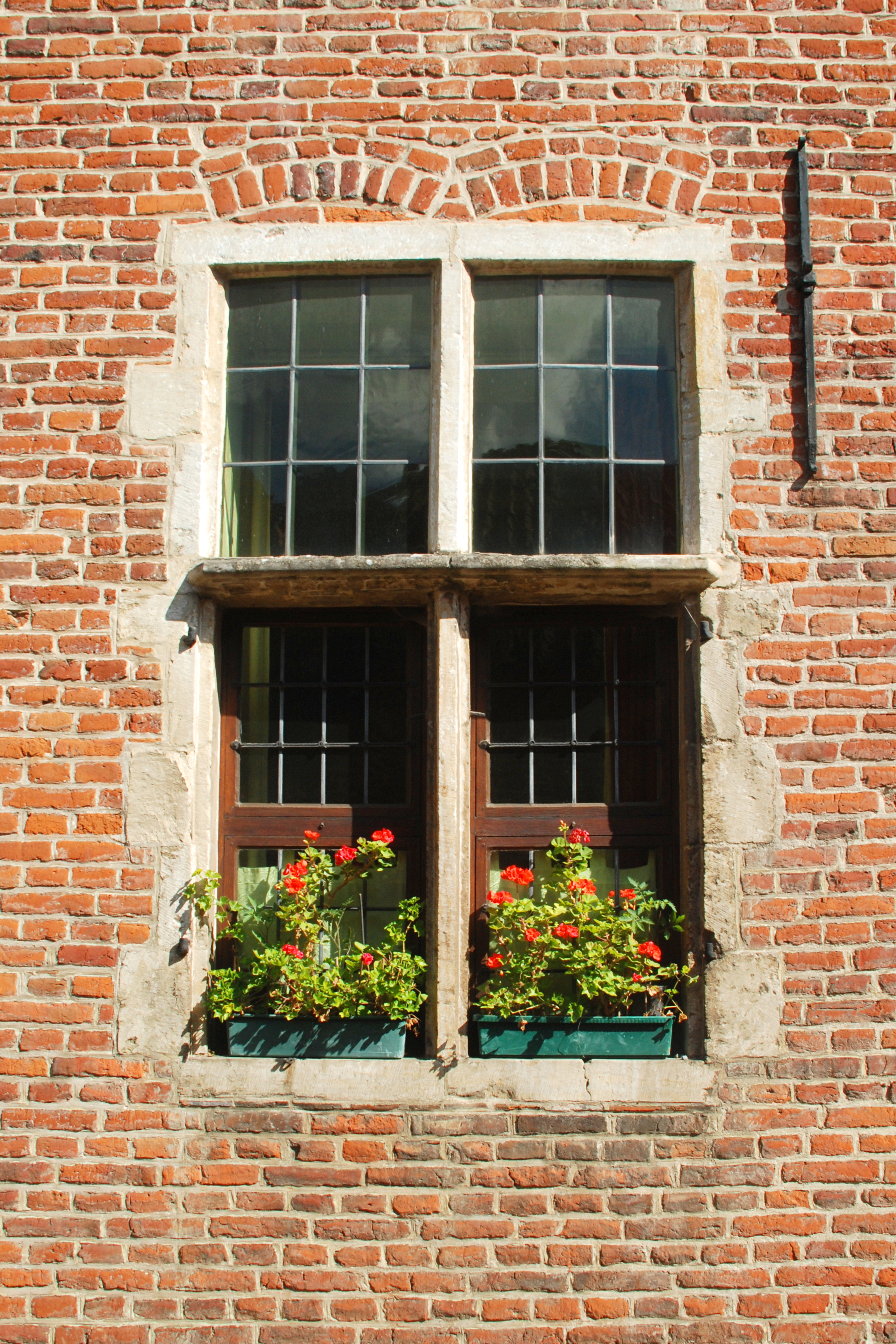
Fenêtre à croisée.

#### Middenstraat
La Middenstraat (rue du Milieu), parallèle à la Bovenstraat déjà citée, commence devant l'église Saint-Jean-Baptiste-du-Béguinage et remonte vers le nord en direction de la Zwartzustersstraat (rue des Sœurs Noires).
Elle abrite les trois édifices les plus importants du Grand béguinage, tant par leurs dimensions que par leur fonction (l'église Saint-Jean-Baptiste-du-Béguinage, l'infirmerie et la ferme du béguinage) mais aussi d'autres édifices remarquables comme le Couvent des Sept Douleurs ou encore la superbe maison à colombages qui occupe le no 72.

##### Église Saint-Jean-Baptiste-du-Béguinage
Cette belle église de style gothique fait l'objet d'un article distinct :

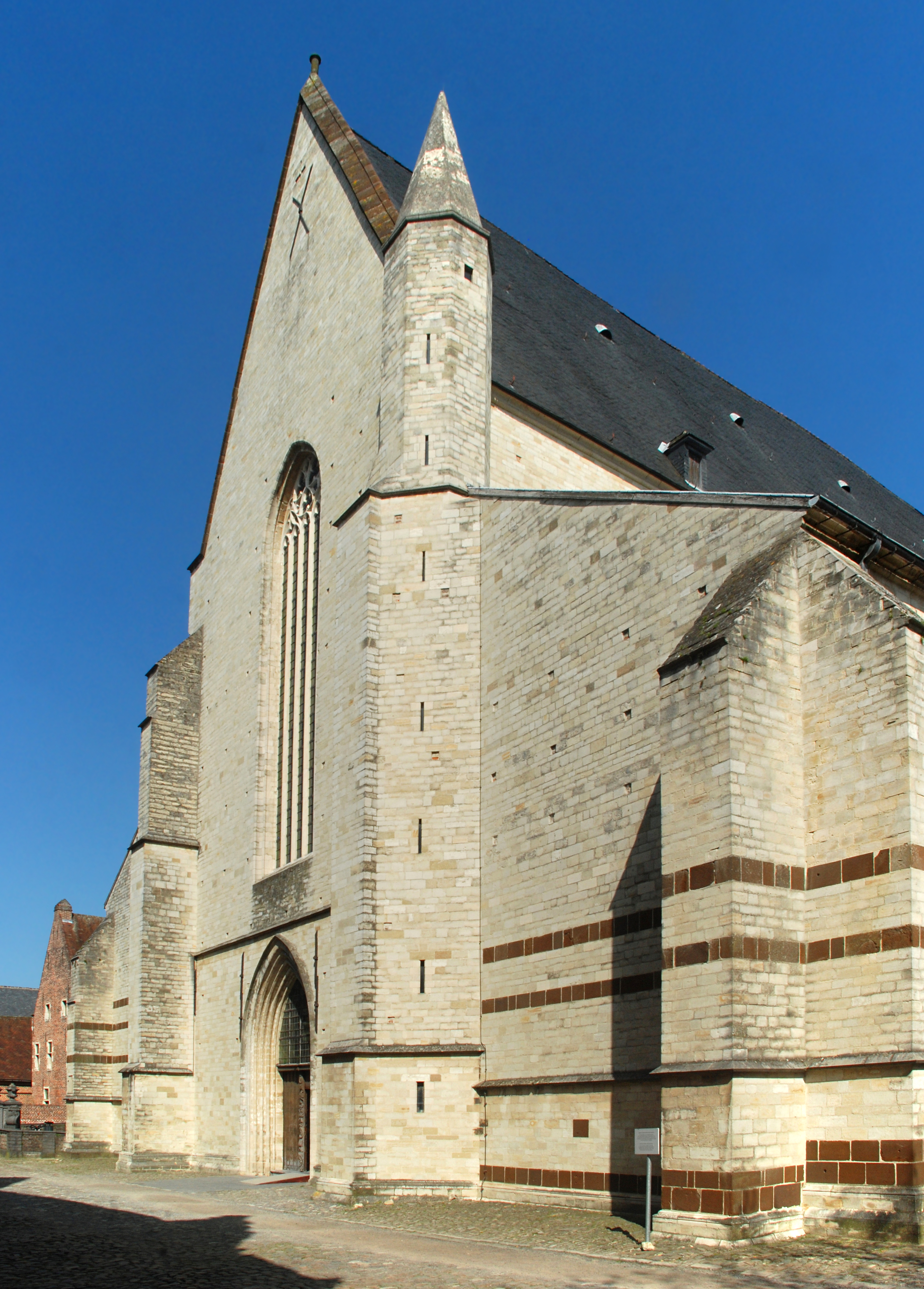
La façade occidentale.
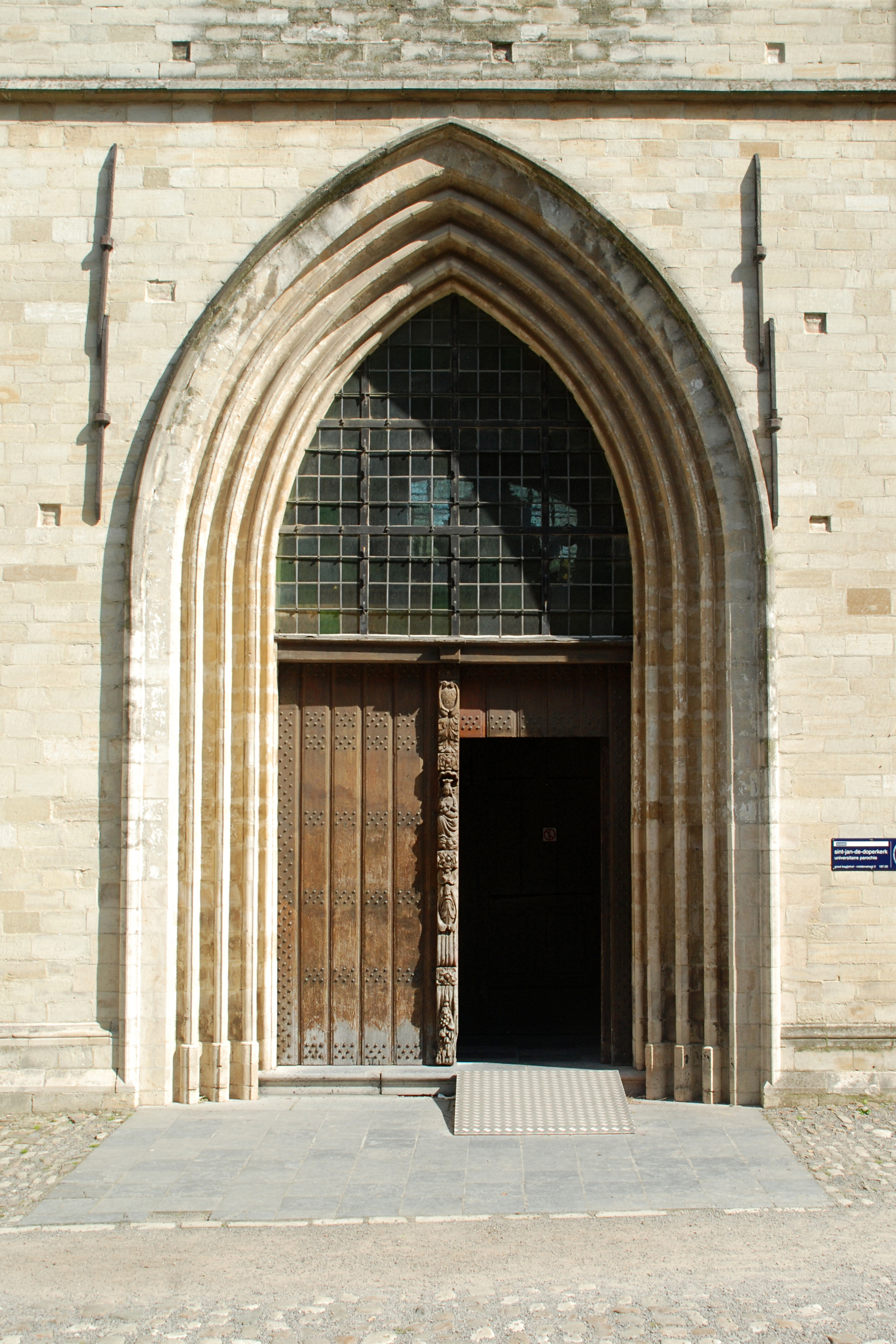
Le portail.
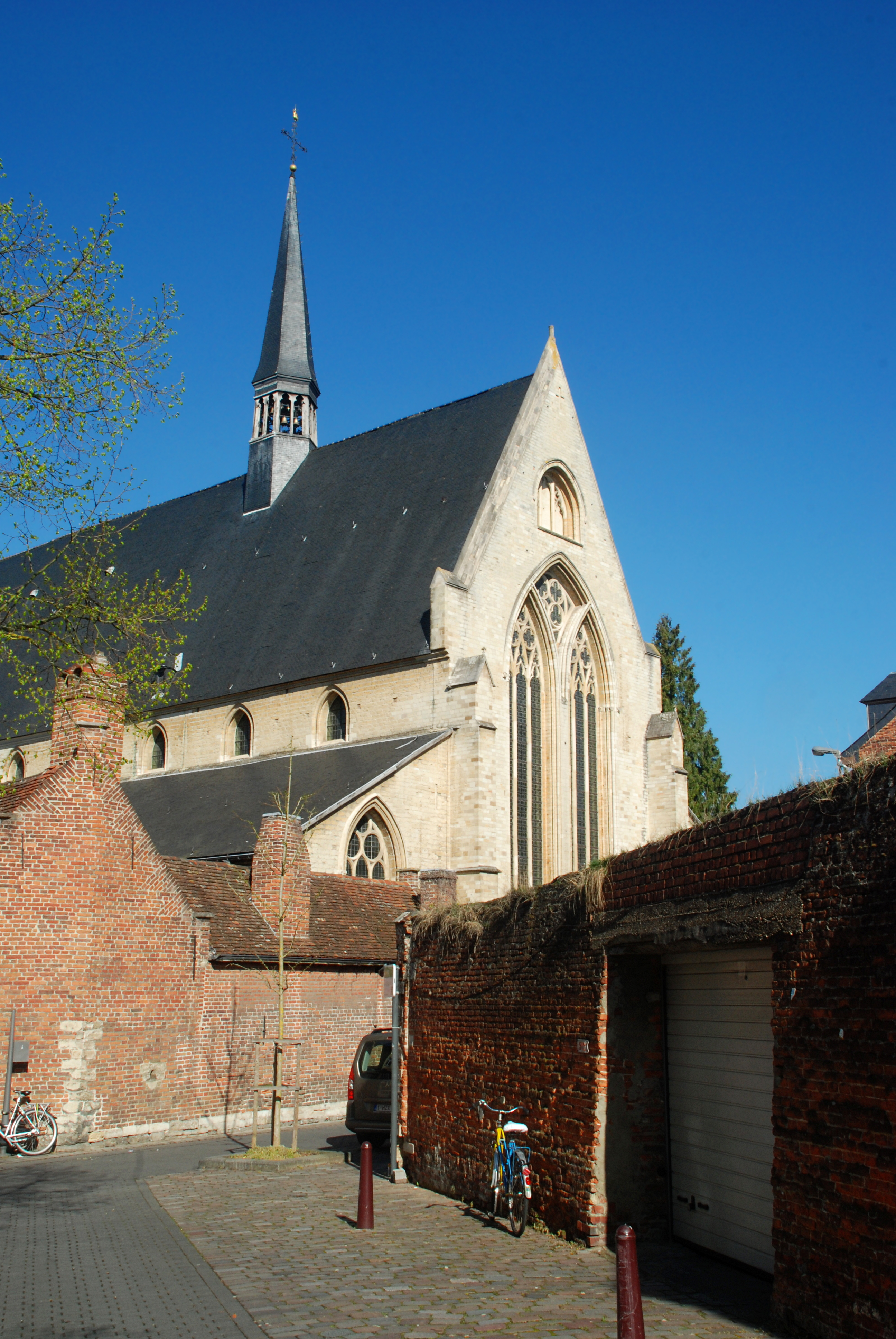
Le chevet.

##### Infirmerie
Face à l'église du béguinage se dressent l'ancienne ferme et l'ancienne infirmerie, qui servent maintenant de restaurant et de lieu de fête pour l'Université de Louvain.
L'accès à ce lieu, rebaptisé « Faculty Club », se fait soit par le porche situé face aux parkings soit par le porche situé à gauche de la maison qui occupe le no 14-15 de la Middenstraat.
Cette maison de briques sous toiture d'ardoises présente deux niveaux de trois travées. Le rez-de-chaussée est percé d'une fenêtre à meneau et de deux fenêtres simples tandis que l'étage est percé de trois fenêtres à traverse. La façade est agrémentée de trous de boulin en croisette sous la corniche et sommée d'une lucarne passante à pignon à redents.

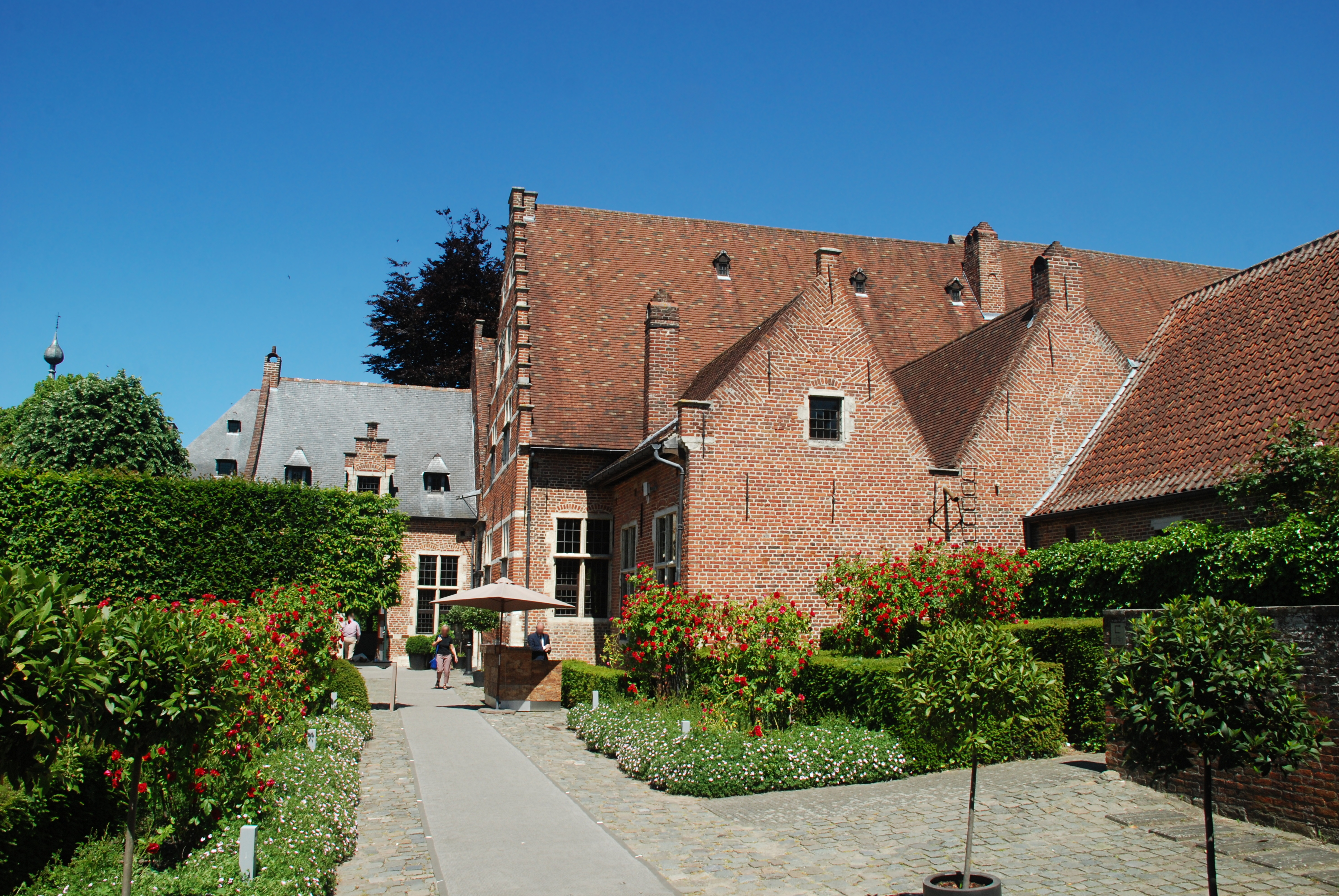
« Faculty Club ».
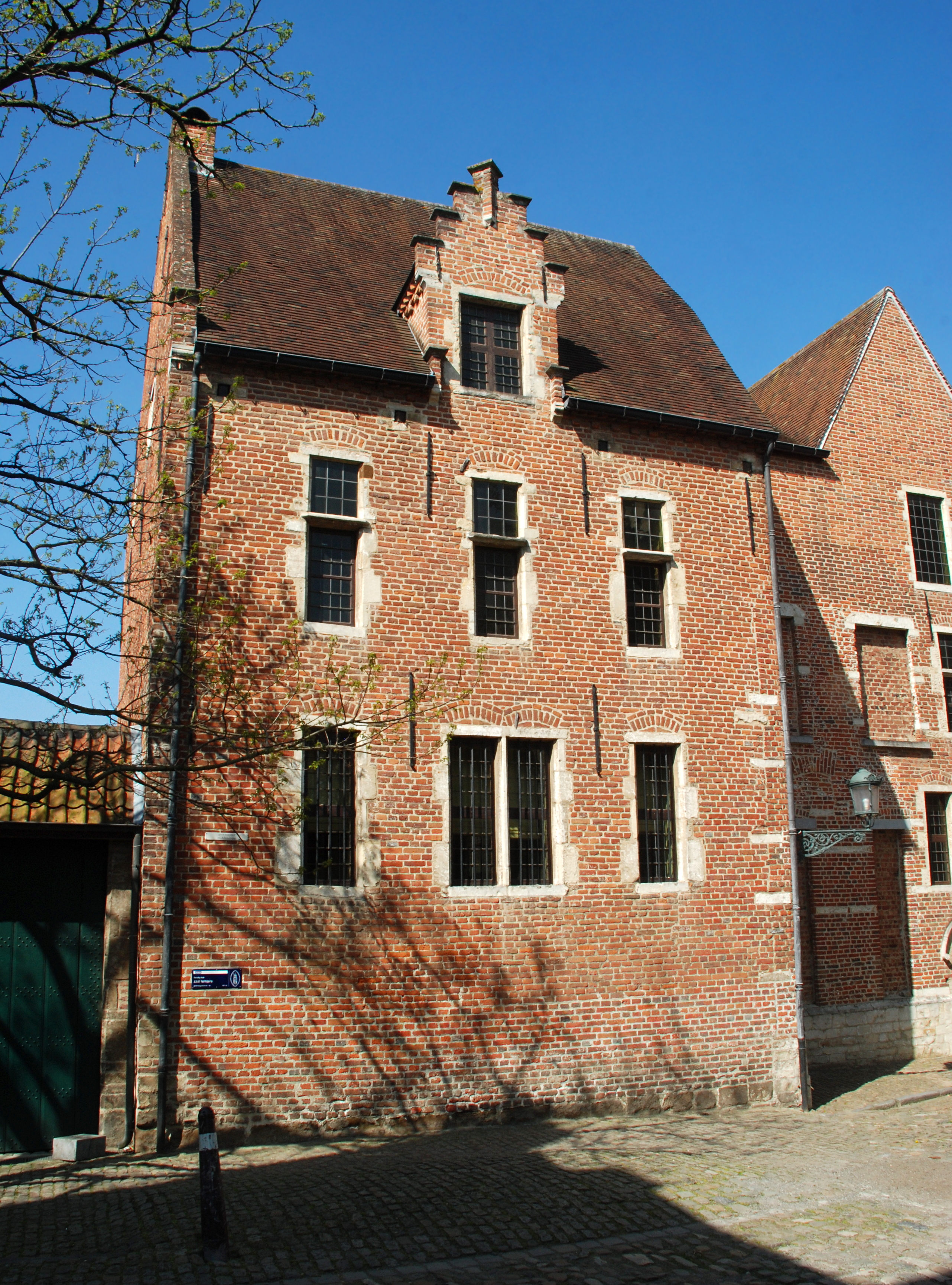
Middenstraat n° 14-15.
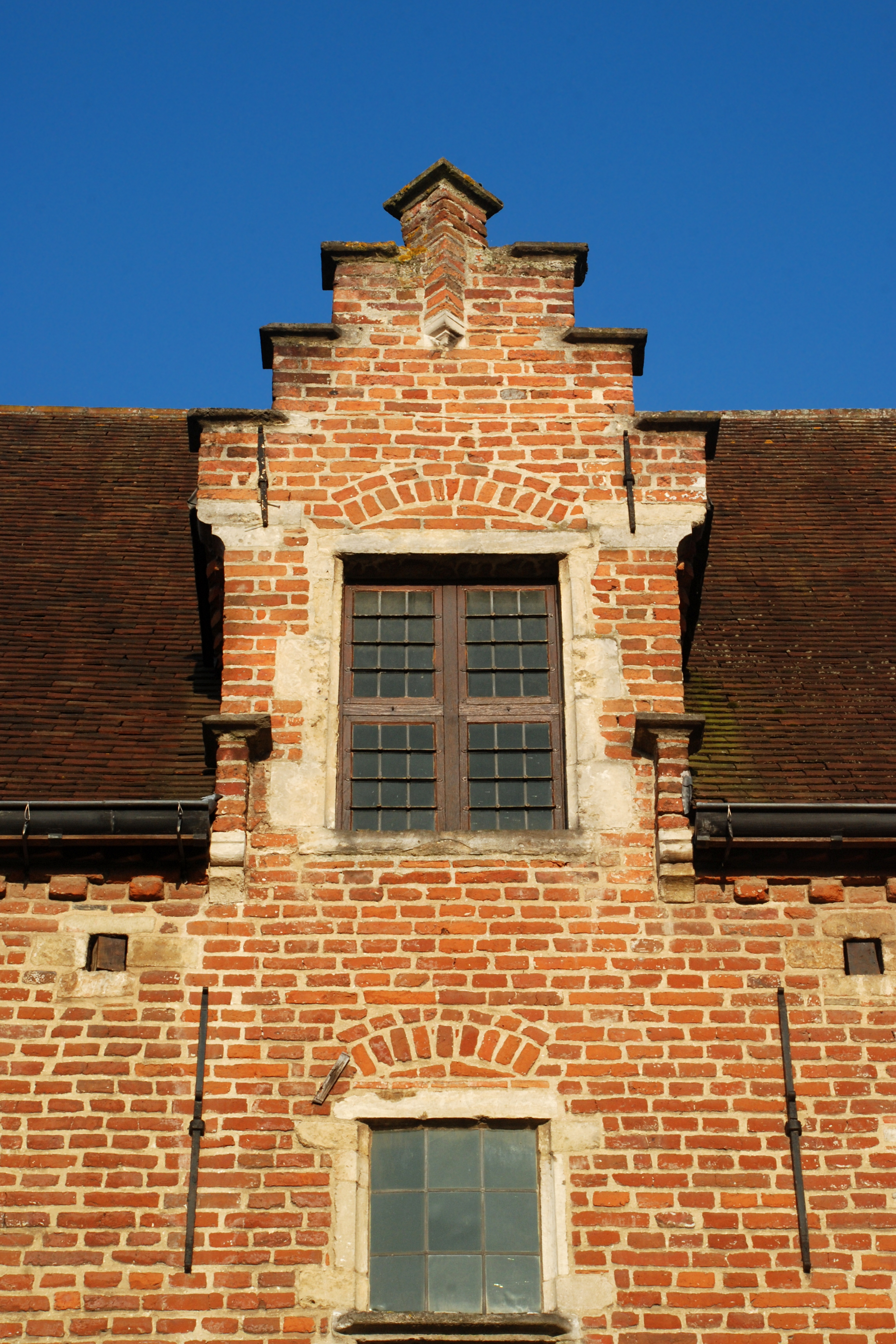
Lucarne passante.
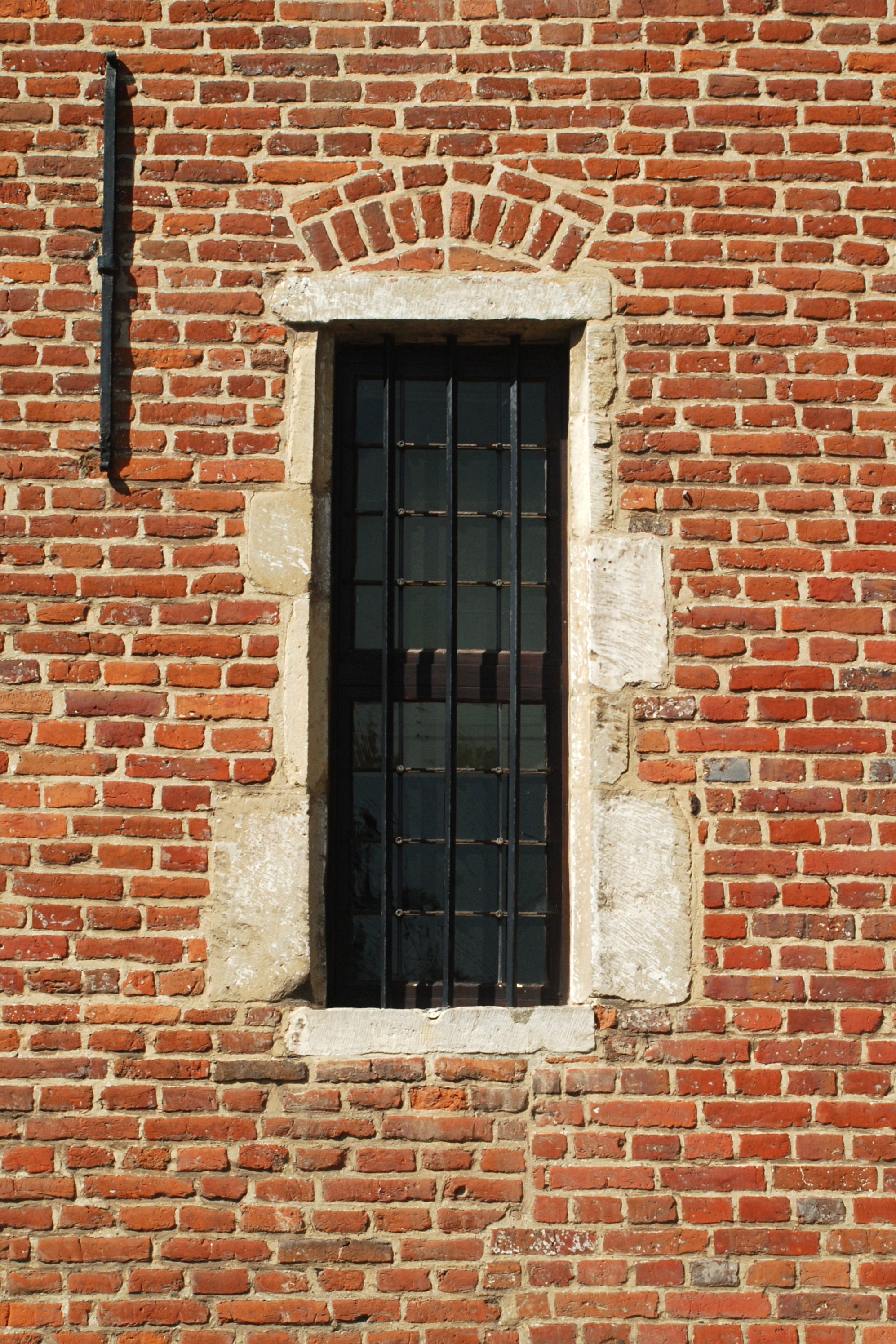
Fenêtre simple.

##### Heilige Geesttafel

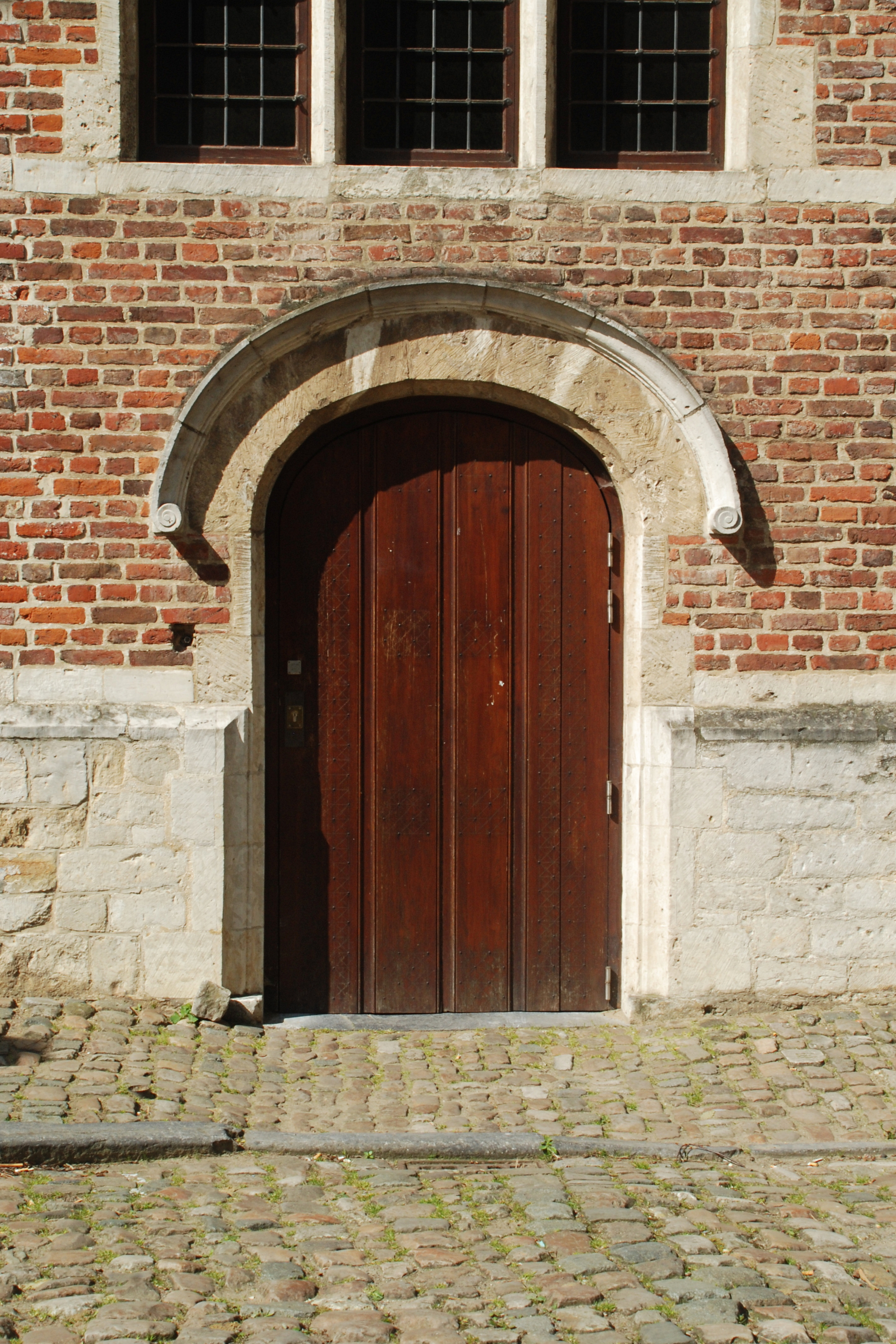
Porte cintrée.

Au no 16 de la Middenstraat, face à l'église, se dresse un long bâtiment appelé « Heilige Geesttafel » (Table du Saint-Esprit).
Cette institution charitable du XVIe siècle avait comme mission d'apporter une aide aux pauvres. Ce n'était pas une institution du béguinage mais une institution paroissiale : presque chaque paroisse en avait une. L'aide sociale, qui est de nos jours assurée par les autorités publiques, était en effet jadis assurée par des institutions religieuses ou privées qui s'occupaient des pauvres, des vieillards et des sans-abri.
La partie sud de sa longue façade en briques présente un soubassement et des bandeaux en pierre calcaire. Le rez-de-chaussée est percé de fenêtres simples tandis que l'étage est percé de fenêtres à traverse. La façade est percée d'une porte cintrée à gauche et d'une porte rectangulaire à droite, à côté de laquelle est placé un beau bas-relief représentant l'Adoration des mages.
La partie nord (face à la pelouse qui borde l'église au nord) a été fortement modifiée durant la campagne de restauration de 1963-1972 à laquelle elle doit ses fenêtres à croisée et sa lucarne passante.

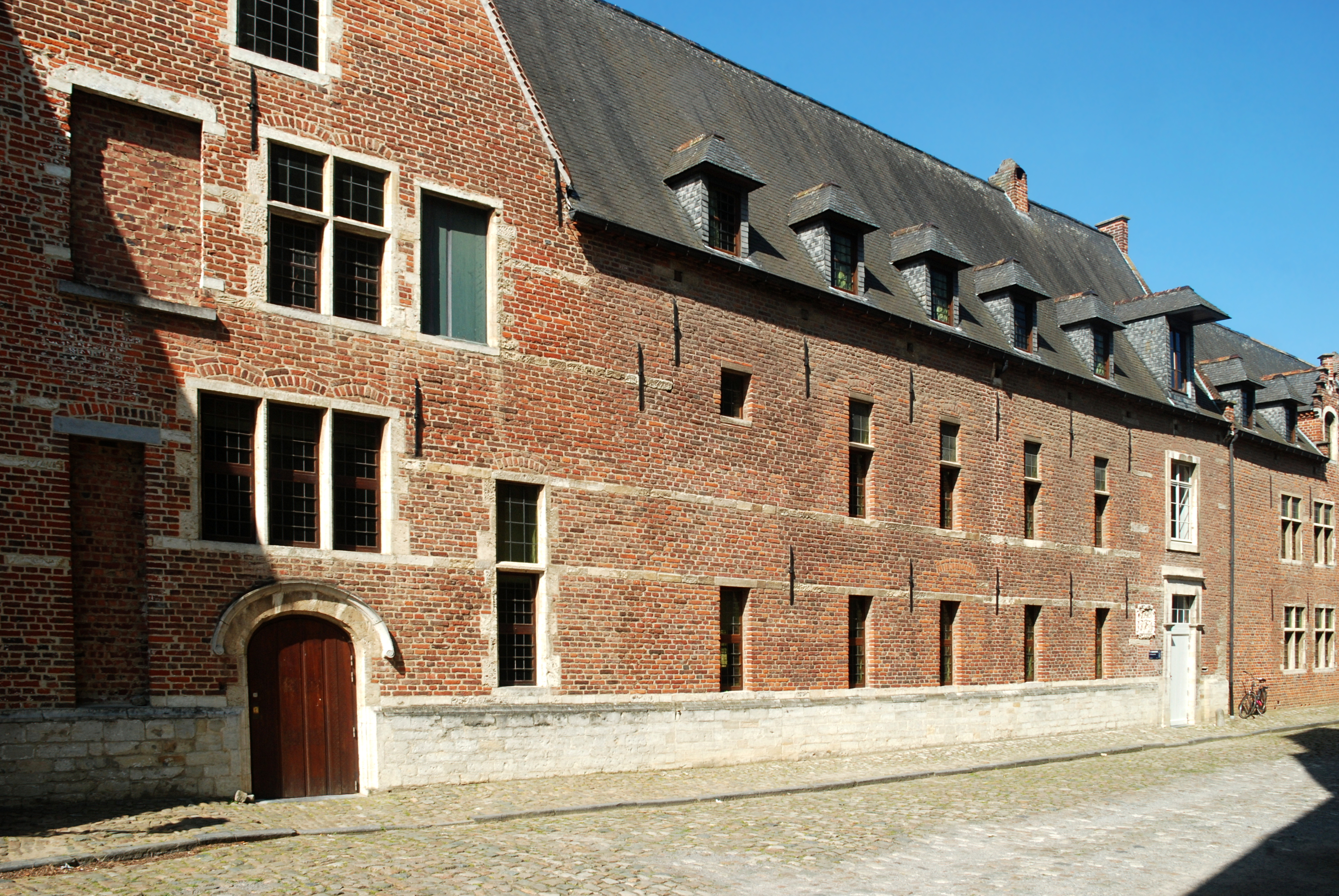
« Heilige Geesttafel ».
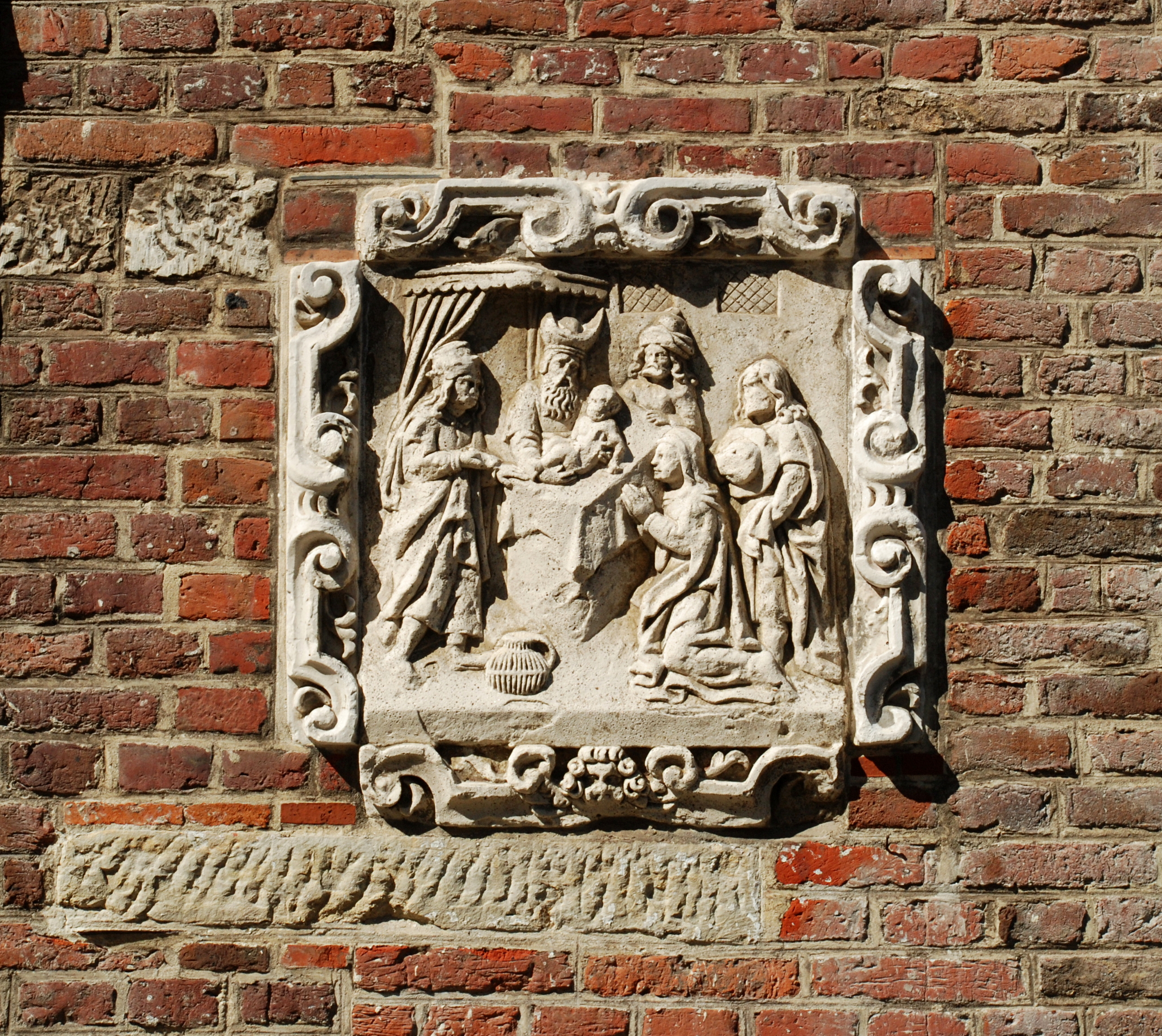
L'Adoration des mages.

##### Couvent des Sept Douleurs et maison à colombages
Le carrefour que la Middenstraat forme avec la Rechtestraat est dominé par la haute silhouette du « couvent des Sept Douleurs » (« Convent van de Zeven Weeën »), au numéro 47, dont la façade arbore un relief frappé du millésime 1662.
En face, la maison « Sint Helena » du XVIe siècle (no 72) est une superbe maison à colombages (maison à pans de bois).
Plus haut dans la rue, la maison du no 54 est ornée d'un beau bas-relief représentant Jésus parmi les docteurs.

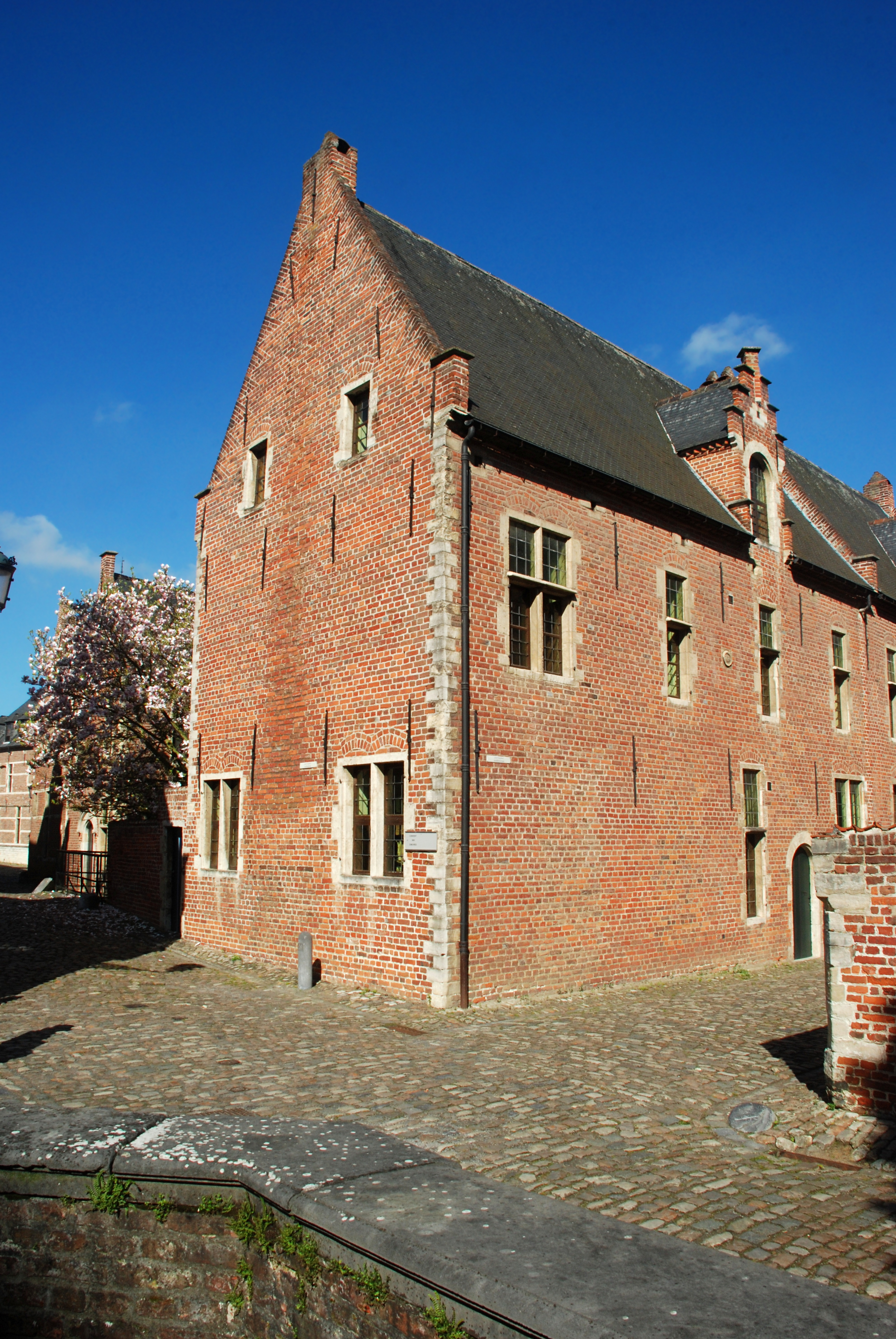
« Couvent des Sept Douleurs ».
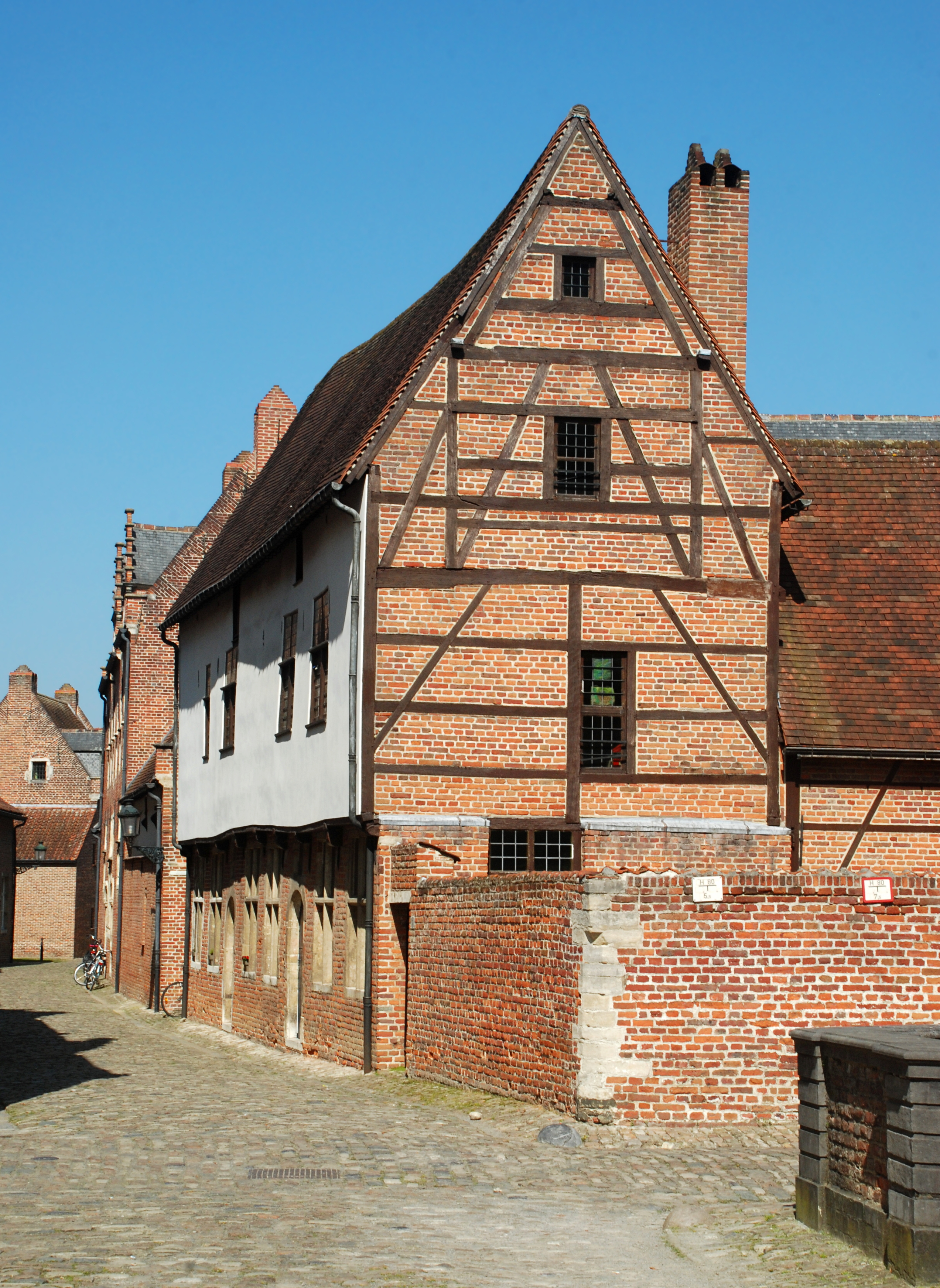
Maison « Sint Helena »
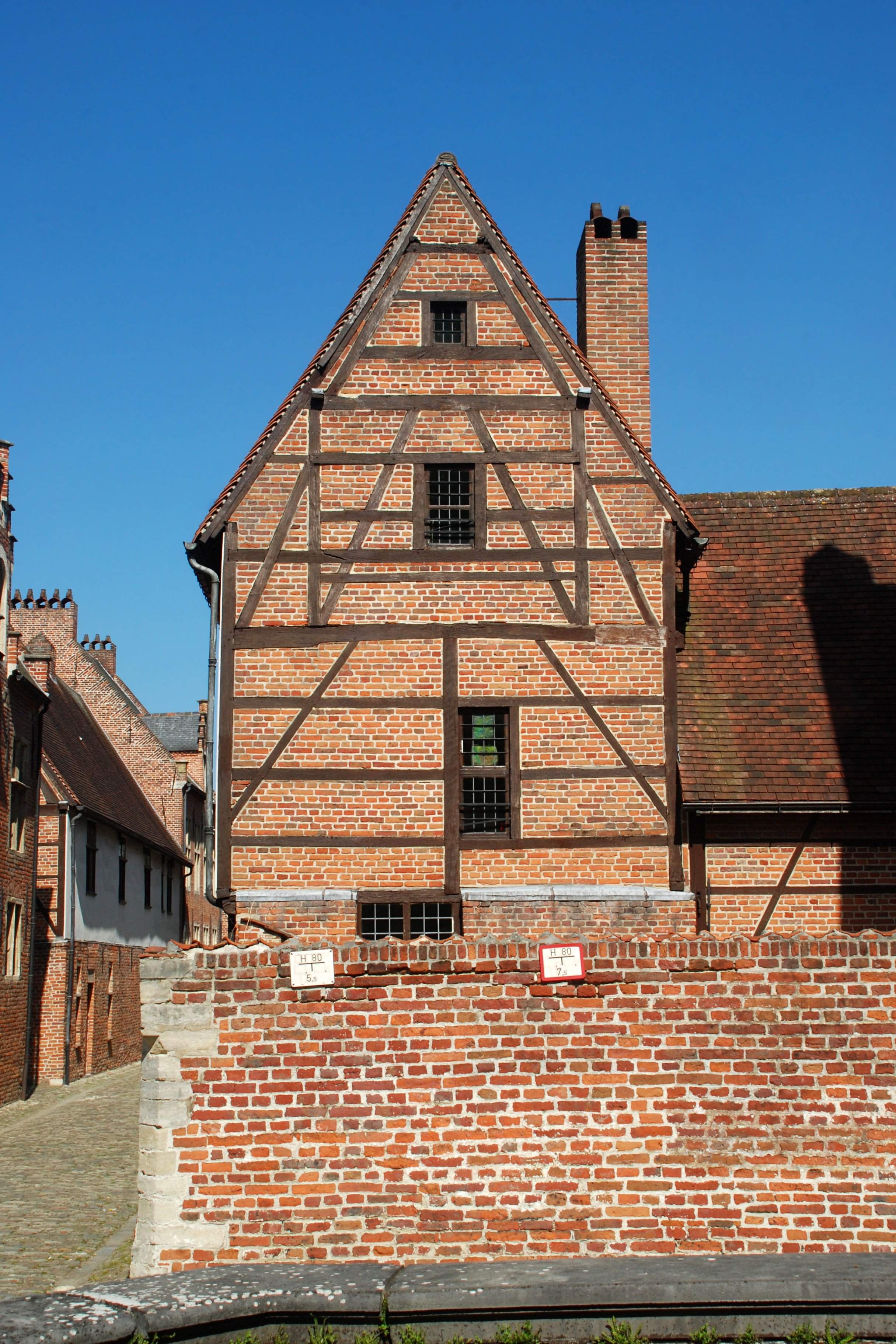
Colombages.
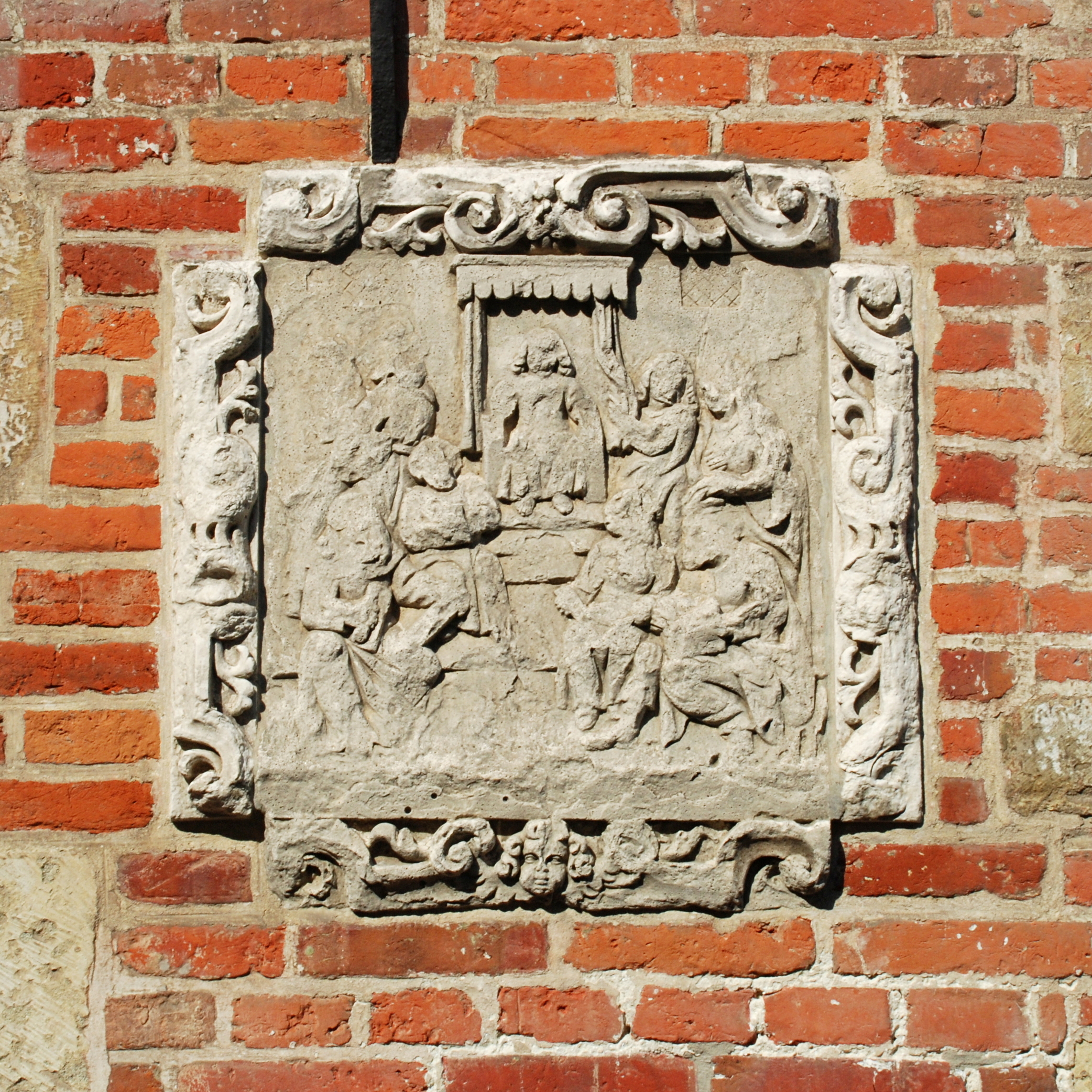
Jésus parmi les docteurs.

### Le quartier entre les deux bras de la Dyle

#### Couvent de Chièvres

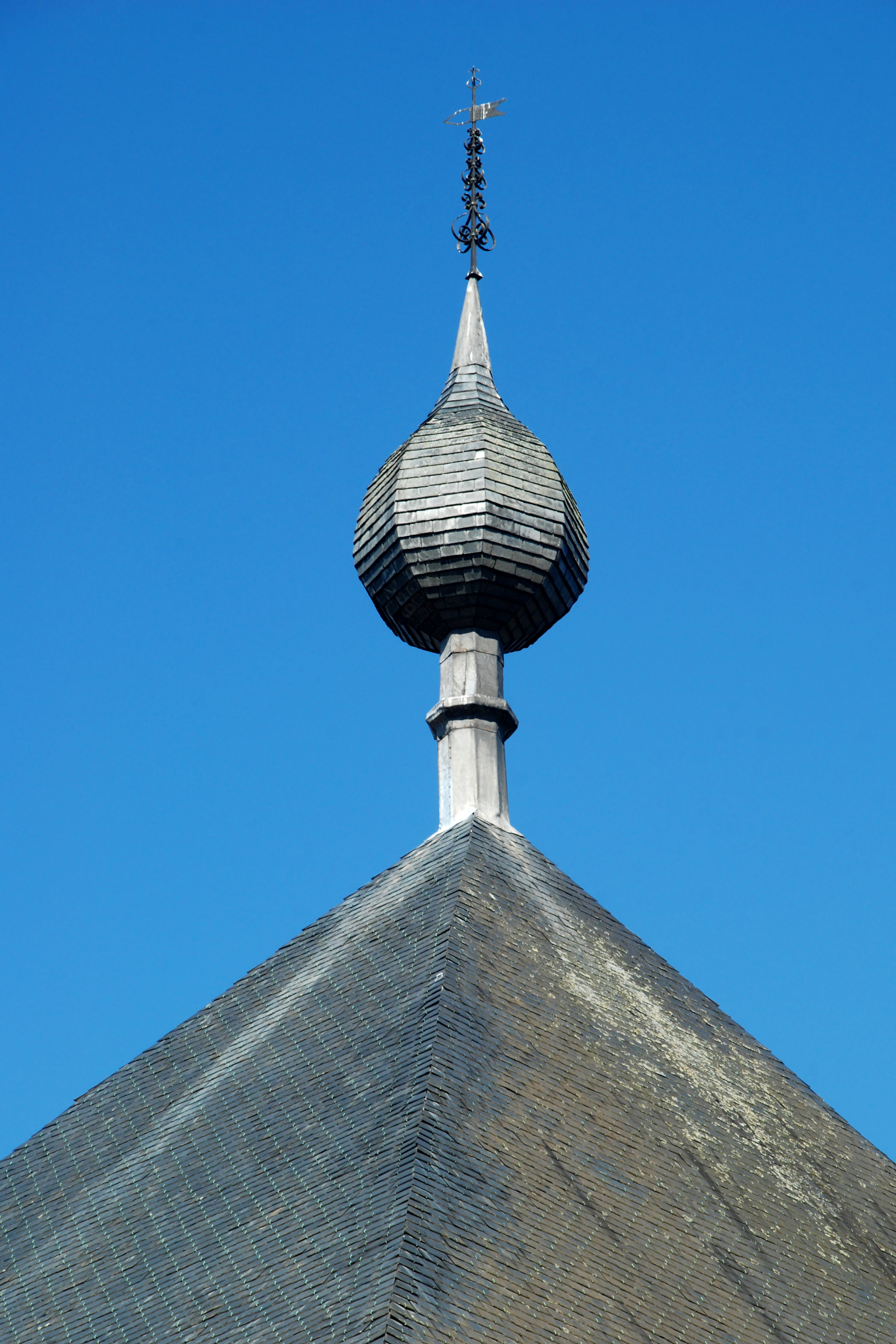
Le bulbe.

L'angle de la Rechtestraat et de la Benedenstraat est occupé par le « Convent van Chièvres » (« Couvent de Chièvres », au numéro 39), un imposant bâtiment érigé en 1561 grâce à l'héritage laissé par Marie-Madeleine de Hamal (†1540), veuve de Guillaume de Croÿ (†1521), seigneur du château d'Heverlee, actuel château d'Arenberg. Le bâtiment est encore utilisé de nos jours comme espace de congrès et de séminaires par l'Université.
Cet édifice présente des façades en briques avec un soubassement et des bandeaux de pierre calcaire blanche, percées de quelques fenêtres à croisée et d'une majorité de fenêtres à traverse.
De nombreux trous de boulin en croisette agrémentent les façades sous la corniche.
Le toit d'ardoises est percé de nombreuses lucarnes et surmonté d'un élégant bulbe en forme de poire.
La façade orientale du couvent est percée d'une porte surmontée d'un arc en anse de panier, d'un puissant larmier en forme de sourcil et d'un blason accompagné du millésime 1561.

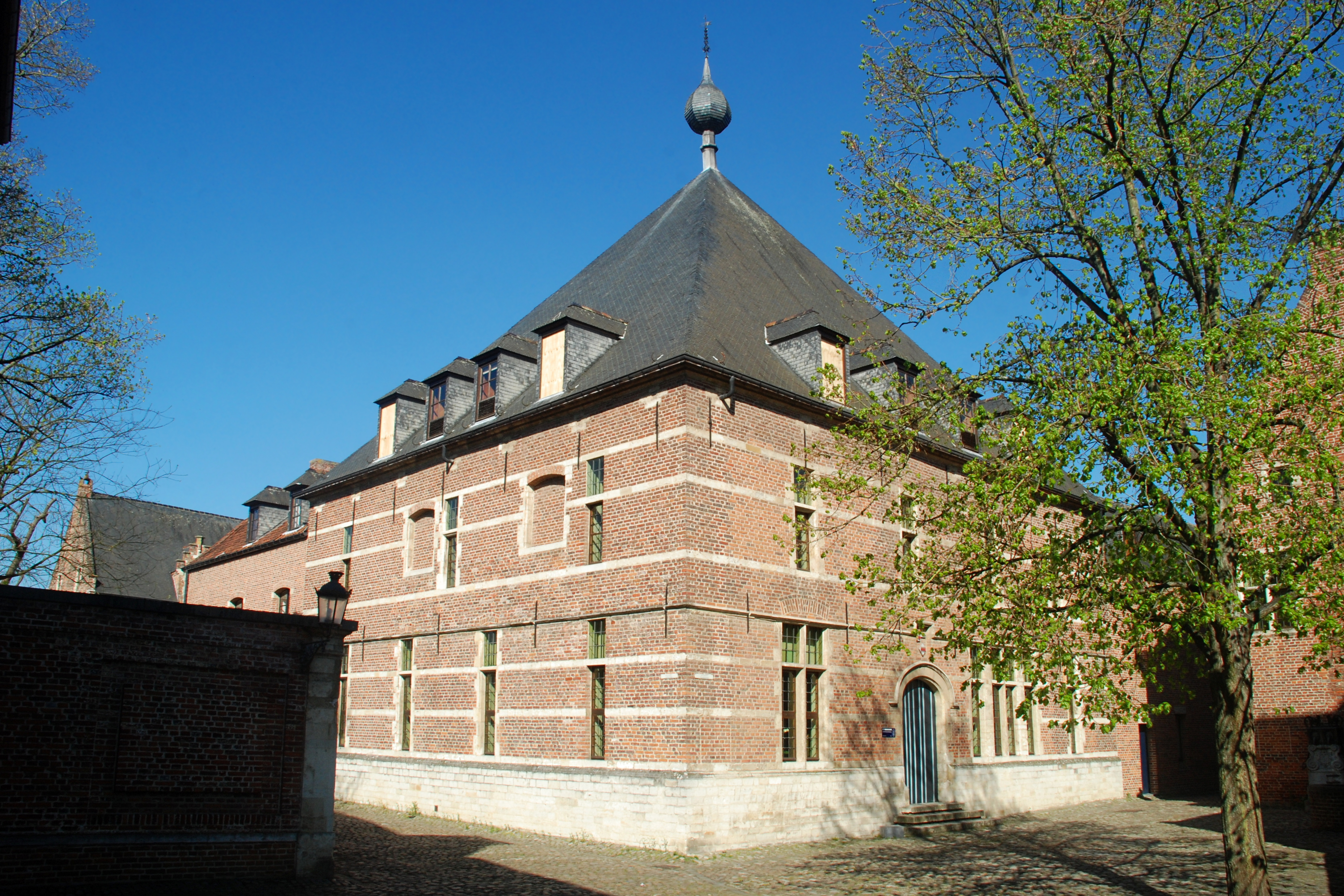
« Couvent de Chièvres ».
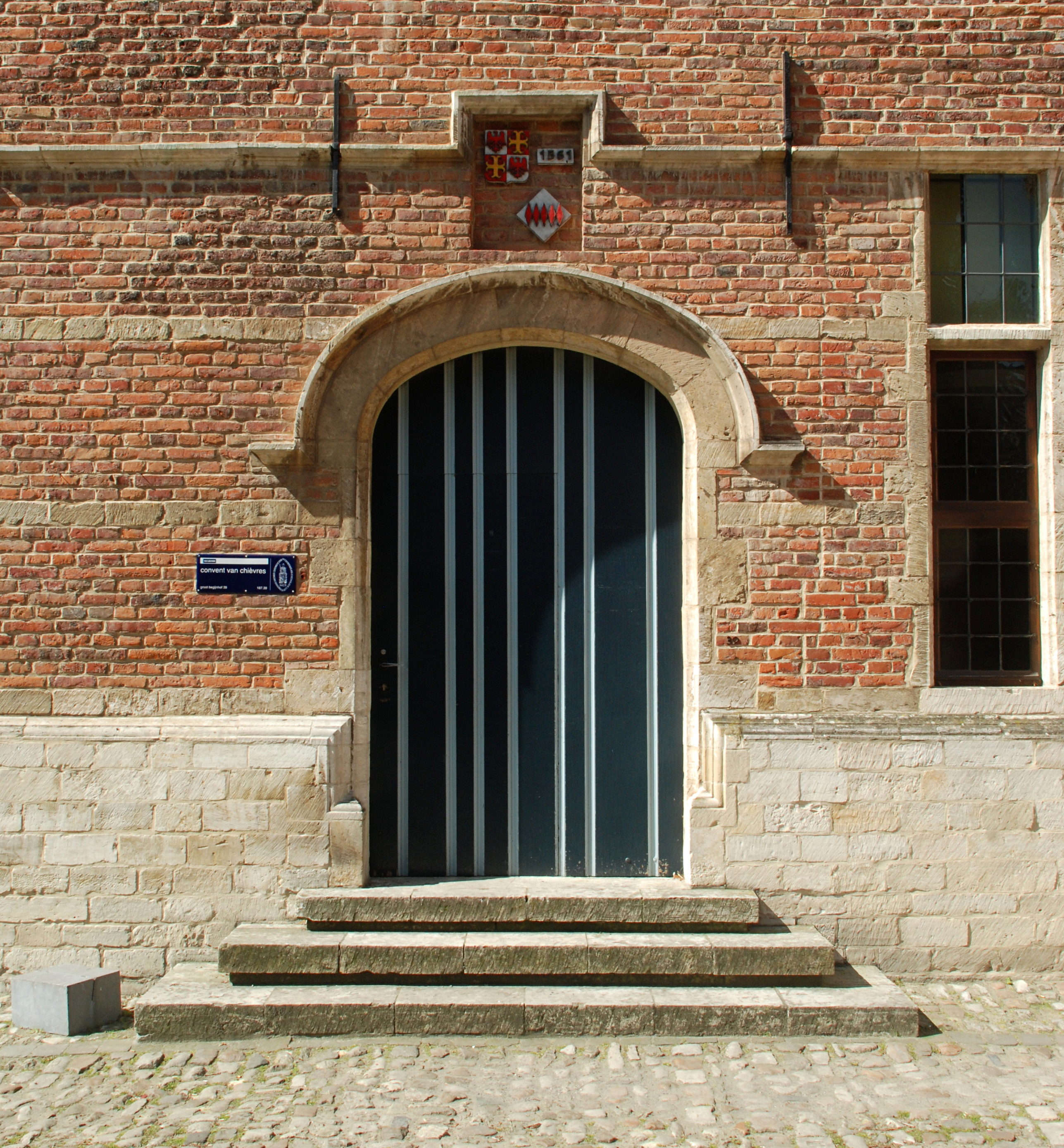
La porte du couvent.
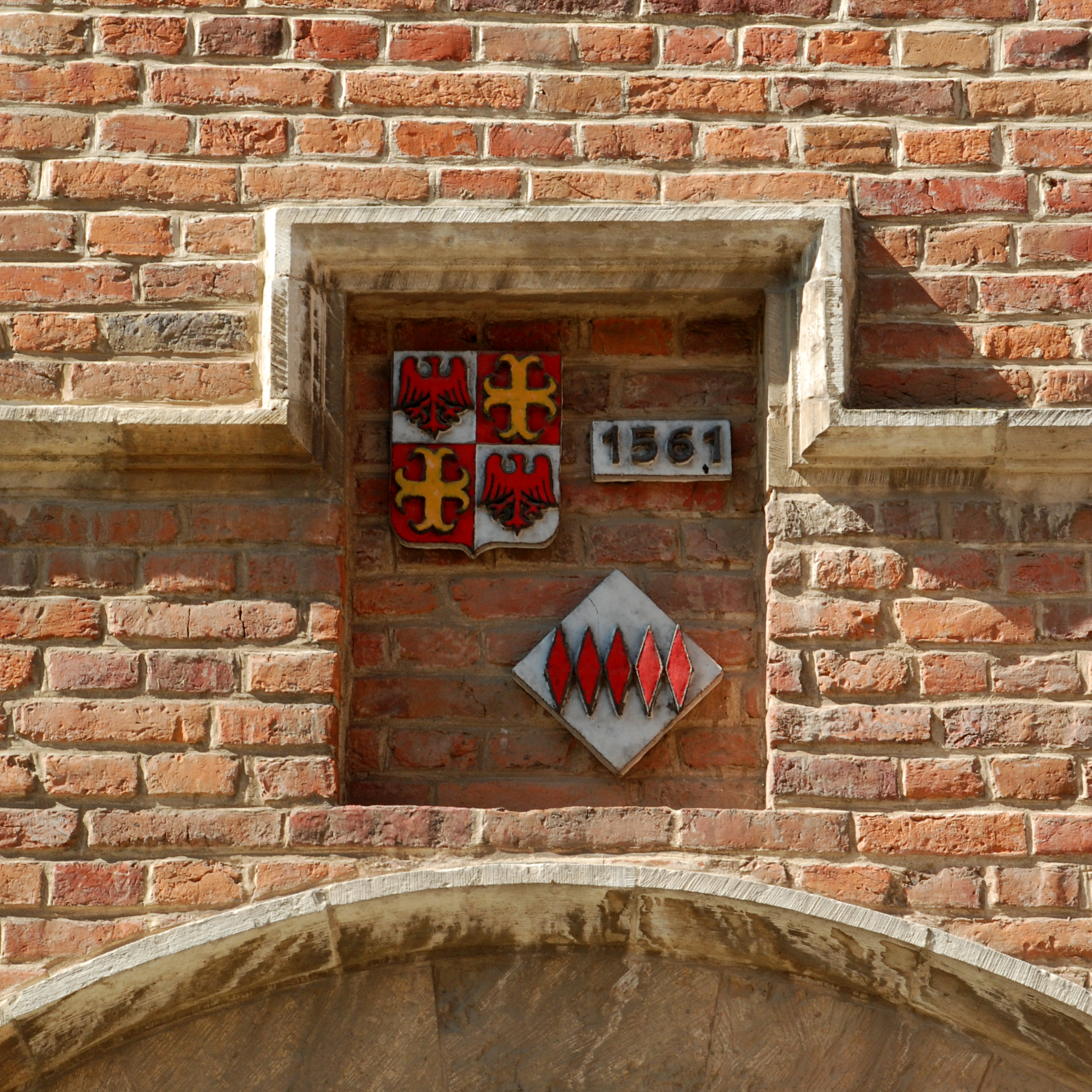
Le blason.

#### Couvent de Lommel
Presque en face du « Couvent de Chièvres », le côté septentrional de la petite place formée par la Rechtestraat et la Benedenstraat est occupé par le « Couvent de Lommel » (Benedenstraat 40-41).
Contre sa façade est posée une pompe à eau provenant du couvent des Alexiens qui a brûlé en 1889, rue de Bruxelles (Brusselsestraat). Cette pompe à eau possède une base en pierre bleue frappée d'un blason et du millésime 1684 et surmontée de deux mascarons (masques crachant de l'eau).
À sa droite, au no 42, se dresse la Maison « Sint Ermelindis » de 1680, face au Couvent de Chièvres.

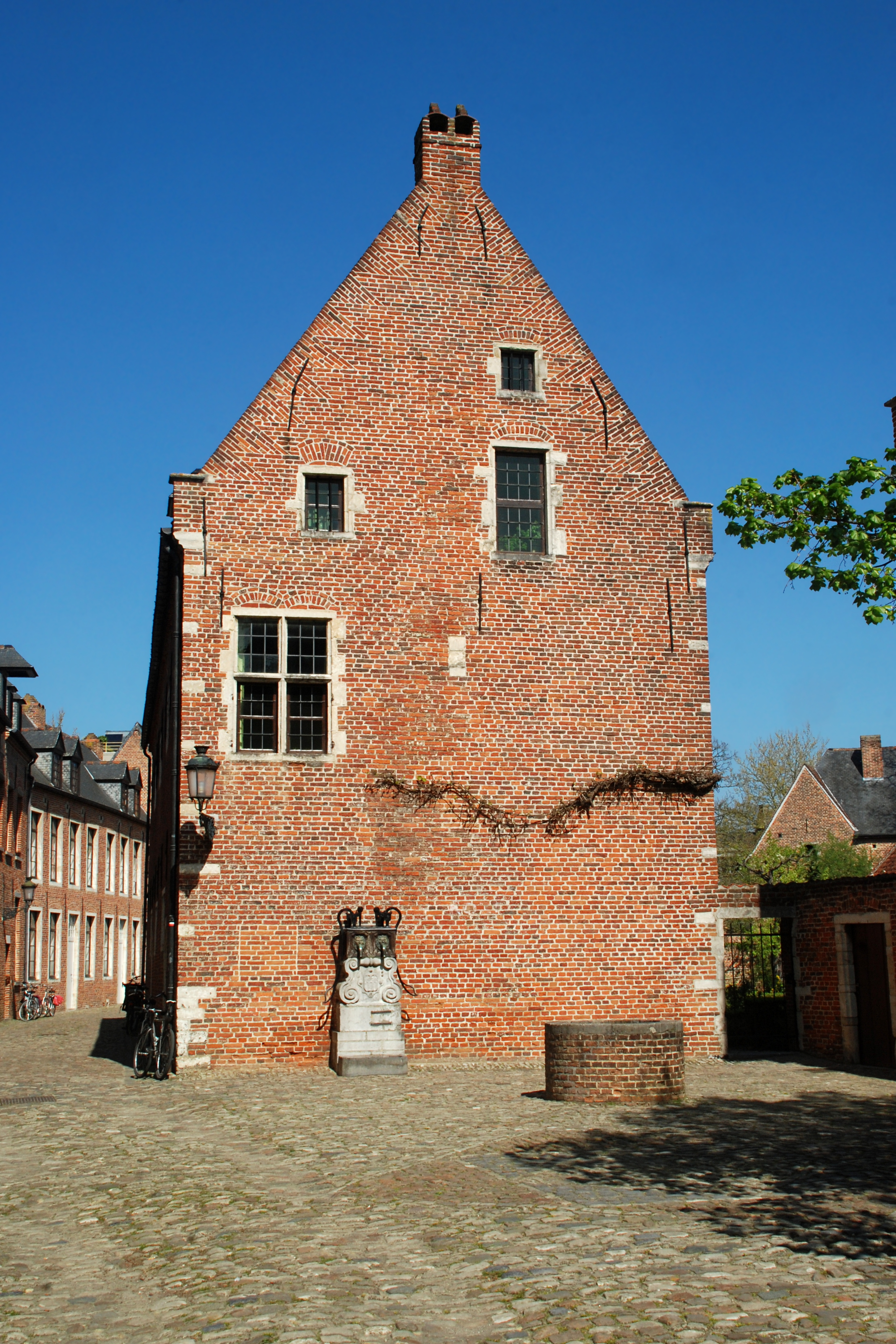
« Couvent de Lommel ».
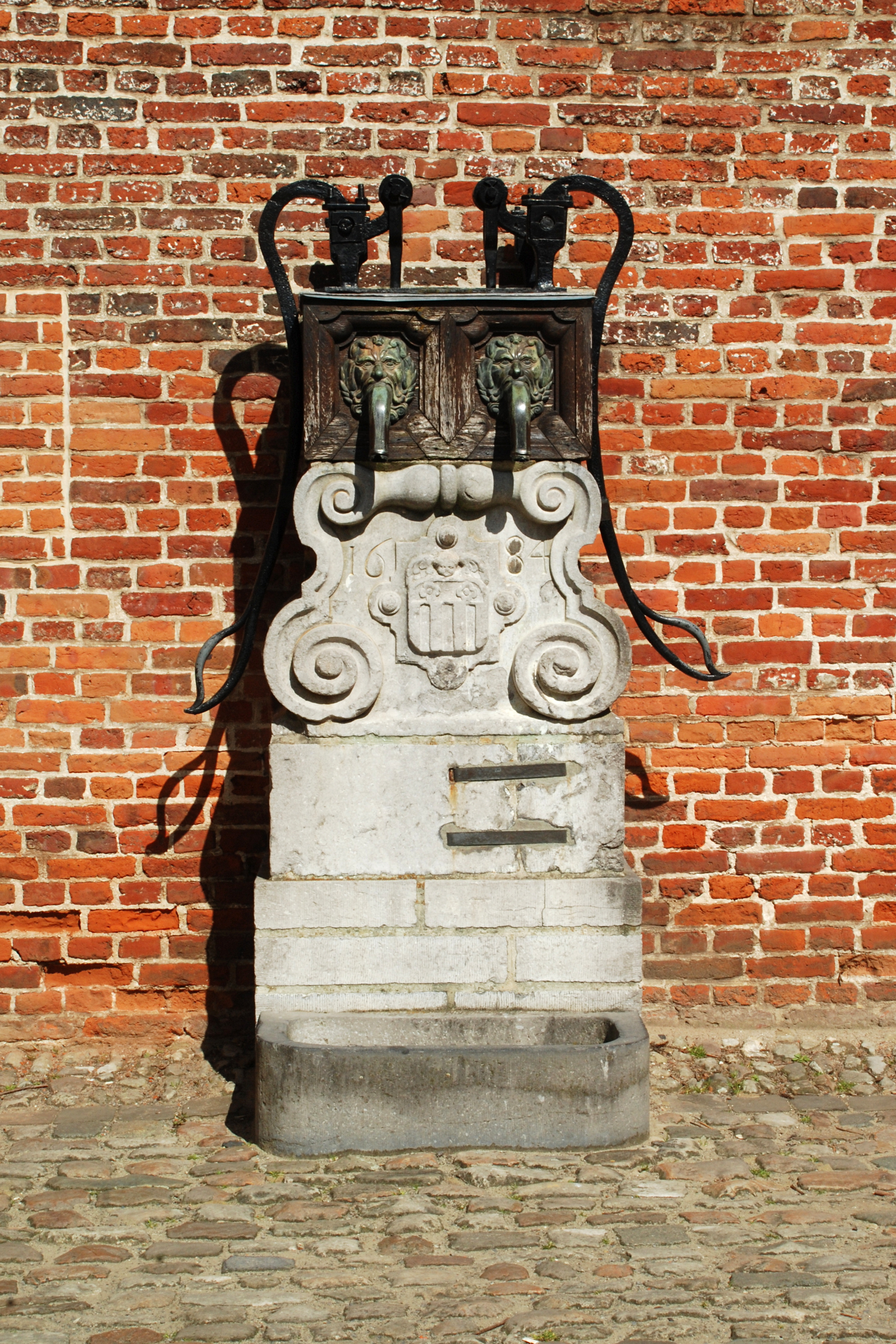
La pompe à eau.
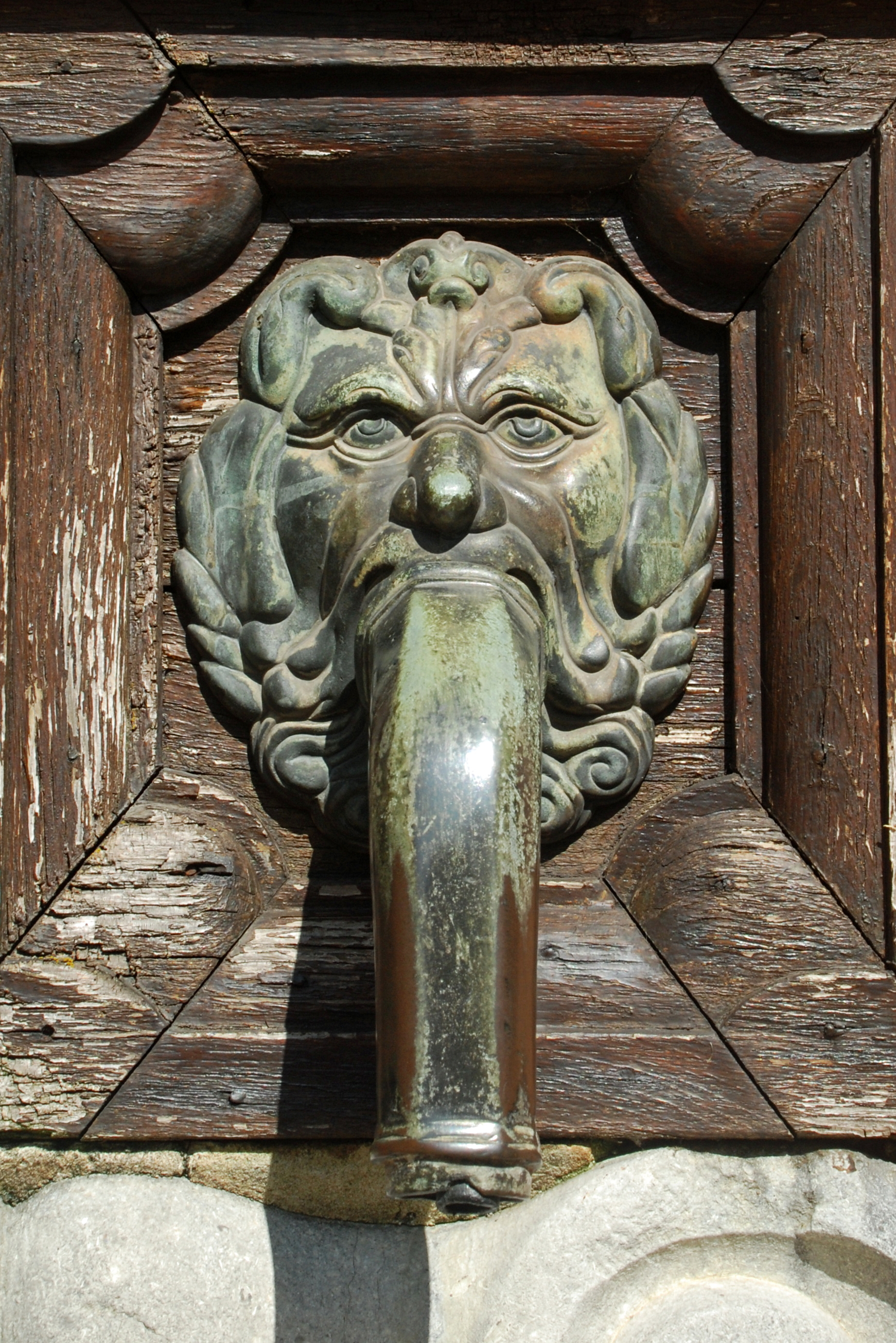
Mascaron.
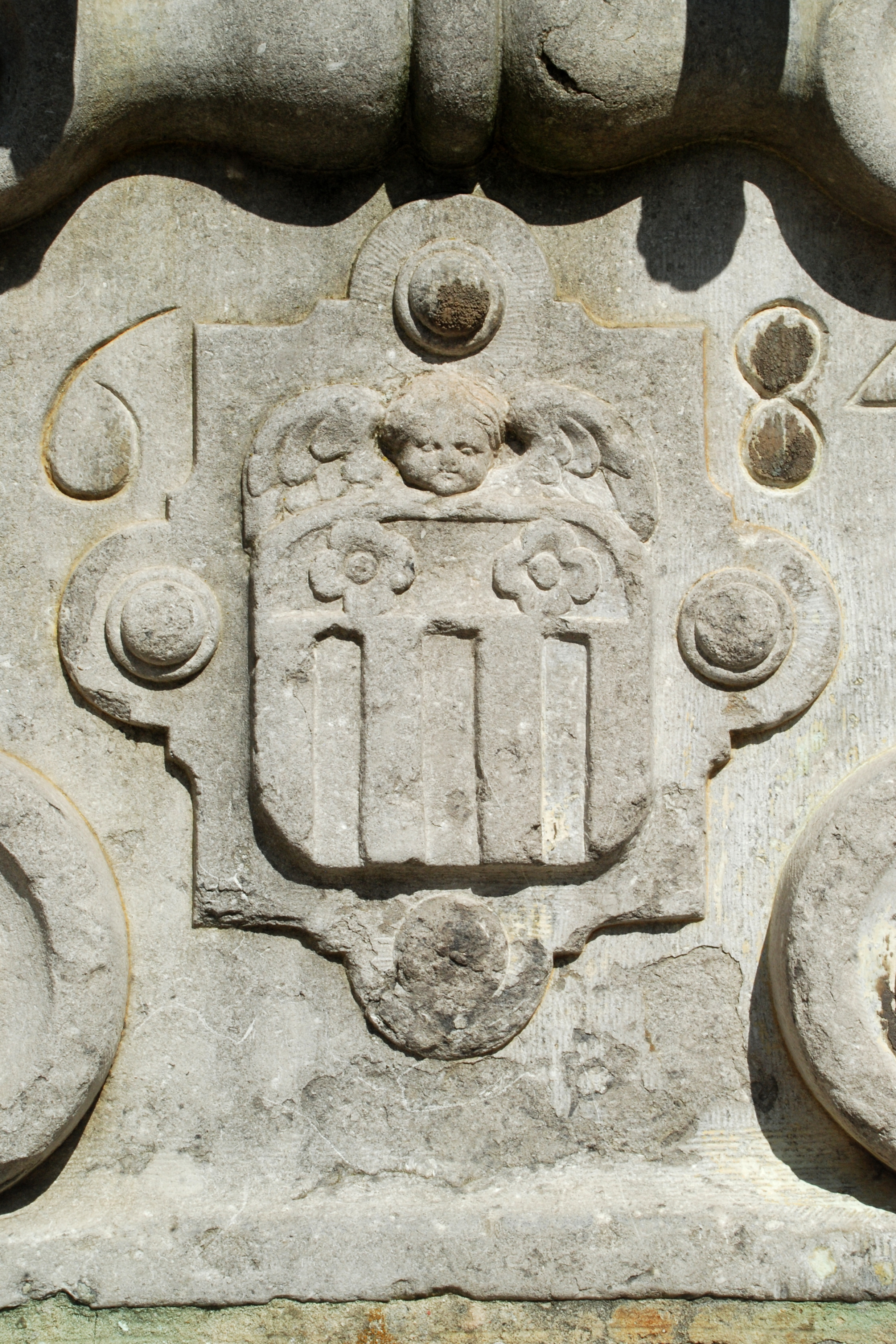
Le blason.
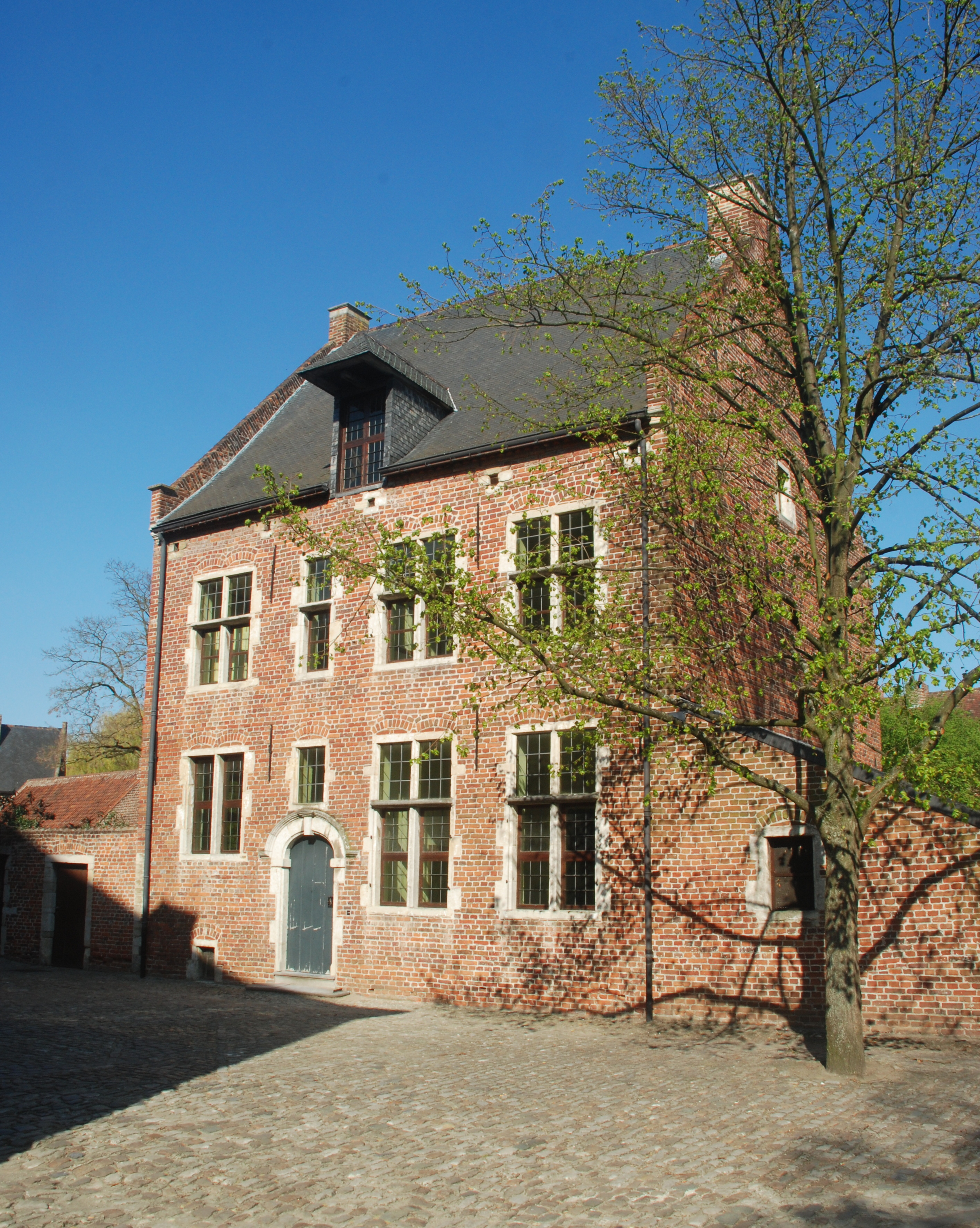
Maison « Sint Ermelindis ».

#### Maison Saint-Nicolas

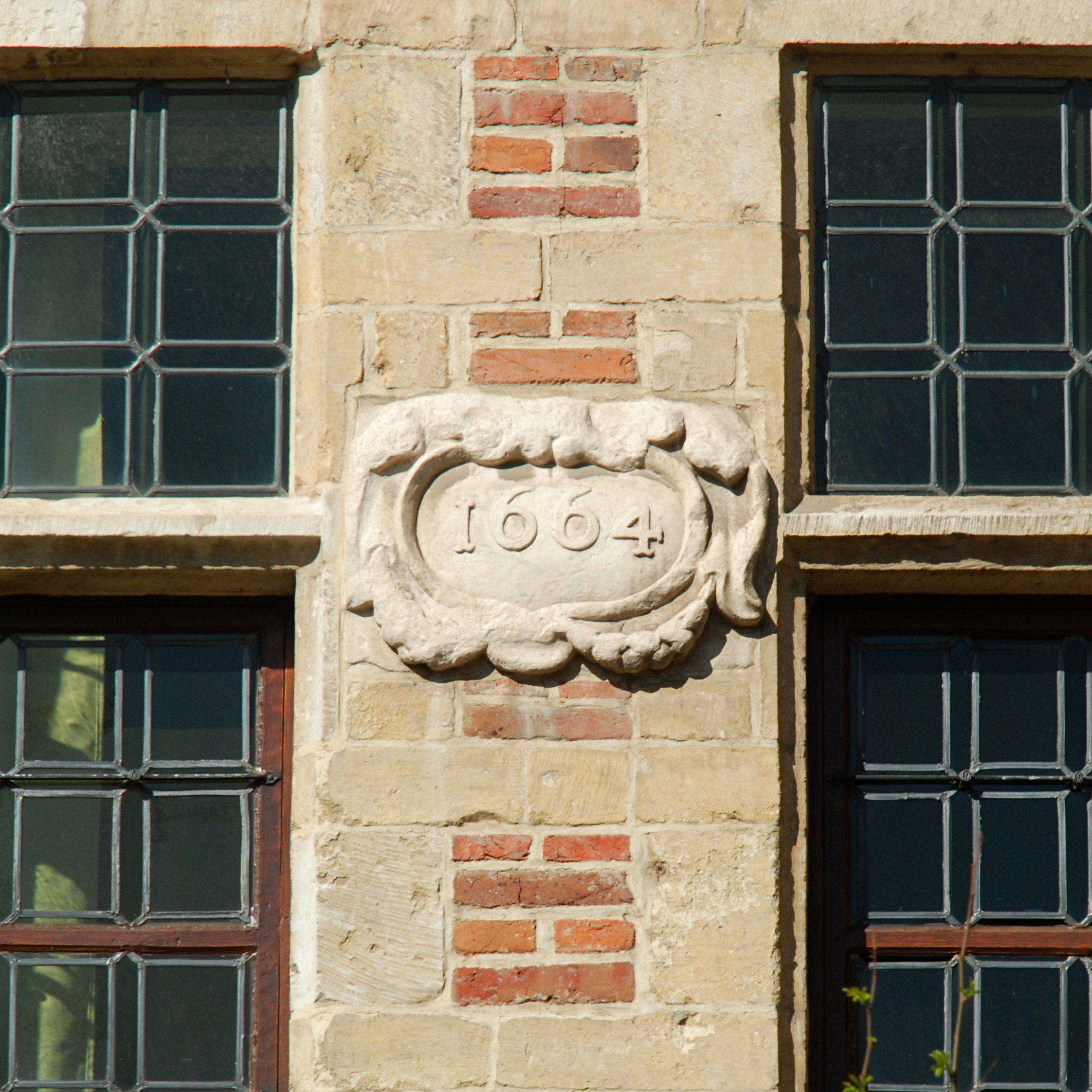
Millésime 1664.

Au numéro 59 de la Benedenstraat se dresse la « Maison Saint-Nicolas », dont la façade mélange éléments classiques et baroques.
Cette façade de 1664 provient d'une maison qui était située au numéro 66 de la rue de Paris (Parijsstraat) et a été démontée en 1973 pour être ensuite offerte par le Belgische Boerenbond à l'Université et remontée ici en 1983.
Cette maison de briques et de pierre blanche sous toiture d'ardoises présente deux niveaux de trois travées. Le rez-de-chaussée est percé d'une porte et de deux fenêtres à croisée tandis que l'étage est percé de trois fenêtres à croisée. Les deux niveaux sont séparés par un entablement orné de triglyphes et de métopes, un cordon de pierre et de grands cartouches rectangulaires encadrés de frises d'oves.
Entre les fenêtres de l'étage sont insérés de petits cartouches ovales marqués « Anno 1664 ».
La façade est sommée de trous de boulin en croisette sous la corniche et d'une lucarne passante en briques et en pierre au centre de laquelle une niche abrite la statue de saint Nicolas. Cette niche est flanquée de volutes et surmontée d'un fronton cintré orné d'une coquille Saint-Jacques.

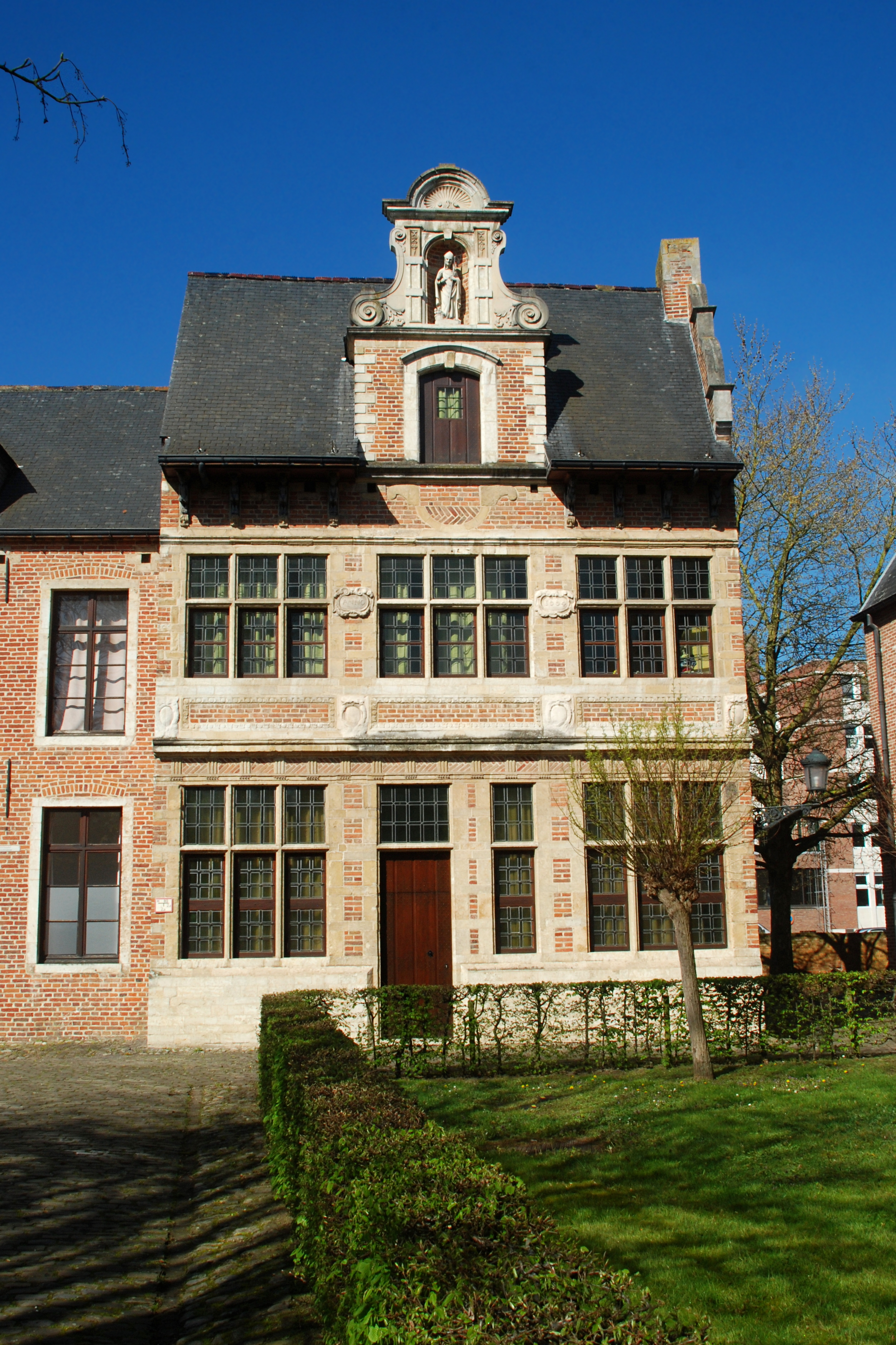
La Maison Saint-Nicolas.
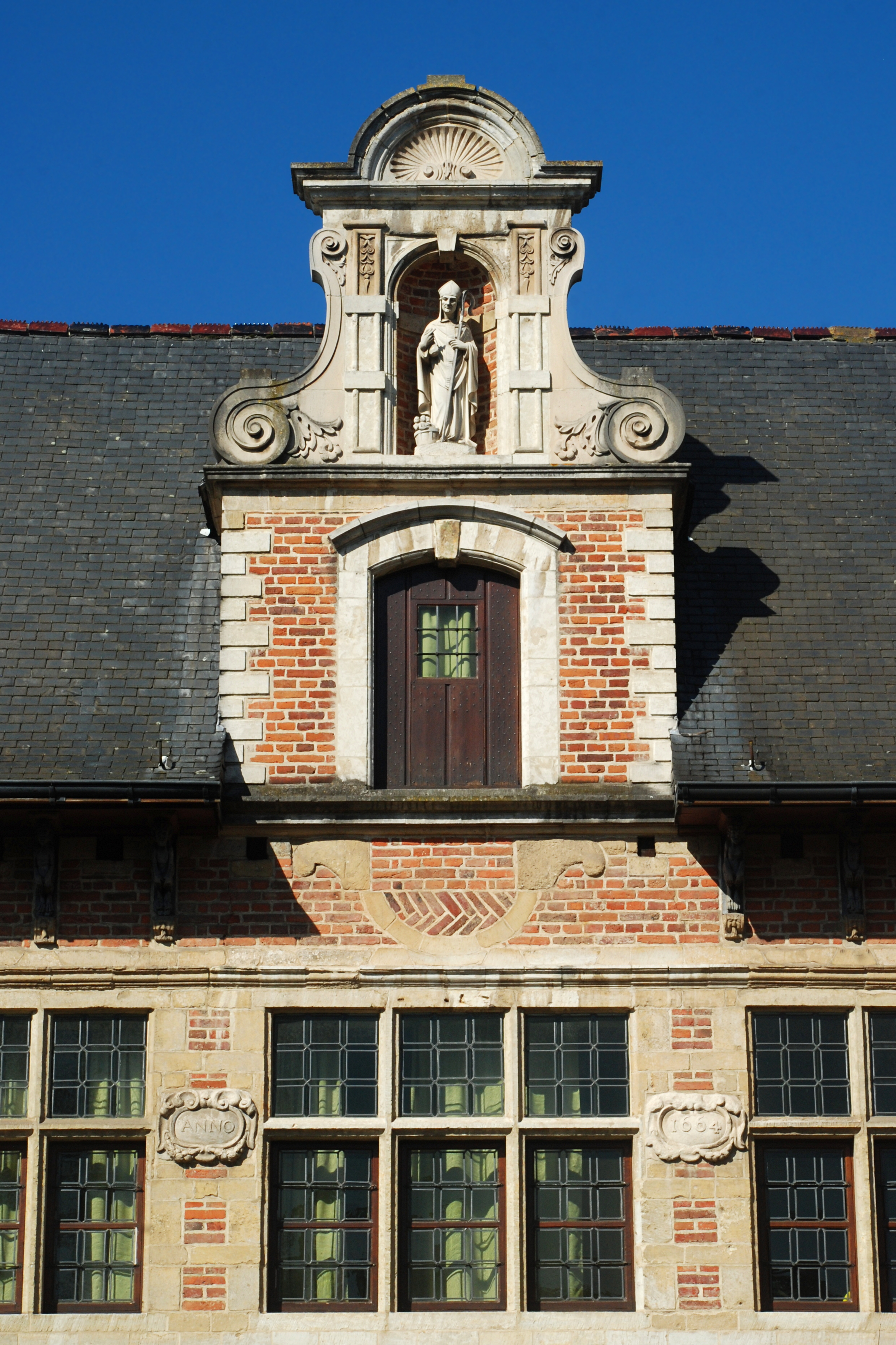
Lucarne.
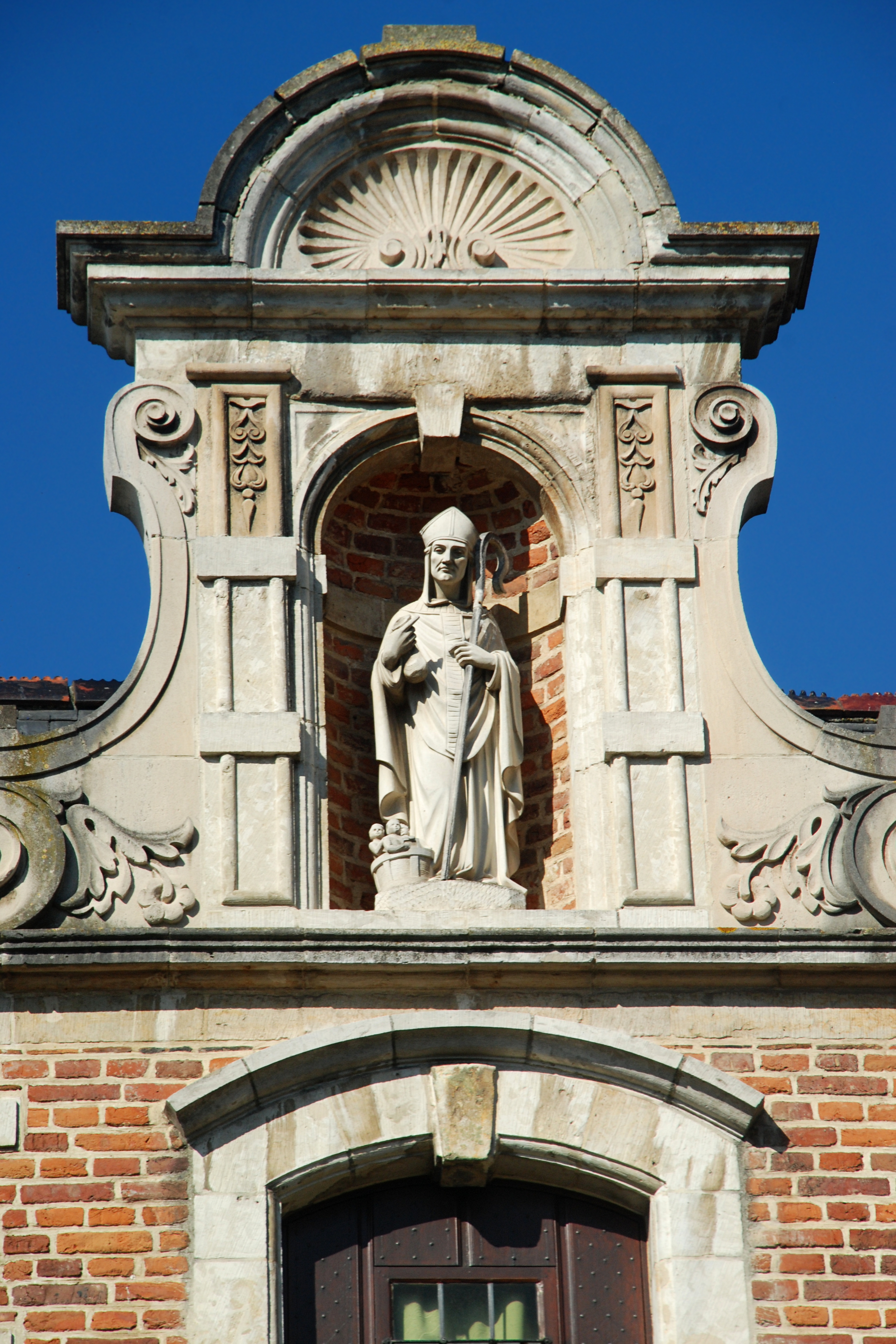
Statue de saint Nicolas.

### Le Quartier espagnol ou Quartier des soldats
Le quartier occidental du béguinage est appelé « Spaans kwartier » ou « Soldatenkwartier » (Quartier espagnol ou Quartier des soldats)
Il est le plus récent des quartiers du Grand béguinage : il a été aménagé à partir de 1636 sur le site de l'ancien verger.
Il doit son nom de « Quartier des soldats » aux lavandières de la garnison de Louvain et aux épouses des soldats belges qui y habitèrent à partir de 1830.
Ce quartier est constitué d'une vaste pelouse autour de laquelle sont disposées deux rangées de maisons, du côté ouest et nord de la place.

#### Maisons basses de l'aile ouest

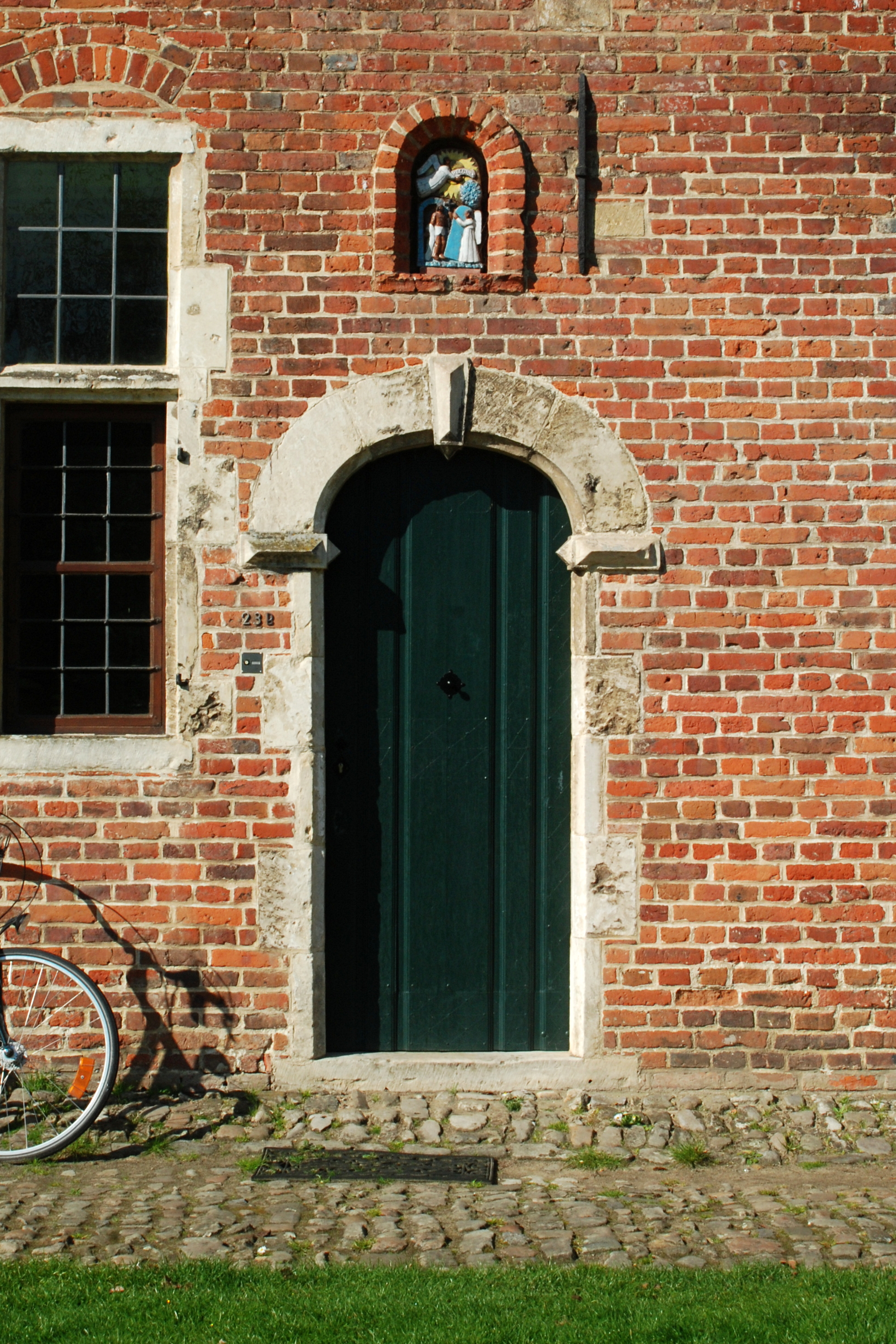
La porte de la maison
« De Verrijzenis » et la niche qui la surmonte.

Les maisons portant le numéro 22 à 25, situées du côté ouest, ne comptent qu'un seul niveau et sont dotées de lucarnes en bois reconstituées lors de la restauration. Leurs façades de briques sans soubassement présentent une alternance de fenêtres à croisée et de fenêtres à traverse et sont ornées de trous de boulin en croisette sous la corniche. Chacune de ces maisons possède une porte dont l'encadrement de pierre blanche est composé de piédroits harpés, d'impostes saillantes et d'un arc à clé passante. Un bel exemple en est la maison « De Verrijzenis » (« la Résurrection », n° 23b).

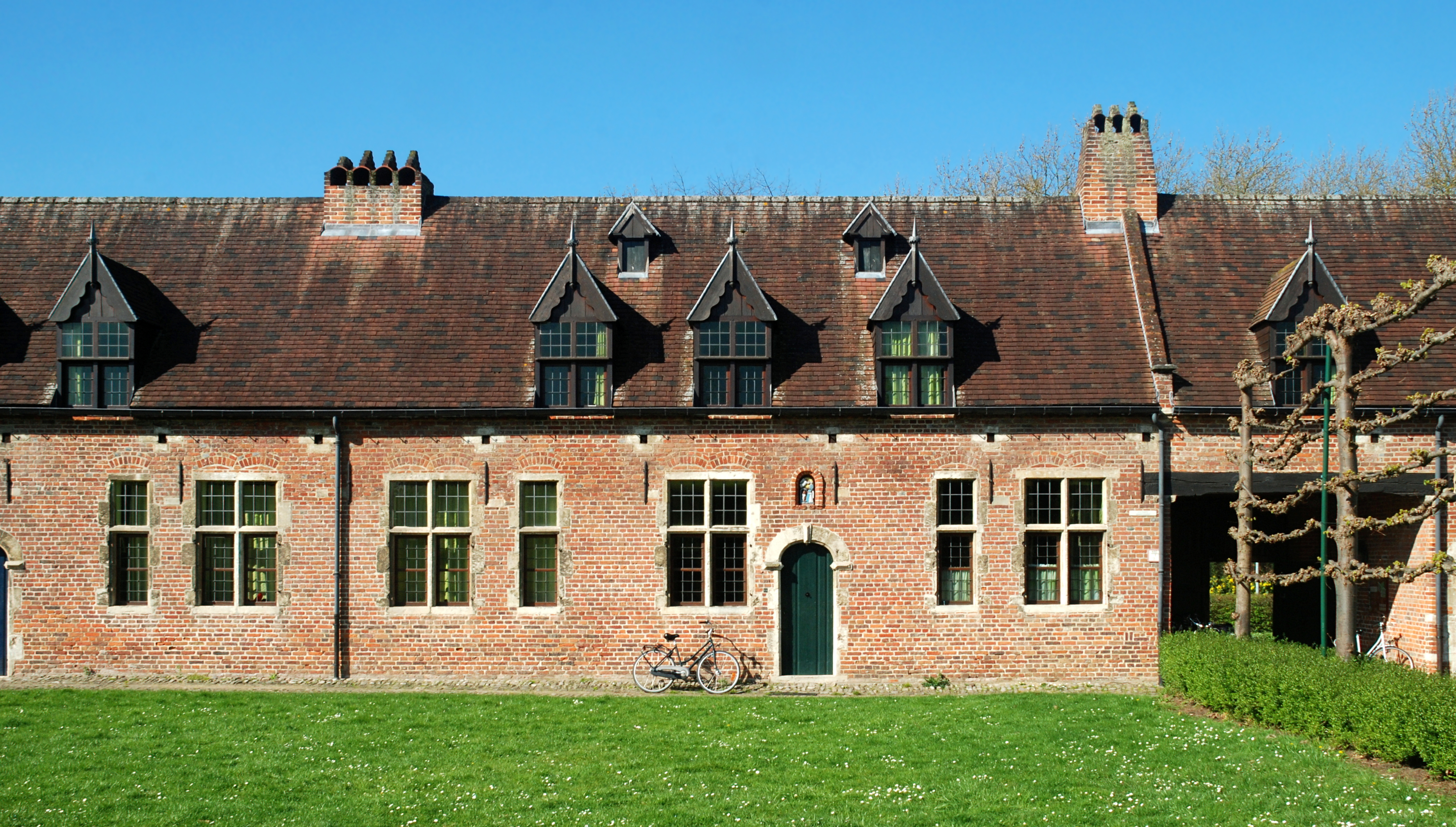
Maison « De Verrijzenis ».
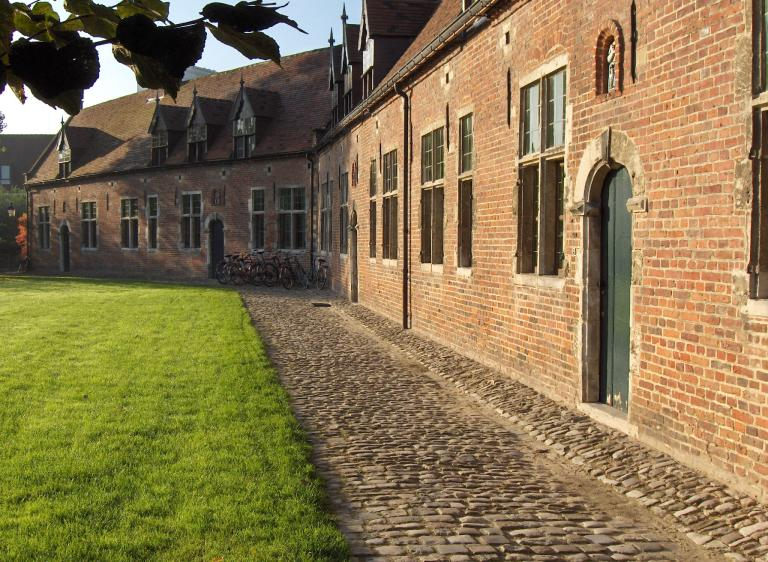
Les maisons basses de l'aile ouest.

#### Couvent de la Vierge de la Présentation

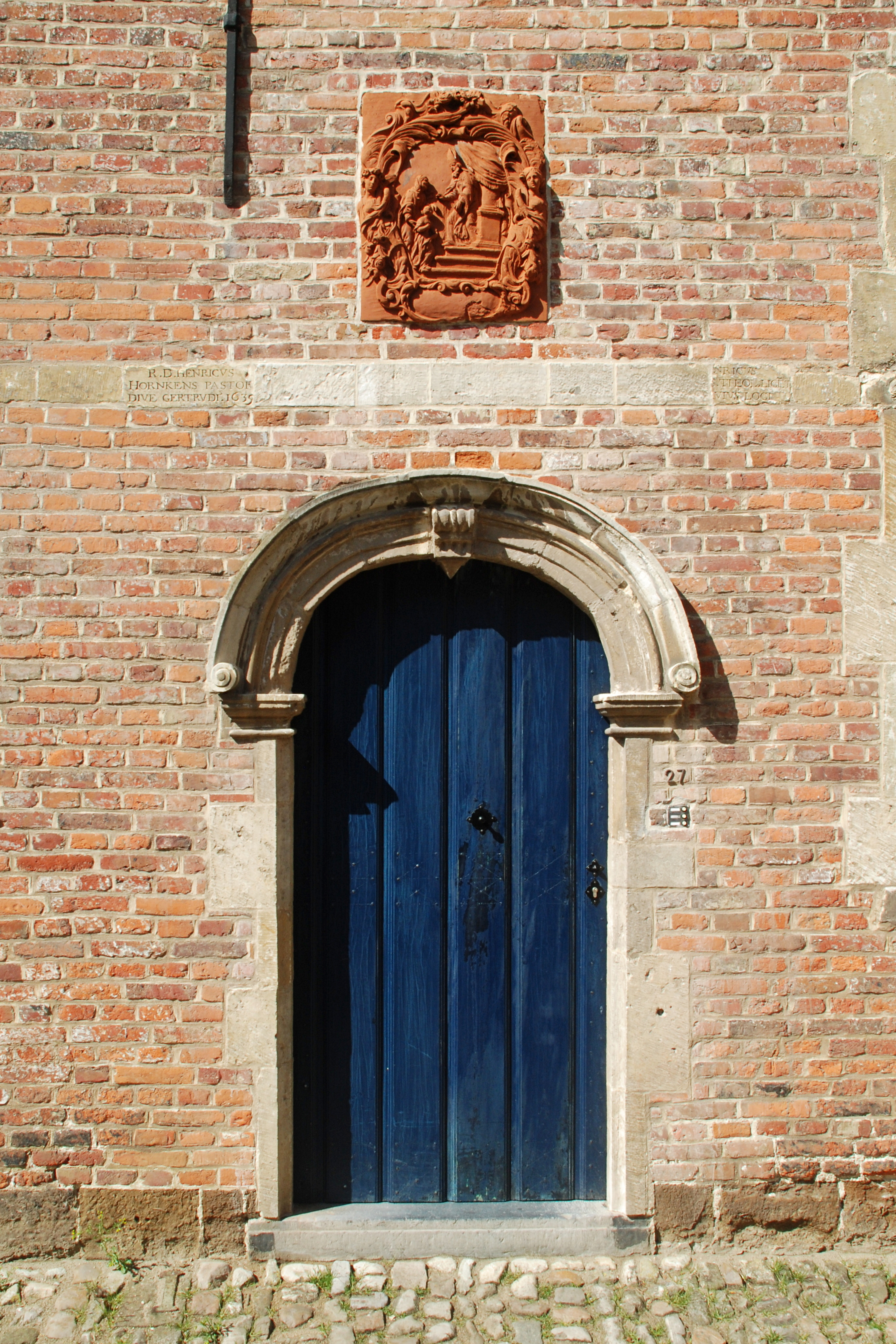
Une des portes du couvent de la Vierge de la Présentation (n° 27).

Dans l'angle, les maisons no 26 et 27 constituent l'ancien « Convent van Onze-Lieve-Vrouw Presentatie » (couvent de la Vierge de la Présentation).
Leurs façades comptent deux niveaux, sont percées principalement de fenêtres à croisée et sont surmontées d'une lucarne  passante en pierre.
La porte du no 26 est surmontée d'un bas-relief représentant la décapitation de sainte Dimphna et celle du numéro 27 d'un relief en terre cuite du XVIIe siècle figurant la Présentation de Marie au Temple.

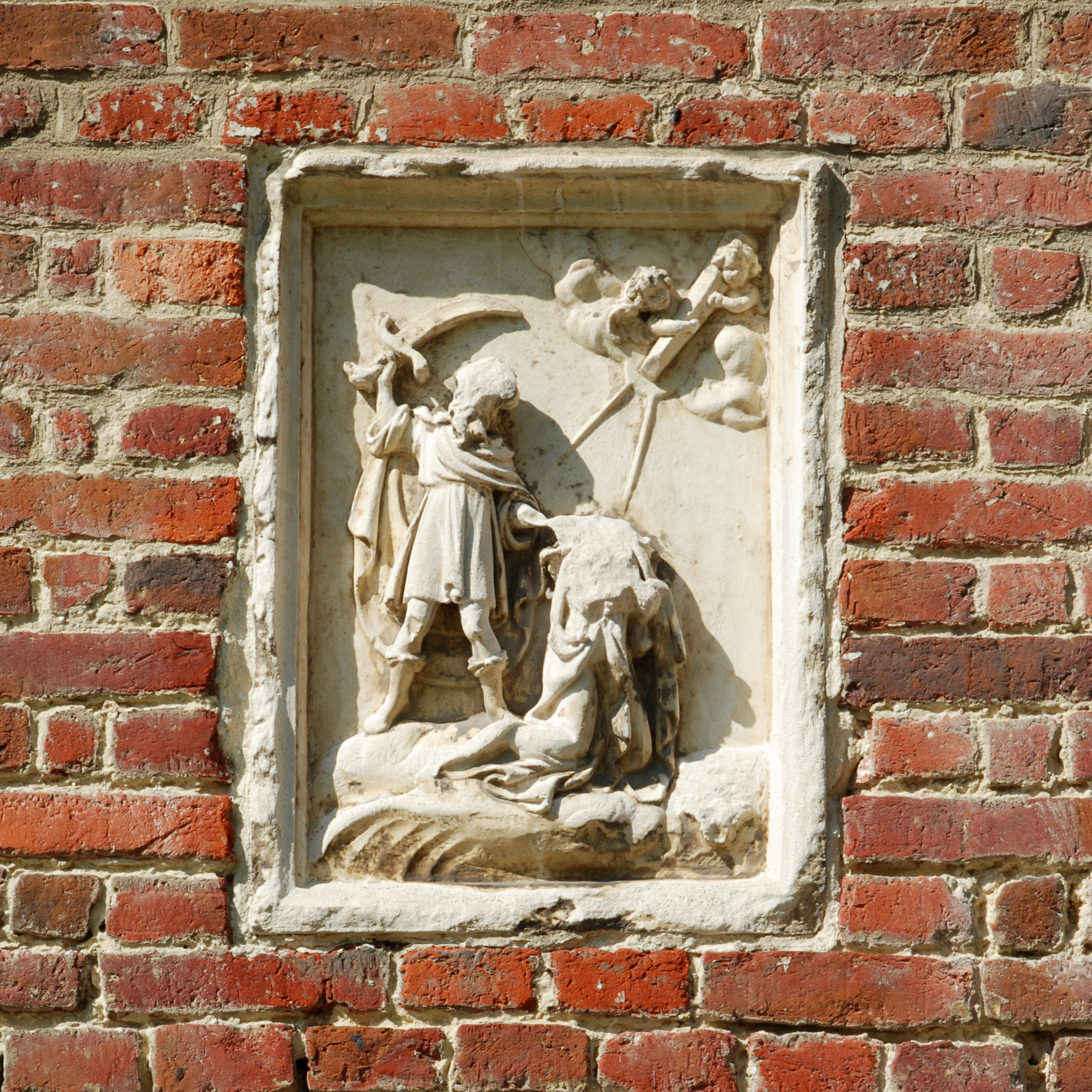
Décapitation de sainte Dimphna.
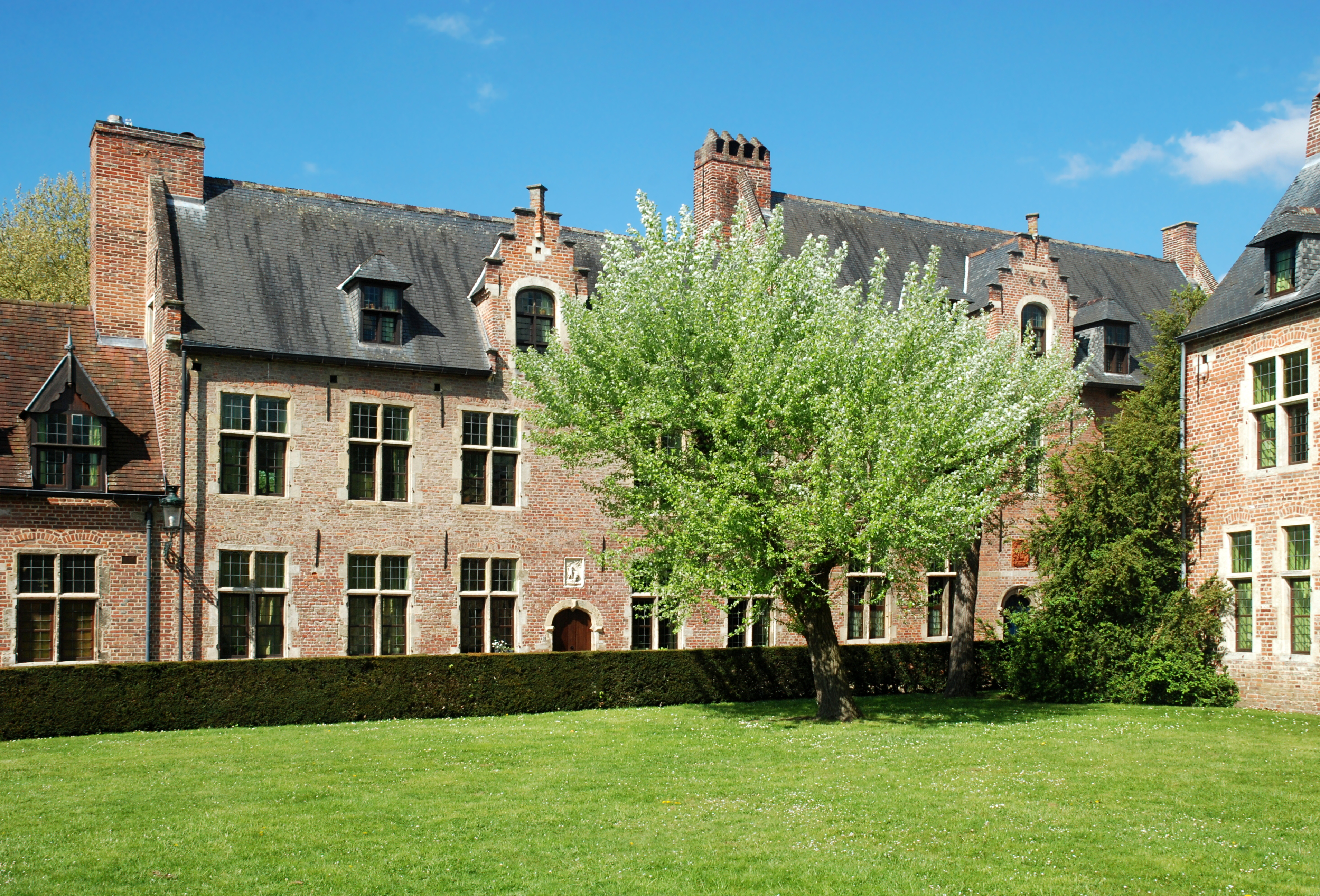
« Convent van Onze-Lieve-Vrouw Presentatie ».
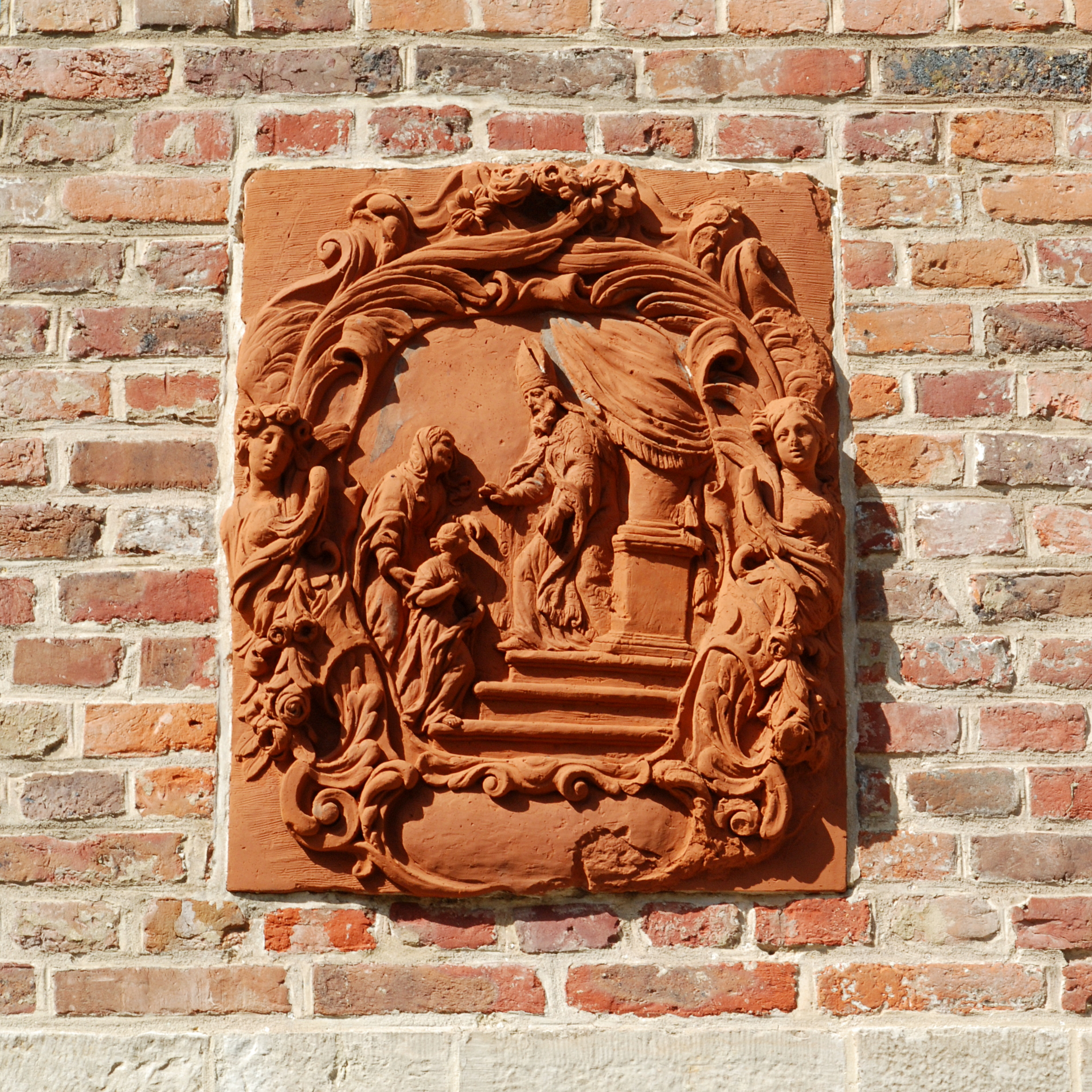
Présentation de Marie au Temple.

#### Rue du Nouveau Couvent

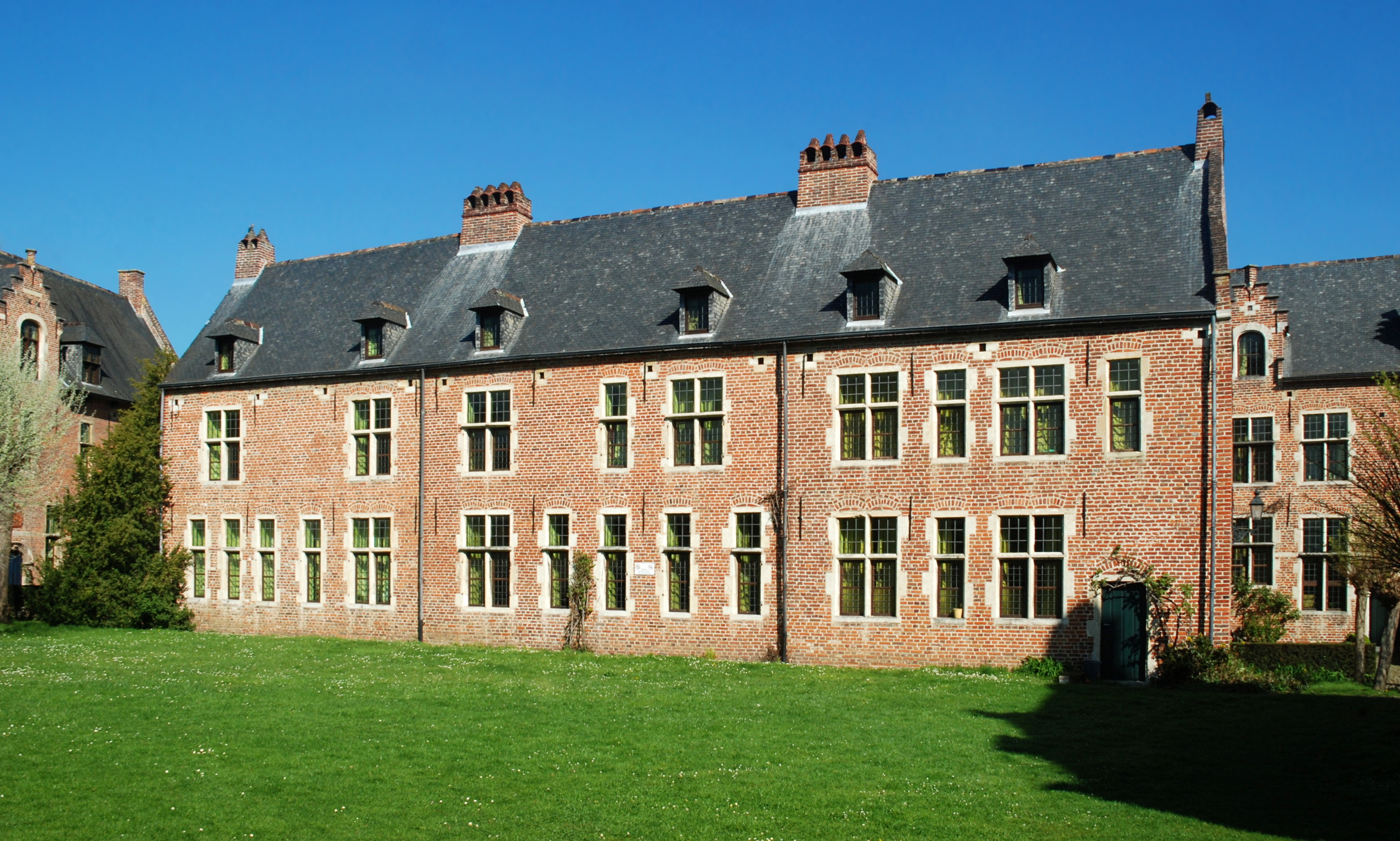
Façades arrières des maisons
de la rue du Nouveau Couvent.

Du côté nord du Quartier espagnol, deux rangées de maisons sont disposées le long de la rue du Nouveau Couvent (straat van het Nieuw Convent).
Les maisons numéro 34 à 36 présentent leurs façades arrières vers la pelouse centrale du Quartier espagnol. Ces façades montrent un mélange irrégulier de fenêtres à croisée et de fenêtres à traverse et sont ornées de trous de boulin en croisette sous la corniche comme les maisons du côté ouest.
Plusieurs façades de la rue du Nouveau Couvent sont décorées d'un bas-relief :
- no 29 : saint Adrien
- no 31 : la décapitation de saint Jean Baptiste
- no 35 : la découverte de la Vraie Croix par sainte Hélène

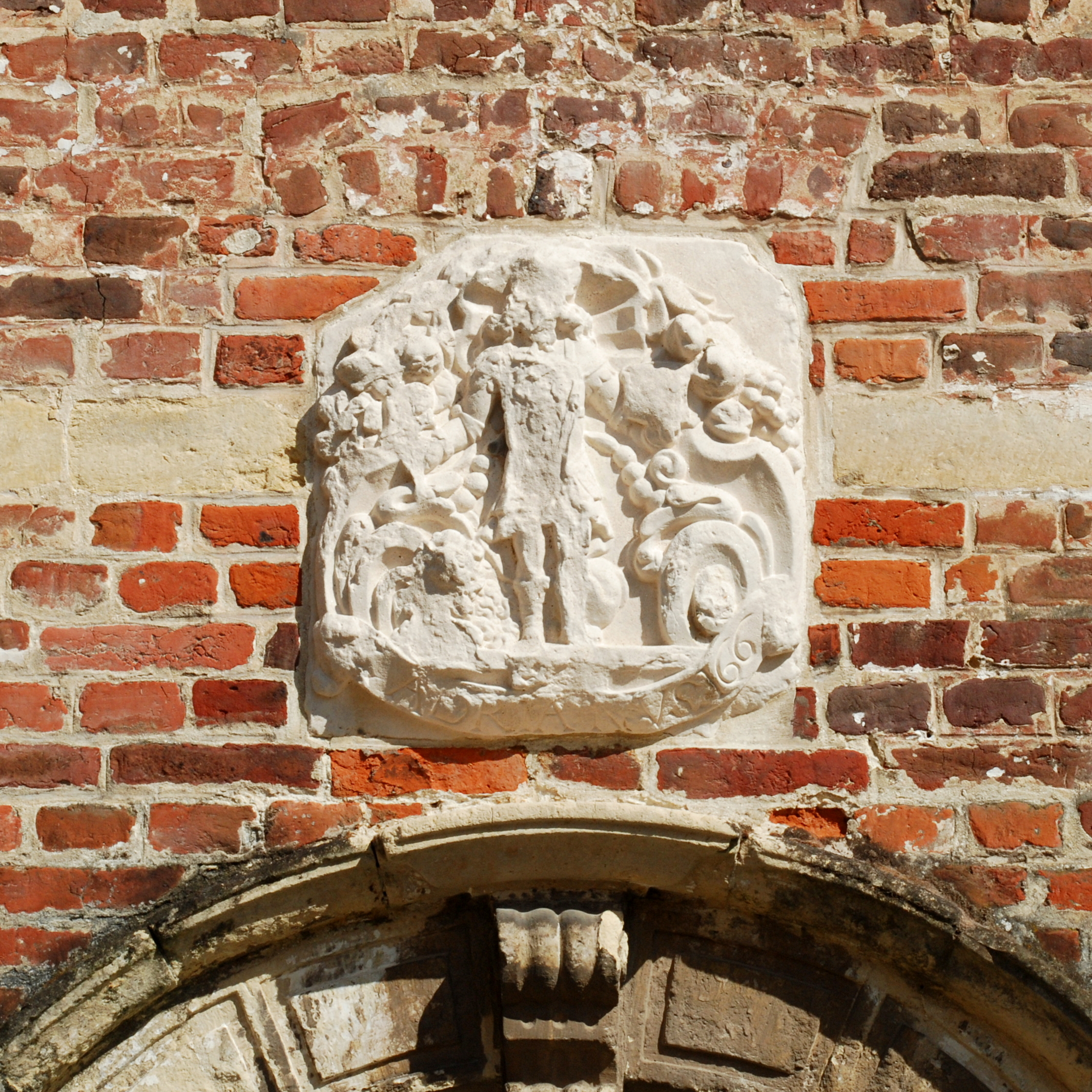
Saint Adrien.
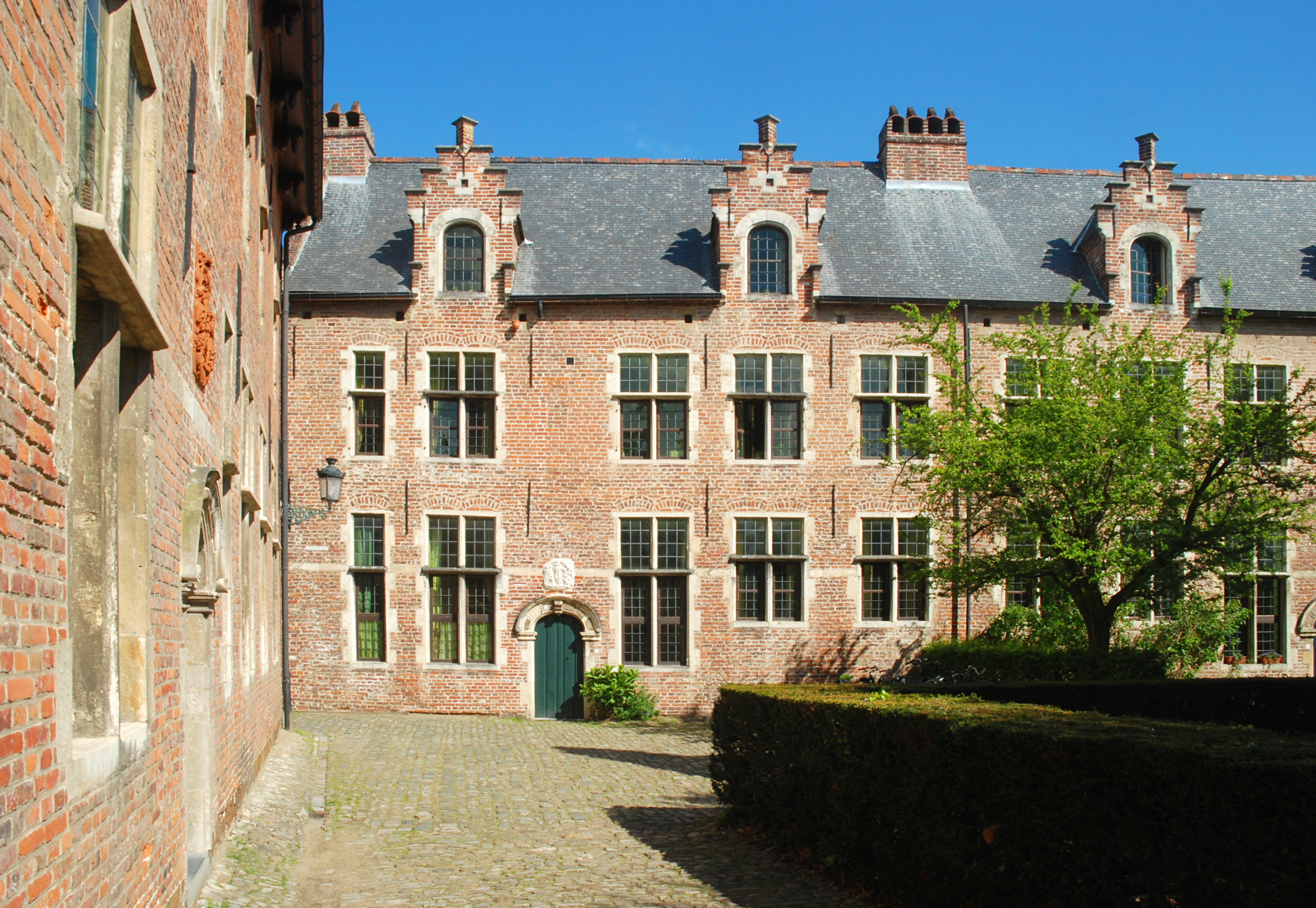
Quartier espagnol n° 29.
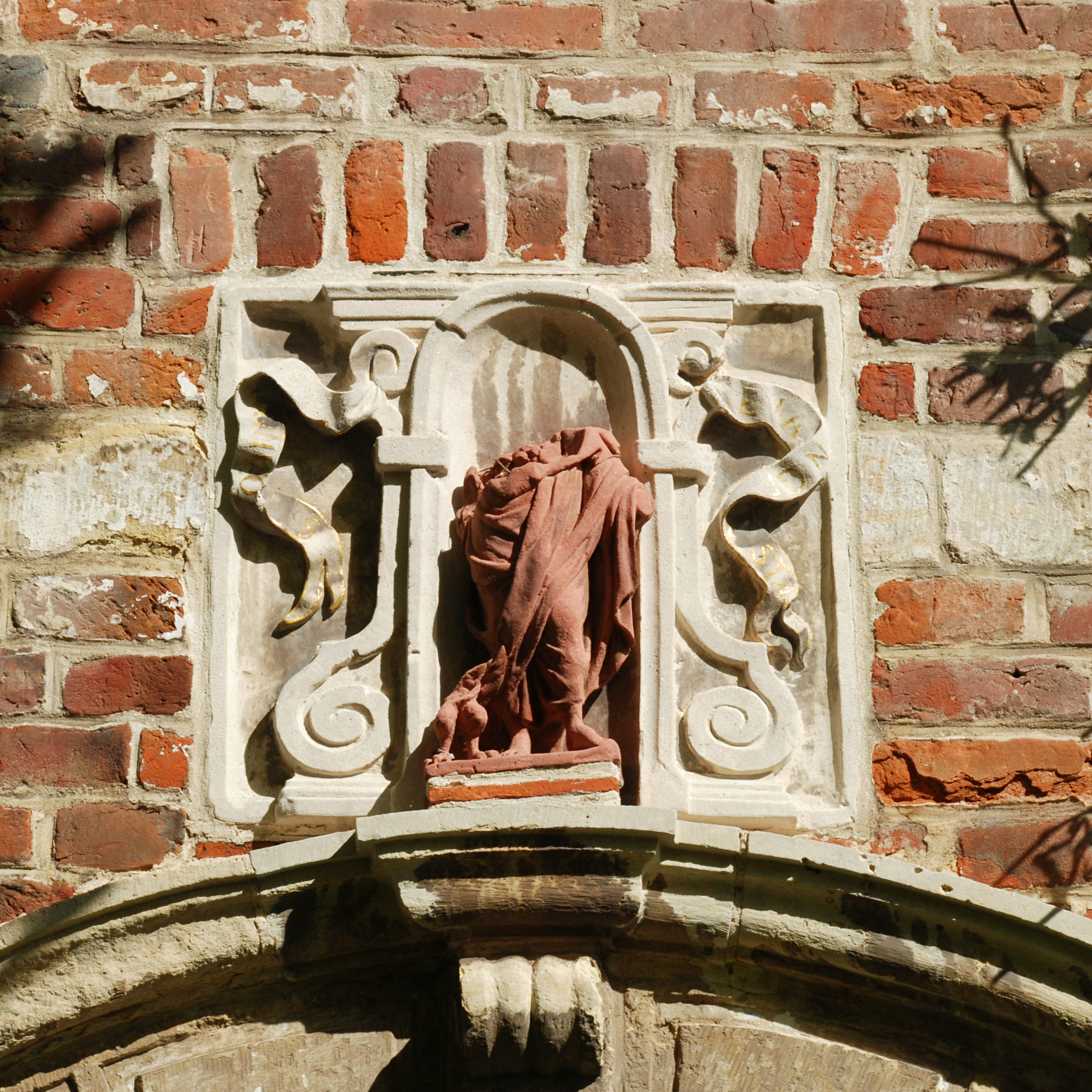
Décapitation de saint Jean Baptiste.

### Les ponts sur la Dyle

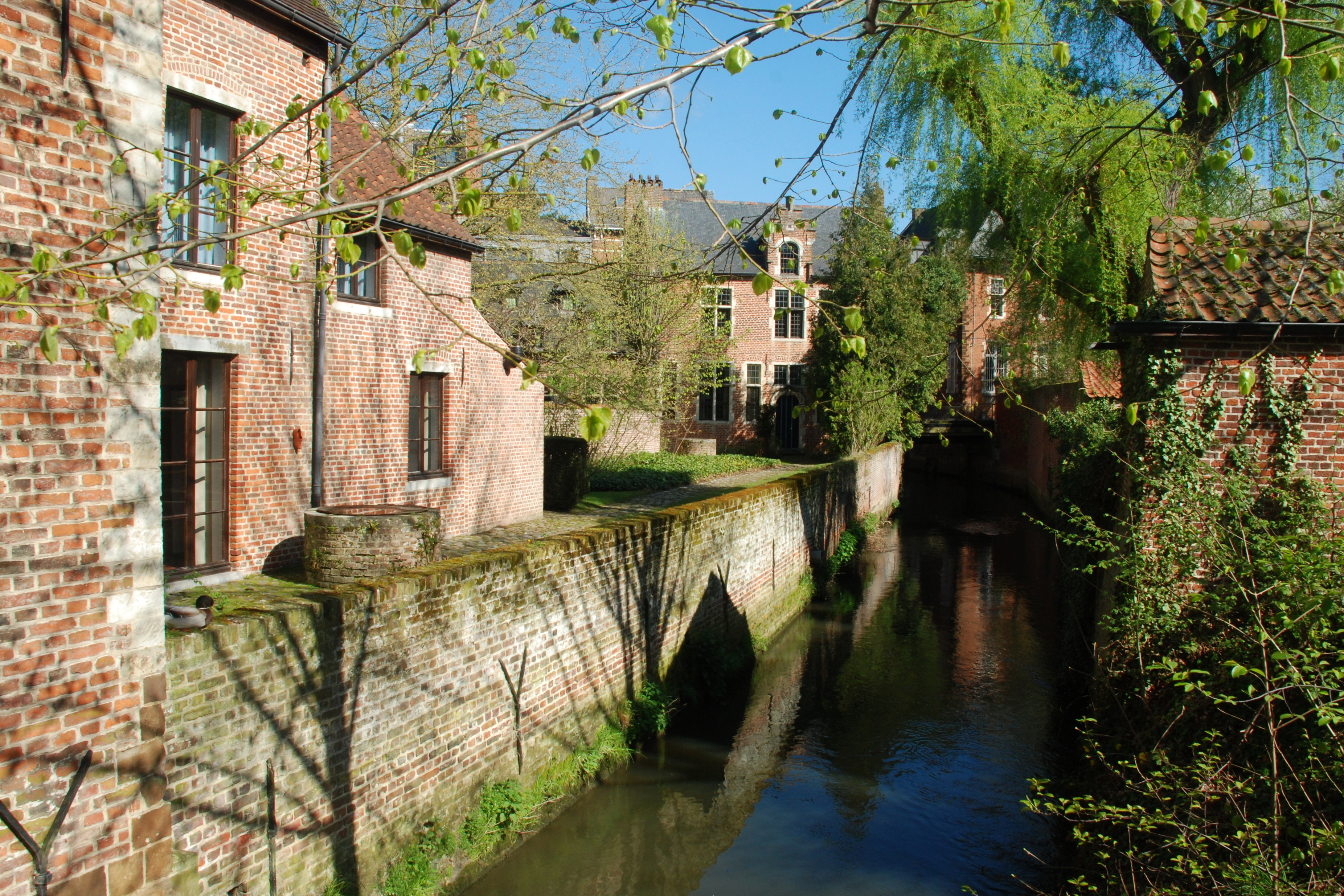
Perspective sur le bras oriental de la rivière jusqu'à la rue des Sœurs noires.

Les deux bras de la Dyle qui traversent le Grand béguinage sont visibles à partir de trois ponts :
- le premier pont enjambe le bras oriental de la rivière, entre les maisons numéros 46 et 47 de la Rechtestraat, non loin de l'église : il offre une belle vue sur la rivière, bien qu'assez fermée ;
- le second se situe sur le même bras de la rivière : il offre une très belle vue sur la partie nord du béguinage jusqu'à la rue des Sœurs noires (Zwartzustersstraat) ;
- le troisième pont, qui mène au Quartier espagnol, se situe sur le bras occidental de la rivière, à gauche du Couvent de Chièvres, entre les maisons numéro 37 et 39 : la vue depuis le pont donne sur l'extérieur du béguinage (rue de Redingen) et est sans intérêt.

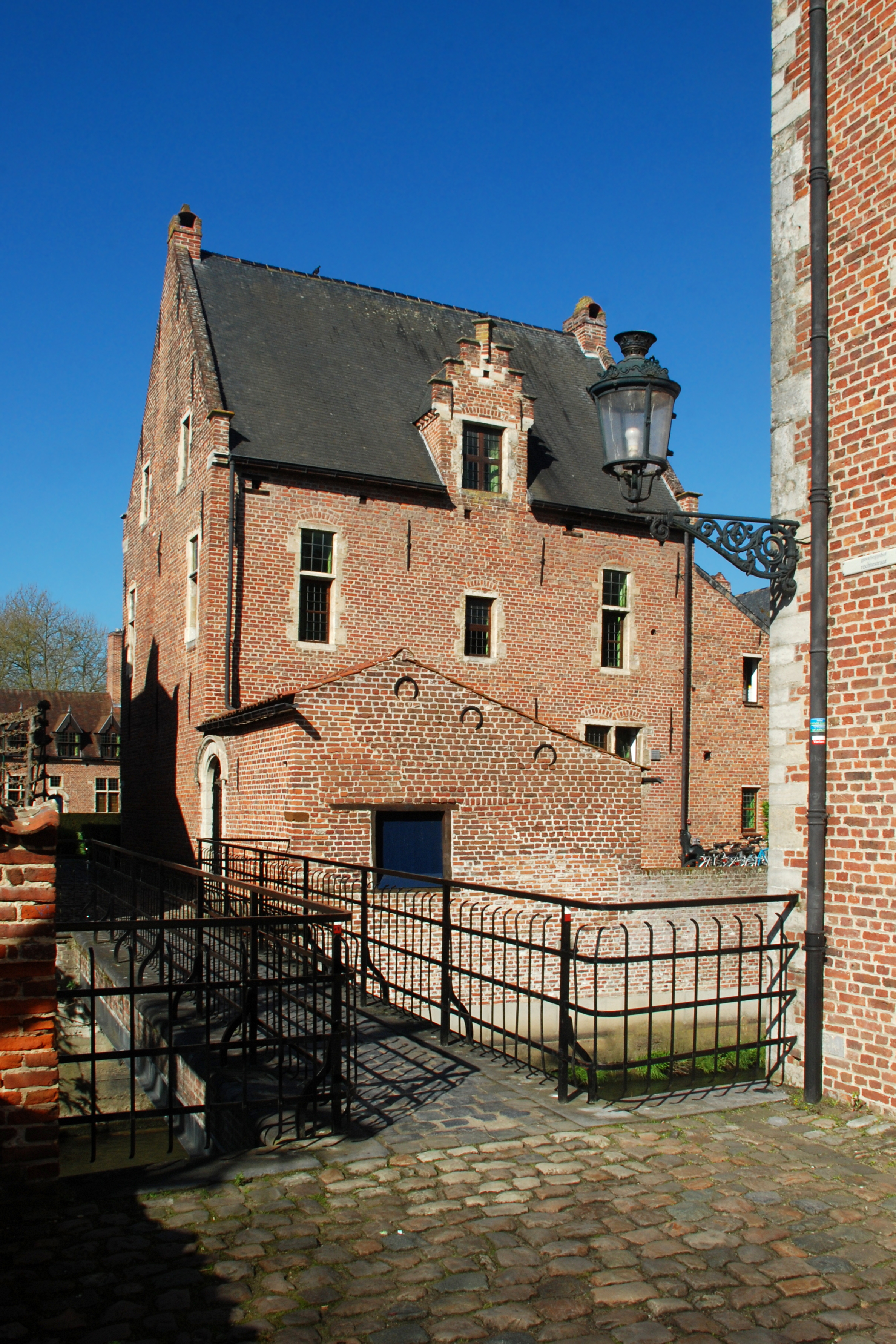
Le pont qui mène au Quartier espagnol.
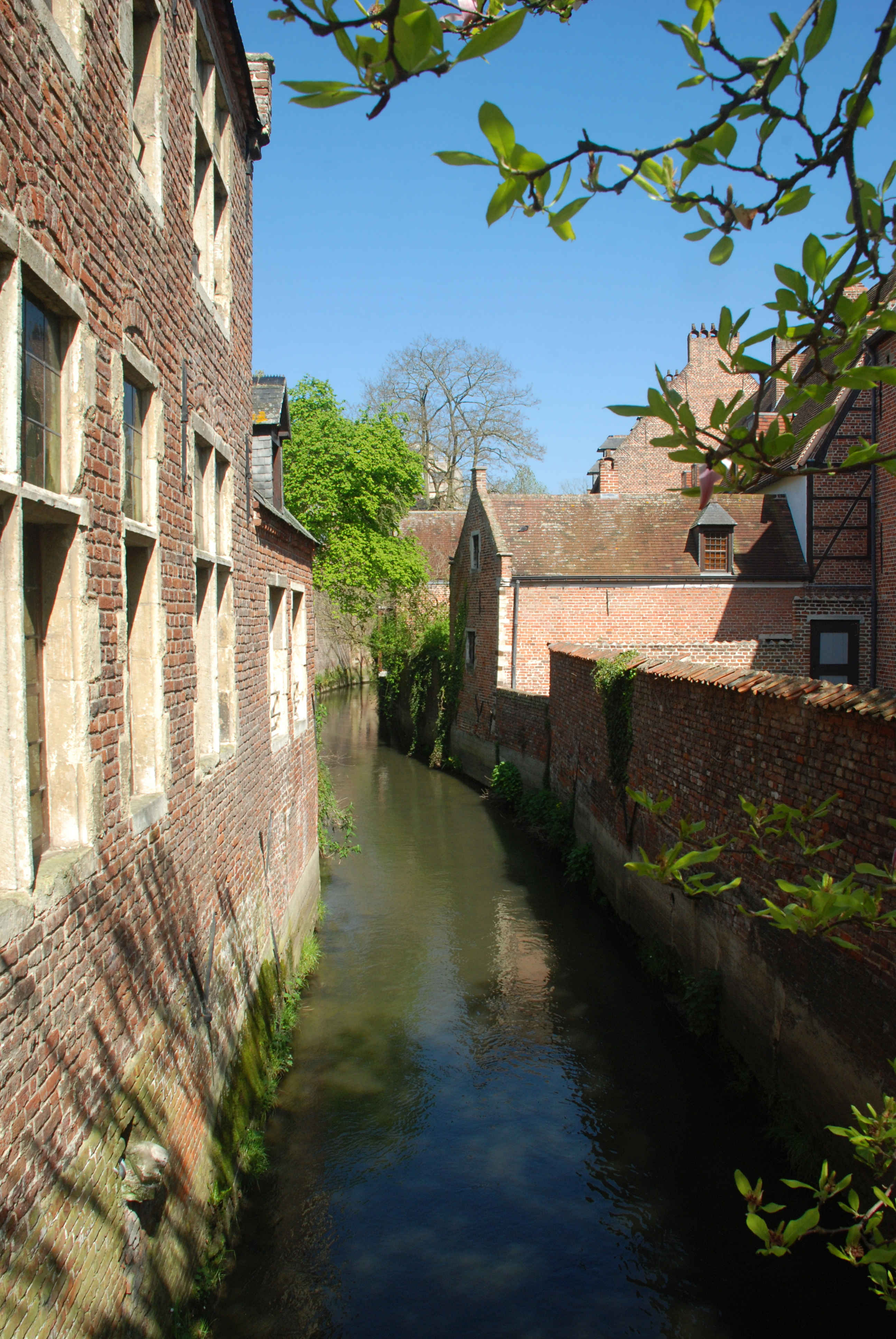
Le bras oriental de la Dyle vu de la Rechtestraat.
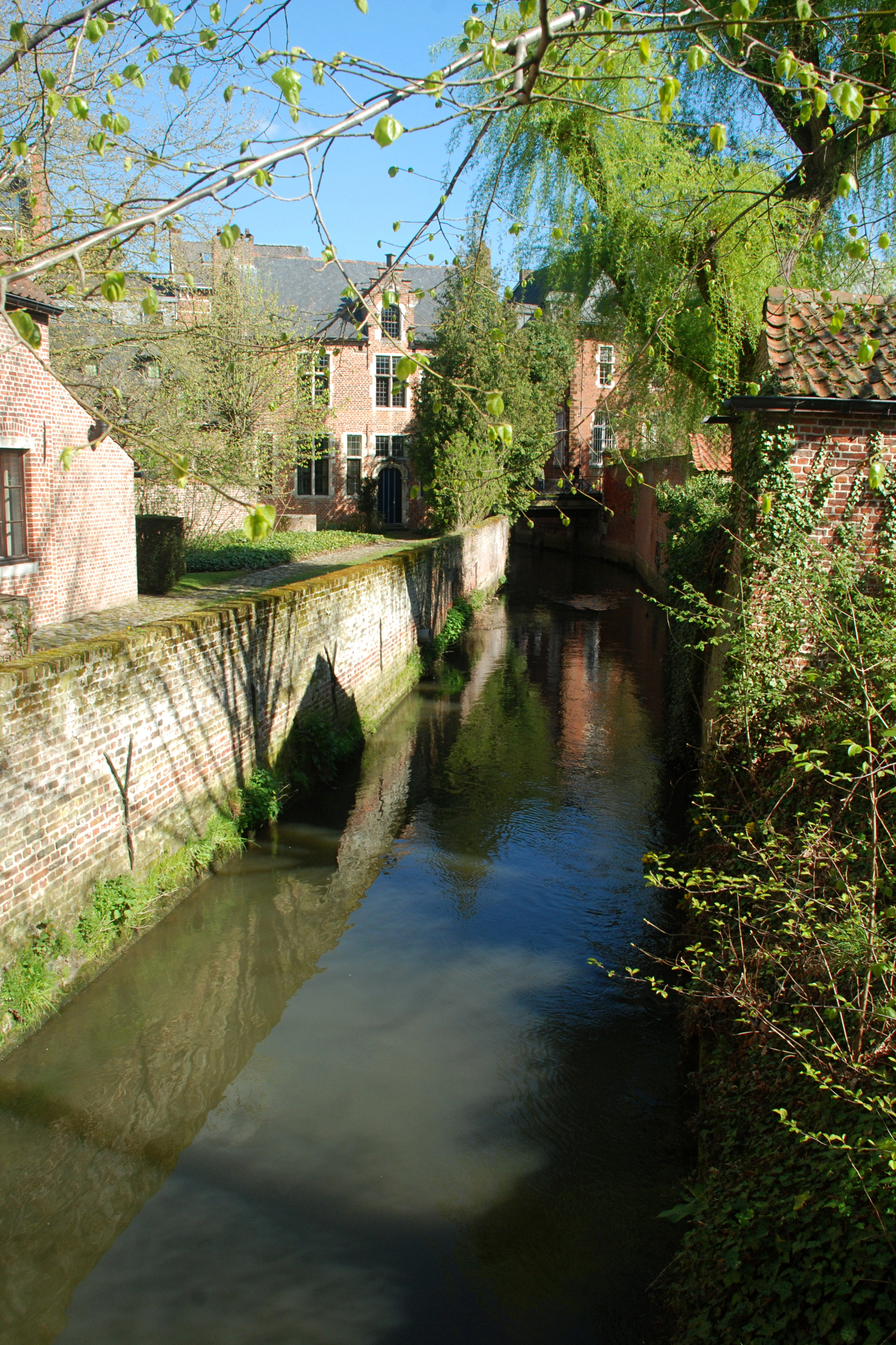
Le bras oriental de la Dyle vers la rue des Sœurs noires.